# Persèpolis
Persèpolis (grec antic: Περσέπολις, Persépolis, ‘la ciutat persa’) era la capital de l'Imperi Persa durant l'època aquemènida. És a uns 70 km de la ciutat iraniana de Siraz (província de Fars), a prop del la desembocadura  del riu Pulwar al Kur. En persa antic es deia Pārsa; en persa: تخت جمشید, Takht-i Jamshid, ‘el tron de Jamxid'.
El 521 aC Darios I va donar l'ordre de construir-la com a part d'un vast programa de obres monumentals enfocades a emfatitzar la unitat i diversitat de l'imperi persa aquemènida, la legitimitat del poder reial i mostrar la grandesa del seu regne. Les obres de Persèpolis van atreure treballadors i artesans vinguts de totes les satrapies de l'imperi i per això l'estil arquitectural va resultar d'una combinació original de formes d'aquestes províncies que van crear un estil arquitectònic persa ja abans esbossat a Pasargada i també a Susa i Ecbàtana. Aquesta combinació de sabers va marcar igualment la resta de les arts perses, com l'escultura i l'orfebreria. La construcció de Persèpolis va continuar durant dos segles, fins a la conquesta de l'imperi i la destrucció parcial de la ciutat per Alexandre el Gran el 331 aC.
El lloc va ser visitat al llarg dels segles per viatgers occidentals, però no va ser fins al segle XVII que les ruïnes es van certificar com l'antiga capital aquemènida. Nombroses expedicions arqueològiques han permès comprendre millor les estructures, el seu aspecte original i les funcions que van complir.
Persèpolis comprèn un enorme complex palatí sobre una terrassa monumental que suporta múltiples edificis hipòstils que van tenir funcions protocol·làries, rituals, emblemàtiques o administratives: audiències, apartaments reals, administració del tresor o recepció. A prop de la terrassa hi havia altres elements: tombes reials, altars i jardins. També hi havia les cases de la ciutat baixa, de la qual gairebé no en queda res de visible avui en dia. Molts baixos relleus esculpits a les escalinates i portes de palau representen la diversitat dels pobles que componien l'imperi. Altres consagren la imatge d'un poder reial protector, sobirà, legítim i absolut, on es designa Xerxes I com a successor legítim de Darios el Gran. Les múltiples inscripcions reals en escriptura cuneïforme de Persèpolis són redactades en persa antic, babiloni o elamita. Són gravades en diversos llocs de la ciutat, destinades als mateixos fins i especifiquen quins reis van ordenar l'aixecament dels edificis.
La idea que Persèpolis tenia una ocupació únicament anual i ritual dedicada a la recepció pel rei dels tributs oferts per les nacions de l'imperi durant les cerimònies de l'any nou persa ha prevalgut durant molt de temps. Ara sabem amb seguretat que la ciutat era permanentment ocupada i que tenia un paper administratiu i polític central per al govern de l'imperi. Els molts arxius inscrits en tauletes d'argila descoberts en els edificis del tresor i en les fortificacions han permès establir aquestes funcions i proporcionen informació valuosa sobre l'administració imperial aquemènida i la construcció del complex. Persèpolis està inscrita en la llista de Patrimoni de la Humanitat de la Unesco des de 1979.

## Història
| Probable història de les construccions |
| Primer període: Darios el Gran (518 al 490 aC) - Terrassa - Apadana (palau, escala Est) - Tresor                                                                               |
| Segon període: Darios el Gran - Xerxes I (490 al 480 aC) - Tachara - Escala de Persépolis - Porta de totes les Nacions - Apadana (escala nord)                                 |
| Tercer període: Xerxes I (480 al 470 aC) - Hadish - Harem - Tripylon - Palau D                                                                                                 |
| Quart període: Artaxerxes I - Palau de les 100 columnes - Palau d'Artajerjes I - Guarnició                                                                                     |
| Cinquè període - Tomba d'Artaxerxes II - Palau d'Artaxerxes III - Sala de les 32 columnes - Tomba d'Artaxerxes III - Via de les processons - Porta inacabada - Tomba inacabada |
| Desconegut - Construccions del sur |

La primera capital de l'Imperi Aquemènida va ser Pasàrgada, però cap al 512 aC el rei Darios I el Gran va emprendre la construcció d'aquest massiu complex palatí, ampliat posteriorment pel seu fill Xerxes I i el seu net Artaxerxes I. Mentre les capitals administratives dels reis aquemènides van ser Susa, Ecbàtana i Babilònia, la ciutadella de Persèpolis va mantenir la funció de capital cerimonial, on se celebraven les festes de cap d'any. Construïda en una regió remota i muntanyosa, Persèpolis era una residència reial poc convenient, i era visitada principalment a la primavera.
El 330 aC, Alexandre el Gran, en la seva campanya d'Orient, va ocupar Persèpolis, la va saquejar, i va incendiar el Palau de Xerxes per simbolitzar potser la fi de la Guerra panhel·lènica en revenja contra els perses.
El 316 aC, Persèpolis era encara la capital de Persis, una província del nou Regne de Macedònia. La ciutat va decaure gradualment durant el període selèucida i les èpoques posteriors. Al segle iii, la propera ciutat d'Istakhr va esdevenir centre de l'Imperi Sassànida.

### Construcció
Després d'haver continuat l'obra de Cir II a Pasàrgada i paral·lelament als importants treballs de construcció empresos a Susa, Darios I va decidir establir una nova capital; aquesta decisió és generalment interpretada com una voluntat de distingir-se de la branca principal dels aquemènides, a la qual Pasàrgada estava fortament lligada.
Va triar per això una ciutat que ha estat identificada amb Uvādaicaya (Mattezsi en accadi). Aquesta ciutat havia de tenir ja certa importància política, ja que Darios va fer executar a Vahyazdāta, el seu principal opositor persa, en 521 aC. D'altra banda, es testifica la presència de palaus i de portes monumentals que es remunten a Cir i Cambises II, així com una tomba inacabada probablement destinada a Cambises.
Les tauletes babilònies mostren que es tractava d'un centre urbà desenvolupat, actiu i poblat, que tenia relacions comercials amb Babilònia i era capaç d'assegurar els mitjans logístics i alimentaris per a una obra d'aquesta magnitud. Pierre Briant, historiador de la Pèrsia aquemènida, apunta que la posada en pràctica, cronològicament propera, d'obres importants en Susa i Persèpolis va suposar la mobilització de mitjans considerables. De fet, aquestes construccions entren en el marc d'un pla global de reajustament de les residències reals amb vista a ensenyar a tots que «l'adveniment de el nou rei marca una refundació de l'imperi».

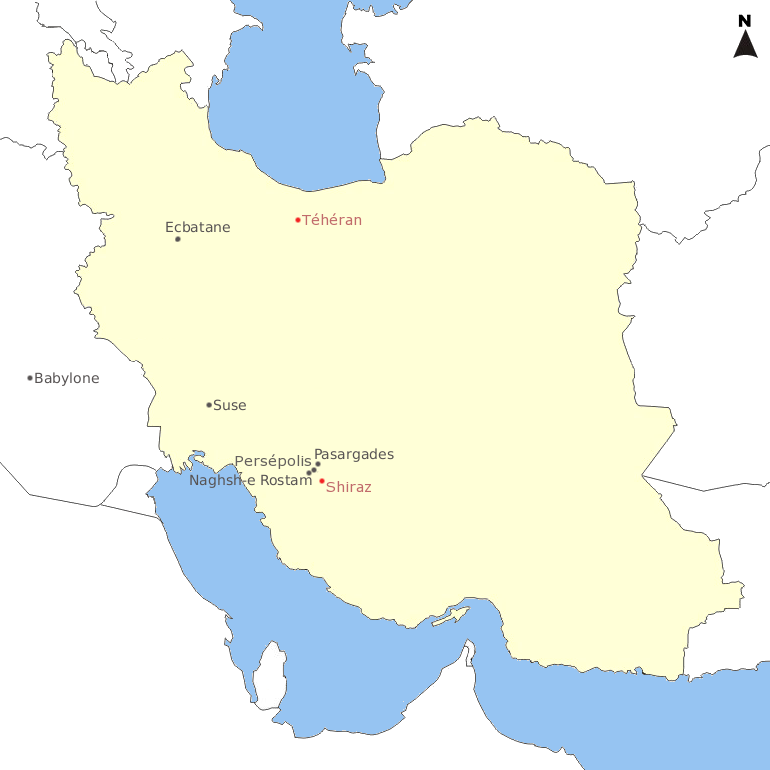
Capitals aquemènides

Darios va triar la part baixa de la formació rocosa de Kuh-i Rahmat com a emplaçament de la nova ciutat que així va esdevenir el símbol de la dinastia aquemènida. Va fer erigir la terrassa, els palaus (Apadana, Ratllés), les sales del tresor, així com les muralles. És difícil determinar amb precisió la data de cada monument. L'única indicació irrefutable és subministrada per les tauletes trobades en el lloc que testifiquen l'existència d'activitat constructiva almenys des de 509 a., quan es van erigir les fortificacions.
Es pot atribuir, en canvi, la majoria de les edificis als períodes corresponents als regnats dels sobirans posteriors.
Les construccions de Darios van ser acabades i completades pels seus successors: el seu fill Xerxes I va afegir al complex la Porta de totes les Nacions, el Hadish, o fins i tot el Tripylon, i sota Artajerjes I el 460 aC, hi havia 1149 artesans actius en les obres. El lloc va romandre en construcció fins, almenys, el 424 aC, i potser fins a la caiguda de l'Imperi persa: una porta va quedar inacabada, així com un palau atribuït a Artaxerxes III.
Al contrari d'altres construccions monumentals antigues, gregues o romanes, Persèpolis no es va construir amb mà d'obra esclava, sinó que hi van treballar obrers provinents de tots els països de l'imperi: Babilònia, Caria, Jonia i Egipte.

### Destrucció
Protegida per la posició al cor de l'Imperi aquemènida, Persèpolis no tenia defenses sòlides. A més, la posició a peu de Kuh-e Ramât representa un punt flac a causa del feble desnivell a l'est, entre la terrassa i el sòl. Aquest costat era protegit per una muralla i torres.
La informació sobre la conquesta i destrucció de Persèpolis per Alexandre el Gran procedeix principalment dels textos d'historiadors antics, especialment Plutarc, Diodor de Sicília, i Quint Curci Ruf. Certs elements arqueològics corroboren els seus judicis, però la seva versió de la destrucció de la ciutat és discutida: Duruy la posa en dubte, ja que «veiem que poc temps després de la mort del conqueridor, el sàtrapa Peucestes sacrifica allí a les ànimes de Filipo i d'Alexandre».

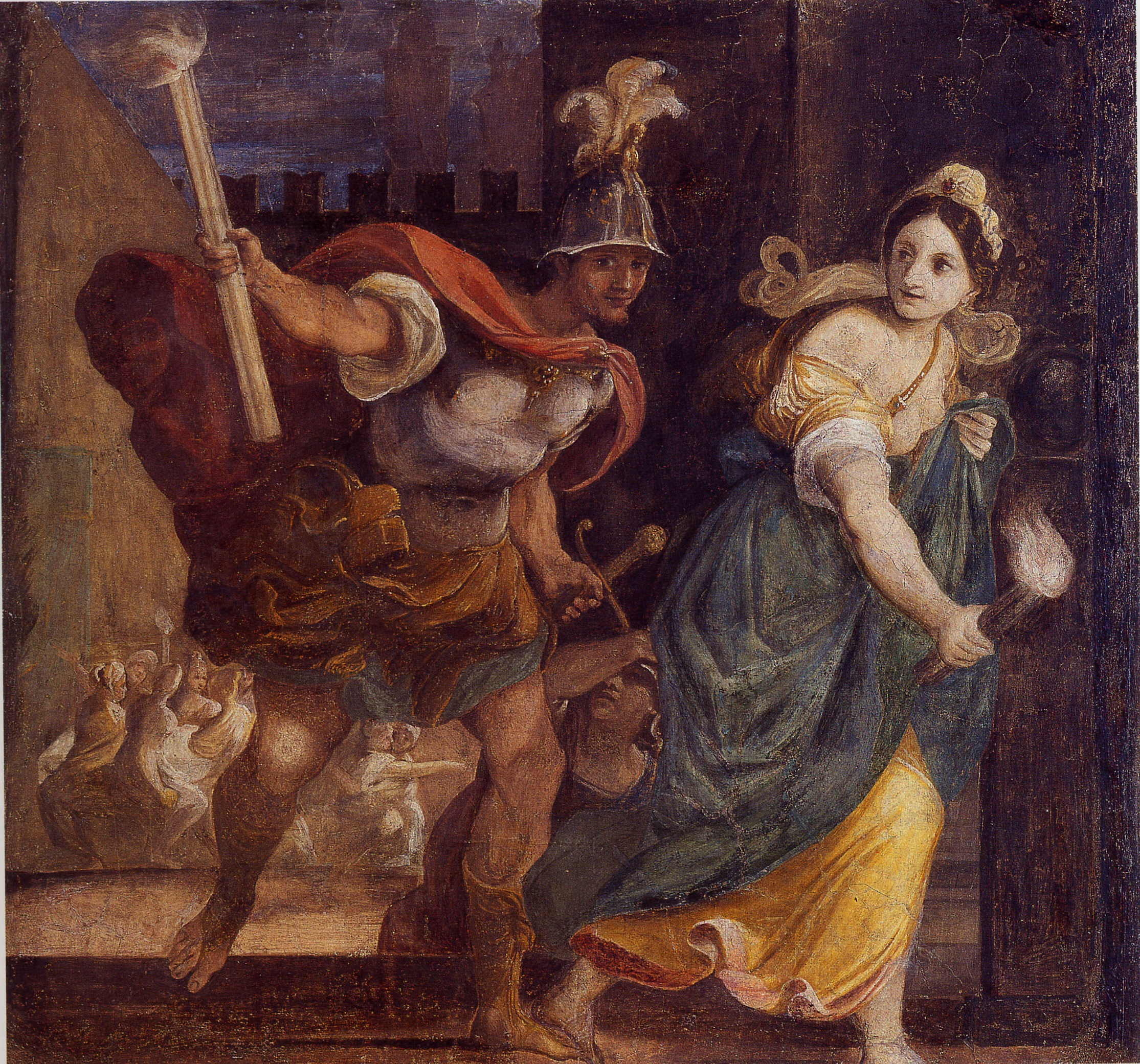
Alexandre el Gran i Thais van cremar Persèpolis. Pintura de Lodovico Carracci.

Segons Plutarc, Diodor i Quint Curci Ruf, la caiguda de Persèpolis va ser seguida de la matança dels seus habitants i del saqueig de les seves riqueses. Tiridatas, guàrdia del tresor, va fer portar davant Alexandre, quan el seu exèrcit s'acostava, una carta de rendició en la qual li oferia entrar a Persèpolis com a vencedor. D'aquesta manera, Alexandre podria fer-se ràpidament amb les riqueses de la ciutat. Els textos, però, no esmenten la seva resposta. Diodor i Quint Curci Ruf es refereixen, així mateix, a la trobada de l'exèrcit macedoni amb un grup de 4.000 presoners grecs mutilats, o que havien patit maltractaments per part dels perses, en camí cap a Persèpolis.
Després d'haver pres la ciutat el 331 aC, Alexandre hi va deixar una part del seu exèrcit i va continuar la marxa. No va tornar a Persèpolis fins a algun temps després. Al final d'un dia de borratxera en honor de la victòria, Persèpolis va ser incendiada per ordre de conquistador al maig de 330 a C. Les raons que van motivar aquesta destrucció són controvertides. Plutarc i Diodor relaten que un Alexandre borratxo de vi hauria llançat la primera torxa sobre el palau de Xerxes a instigació de Thais, més tard l'esposa de Ptolemeu, va llançar la segona. Thais hauria incitat a Alexandre i els seus companys d'armes a venjar-se així del saqueig d'Atenes per Xerxes I. Aquesta hipòtesi podria ser corroborada per la intensitat de les destruccions del Tripylon i del Hadish, que mostra que aquests edificis construïts per Xerxes van patir en l'incendi més que altres. Alguns autors afirmen que la trobada dels presoners mutilats, que van provocar la còlera i la tristesa del sobirà, va constituir un motiu suplementari de represàlies.
En realitat, els historiadors solen sostenir avui dia que la raó de la destrucció de Persèpolis va ser aparentment d'ordre polític, reflectint una decisió meditada per part d'Alexandre. Quan el vencedor havia ordenat salvar les ciutats preses i especialment Babilònia, no estalviant cap gest per reconciliar-se amb la població persa, va fer en Persèpolis un gest d'alt abast simbòlic dictat pel context persa: el cor ideològic del poder aquemènida es trobava sempre en les capitals perses. Havent fet la població un acte de submissió forçada o voluntària, seguia, però, vinculada ideològicament a Darios III, el sobirà legítim, i estava en mals termes amb els conqueridors. La decisió va ser, doncs, incendiar el santuari dinàstic persa per fer patent a la població el canvi de poder. Duruy diu que «Alexandre va voler anunciar a tot l'Orient, mitjançant aquesta destrucció del santuari nacional, la fi de el domini persa».
Els escrits antics esmenten el penediment expressat més tard per un Alexandre apesarat pel seu comportament. Per Briant, aquest penediment implica, de fet, que Alexandre reconeixia el seu fracàs polític. La destrucció de Persèpolis marca la fi del símbol de poder aquemènida. El primer Imperi persa va desaparèixer completament amb la mort de Darios III, últim emperador d'aquesta dinastia. L'hel·lenització va començar amb els selèucides. Persèpolis va continuar, però, sent utilitzada per les dinasties perses successives. A peu de la terrassa es troba un temple, potser construït pels aquemènides, i reutilitzat pels selèucides, després pels fratadares.
La ciutat baixa va ser abandonada progressivament en benefici de la veïna Istakhr en l'època parteixi. Els grafits atribuïbles als últims reis de Pèrsia sota els parts o al principi de l'època sassànida mostren que el lloc havia quedat, però, lligat a la monarquia persa, almenys simbòlicament. D'altra banda, una inscripció en pahlavi relata que un fill d'Ormazd I o Ormazd II va donar un banquet i va oferir un servei de culte a Persèpolis, que va poder continuar com a lloc de culte diversos segles després de l'incendi de 330 aC. Persèpolis va servir igualment de referència arquitectònica per a certs elements de les construccions sassànides com el palau de Firuzabad.

### Primeres visites a les ruïnes: l'època dels viatgers

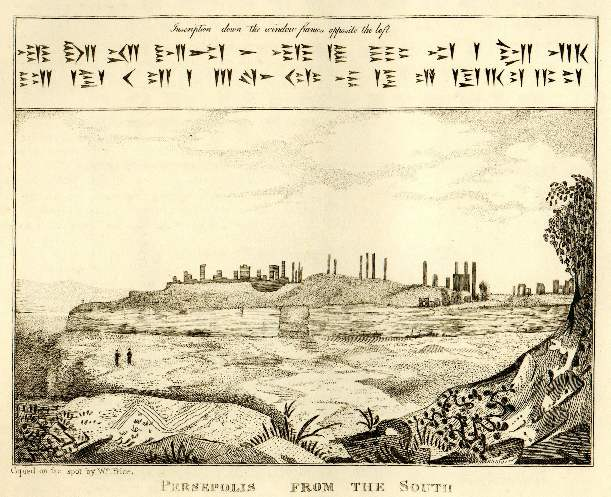
Persèpolis vista des del sud, per Jean Chardin (1711)

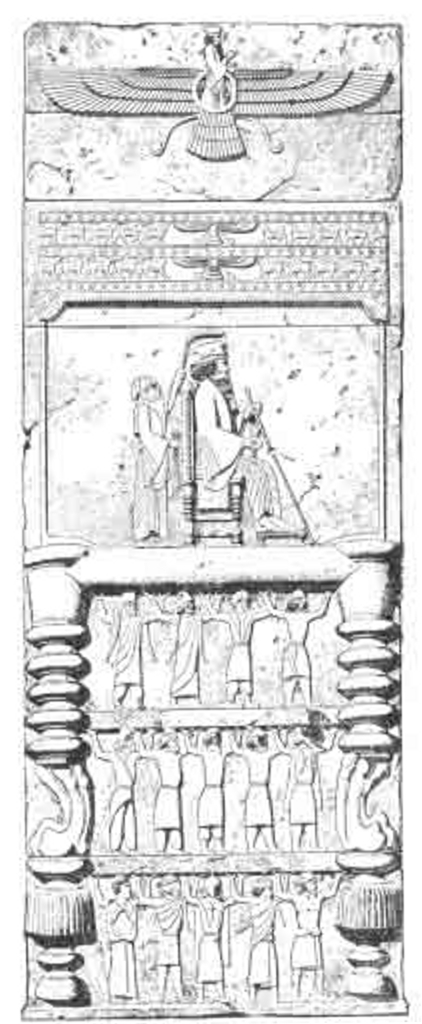
Bajorrelieve, per Eugène Flandin (1840)

Les ruïnes són conegudes pels sassànides pel nom persa mitjà de st stwny («les cent columnes»), i des del segle xiii pel de Chehel minar («les quaranta columnes»). El nom actual de Tajt-e Yamshid sembla provenir d'una interpretació dels relleus que els relaciona amb les gestes de l'heroi mític Jamshid. El lloc va ser objecte de nombroses visites pels occidentals de segle xiv al segle xviii. Les simples observacions anecdòtiques del començament van ser substituïdes progressivament per treballs cada vegada més descriptius.
El missioner portuguès Antonio de Gouvea va visitar el lloc el 1602. Va observar les inscripcions cuneïformes i les representacions d'«animals amb caps humans». L'ambaixador d'Espanya davant Abbas el Gran, García de Silva Figueroa, va descriure per extens el lloc arqueològic en una carta al marquès de Bedmar el 1619. Recolzant-se en textos grecs, va trobar clarament la relació entre Persèpolis i Chehel Minār. De 1615 a l'any 1626, el romà Pietro Della Valle va visitar nombrosos països d'Orient. Va portar de Persèpolis còpies d'inscripcions cuneïformes que servirien més tard per desxifrar l'escriptura. El van seguir els anglesos Dodmore Cotton i Thomas Herbert de 1628 a 1629, el viatge va tenir per objecte estudiar i desxifrar les escriptures orientals.
De 1664 a 1667, Persèpolis va ser visitada pels francesos Jean de Thévenot i Jean Chardin. Thévenot va anotar en la seva obra Voyage au Levant que aquestes ruïnes eren massa petites per ser l'estatge dels reis de l'antiga Pèrsia. Chardin va atribuir clarament el lloc a Persèpolis. S'agreguen els serveis del dibuixant Guillaume-Joseph Grelot, que descriu la ciutat real en una obra la qualitat és lloada per Rousseau. El 1694, l'italià Gemelli Careri anotar les dimensions de totes les ruïnes a què arriba i va estudiar les inscripcions. El 1704, el neerlandès Cornelis de Bruijn va observar i va dibuixar les ruïnes. Va publicar els seus treballs el 1711: Reizen over Moskovie, door Persie en Indie, després el 1718 en francès: Voyages de Corneille li Brun parell la Moscovie, en Perse, et aux Indes Orientals.

### Missions arqueològiques: l'època dels científics

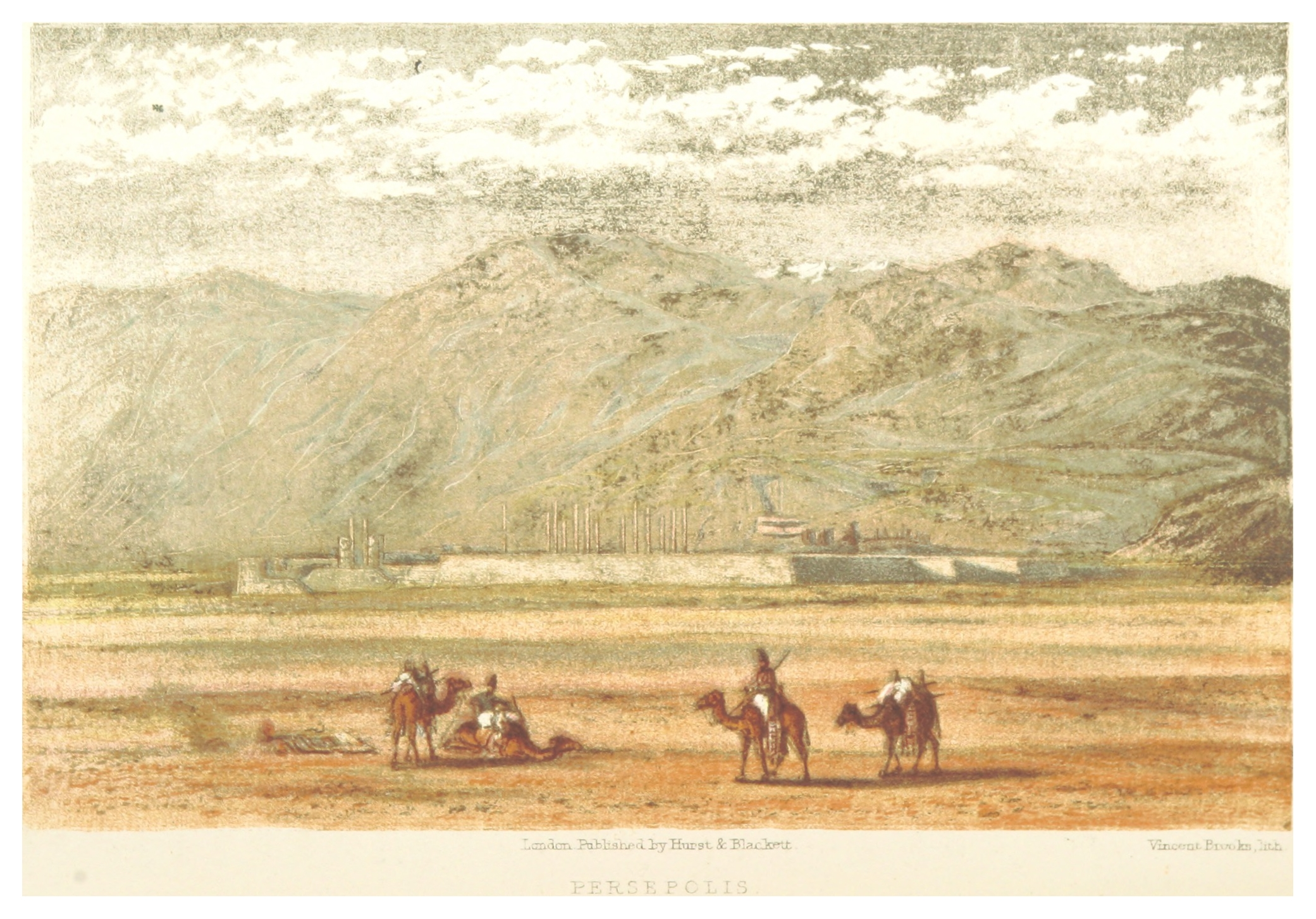
Pintura de Persèpolis de 1865

Els segles xix i xx van veure multiplicar-se les missions científiques a Persèpolis. En 1840 i 1841, Eugène Flandin i Pascal Cost van visitar diverses ruïnes de Pèrsia, entre elles Persèpolis. Van establir una relació topogràfica i descriptiva.
Les primeres i veritables excavacions arqueològiques van ser realitzades el 1878. Motamed-Od dowleh Farhad Mirza, governador de Fars, va dirigir els treballs que van treure a la llum una part del Palau de les cent columnes. Poc després, Charles Chipiez i Georges Perrot van fer una exploració molt important del lloc. Gràcies a un estudi arquitectònic de les ruïnes i de les restes excavades, Chipiez va dibuixar sorprenents reconstruccions dels palaus i monuments tal com pensava que eren van deure ser en l'època aquemènida. Franz Stolze va explorar els llocs arqueològics de Fars i va publicar el resultat el 1882. Jane i Marcel Dieulafoy van efectuar dues missions arqueològiques a Pèrsia (1881-1882 i 1884-1886). Van explorar Persèpolis, de la qual van tornar per primera vegada amb documents fotogràfics. Van realitzar reconstruccions i van portar nombroses peces arqueològiques.
De 1931 a 1939, es van dur a terme excavacions per Ernst Herzfeld i després per Erich Friedrich Schmidt, comissionades per l'Institut Oriental de Chicago de la Universitat de Chicago. Durant els anys 1940, el francès André Godard, i després l'iranià A. Sami, van prosseguir les excavacions per compte de Servei Arqueològic Iranià (IAS). Després, l'IAS, sota la direcció d'A. Tajvidi, va dirigir els treballs d'excavació i de restauració parcial en cooperació amb els italians Giuseppe i Ann Britt Tilia, de l'Istituto Italiano per il Mitjà ed Estremo Orient. Aquestes excavacions han revelat l'existència probable d'altres dos palaus atribuïts a Artaxerxes I i Artaxerxes III, que han desaparegut.
No han estat encara excavades totes les estructures de Persèpolis. Queden dos monticles a l'est de Hadish i del Tacharas, els orígens continuen sent desconeguts.

### Història recent
El 1971 van tenir lloc a Persèpolis cerimònies fastuoses durant tres dies amb motiu de la celebració dels 2.500 anys de la monarquia. El xa Mohammad Reza Pahlavi va convidar a nombroses personalitats internacionals. El fast de les cerimònies, que van mobilitzar més de 200 servidors vinguts de França per als banquets, va suscitar polèmica a la premsa i va contribuir a entelar la imatge del xa. La suma de les despeses va ser avaluat en més de 22 milions de dòlars, i el finançament va ser realitzada en detriment d'altres projectes urbanístics o socials. A més, les festes van ser acompanyades per la repressió dels opositors al xa.

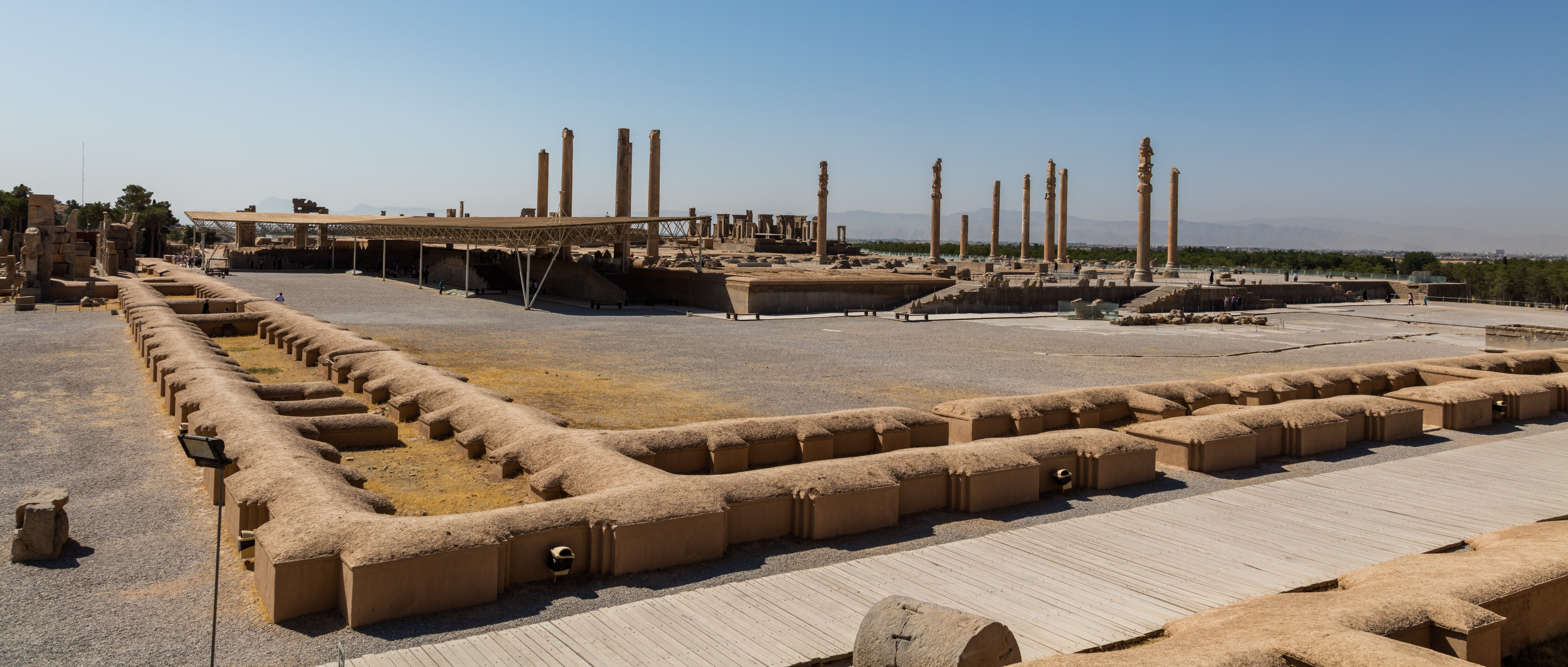
Persèpolis, vista de Kuh-e Rahmat

Després de la revolució iraniana i amb la finalitat d'erradicar una forta referència cultural al període pre-islàmic i a la monarquia, l'aiatol·là Sadeq Jaljalí va intentar amb els seus partidaris arrasar Persèpolis per mitjà de buldòzer. La intervenció de Nosratollah Amini, governador de la província de Fars, i la mobilització dels habitants de Siraz, que es van interposant davant dels buldòzers, van permetre salvar el lloc de la destrucció.
Persèpolis està en un estat fràgil, la preservació pot estar compromesa per l'activitat humana. S'ha plantejat la nocivitat de certs components químics de pol·lució agrícola. Un programa de protecció del lloc ha començat recentment, amb la intenció de limitar les degradacions lligades a l'erosió i al pas dels visitants: han estat posades unes cobertes per protegir certs elements, com l'escala est de l'Apadana, i està previst recobrir el sòl dels llocs de pas. La construcció d'una barrera pròxima a Pasargada ha motivat una polèmica entre el ministeri iranià d'Arqueologia i el ministeri de Cultura i del patrimoni. La pujada de les aigües podria danyar nombrosos llocs arqueològics de la regió. A més, la construcció d'una línia ferroviària, el traçat podria passar per les proximitats de Persèpolis i Naqsh-i Rostam, fa témer danys. Així mateix, Persèpolis és regularment víctima de robatoris relacionats amb el tràfic d'antiguitats. Està prevista una ampliació del museu, encara no definida amb exactitud: la classificació del lloc com a patrimoni mundial prohibeix qualsevol modificació.

## L'art persepolità

### Arquitectura
Els perses no posseïen un bagatge arquitectònic propi: es tractava d'un poble seminòmada de pastors i genets. Ara bé, des de la fundació per Cir II, l'Imperi persa es dota de construccions monumentals. Al principi, inspirades en els pobles conquerits, els arquitectes aquemènides integren aquestes influències i proposen ràpidament un art original. Si en Pasargada, el pla general mostra encara influències nòmades amb els seus edificis estirats, dispersos en un immens parc, cinquanta anys més tard el de Persèpolis és prova de racionalització i d'equilibri: el pla quadrat és sistematitzat, les columnes són estrictament col·locades (6 × 6 a l'Apadana, 10 × 10 en el palau de les Cent Columnes...), i comprèn la major part de les petites sales del Harem i els annexos dels palaus. Les transicions dels pòrtics als costats són unides per torres angulars en l'Apadana. Les dues grans portes i els diferents passos distribueixen la circulació cap als edificis principals.
Aquestes realitzacions són creacions originals, l'estil resulta de la combinació d'elements resultants de civilitzacions sotmeses. No es tracta d'una hibridació, sinó més aviat d'una fusió d'estils que creen un de nou. El resultat del saber fer dels arquitectes i obrers de tot l'imperi, l'arquitectura persa és utilitària, ritual i emblemàtica. Persèpolis mostra així nombrosos elements que testifiquen aquestes fonts múltiples.
De fet, amb la inclusió de Jònia en les sàtrapies de l'imperi, l'arquitectura persa aquemènida està marcada per una forta influència grega jònica, particularment visible a les sales hipòstiles i els pòrtics dels palaus de Persèpolis. L'auge de l'estil jònic a Grècia és trencat de cop després de la invasió persa, però s'expressa de manera brillant a Pèrsia, per mitjà de monuments grandiosos. Arquitectes lidis i jonis són contractats en les obres de Pasargada, més tard en les de Persèpolis i Susa, els que realitzen els principals elements, i es troben així grafits en grec en les pedreres pròximes a Persèpolis, que esmenten els noms dels caps picapedrers. Tenen un paper principal en l'eclosió de l'estil persa. La participació de grecs en l'erecció de columnes i en l'ornament de palaus a Pèrsia s'esmenta en la inscripció de Susa així com per Plini el Vell. Les columnes de Persèpolis són efectivament d'estil jònic, amb un fust acanalat i prim: el diàmetre és inferior a la desena part de l'altura, cap columna de Persèpolis és més ampla de 1,9m. Alguns capitells porten aixetes inspirats en les aixetes de bronze arcaics grecs.
Entre els elements d'estil faraònic egipci fàcilment recognoscibles, es poden citar els sostenidors de les cornises que sobresurten en les portes, així com el naixement dels capitells. Alguns atribueixen també als egipcis l'aportació del pòrtic.
La influència de Mesopotàmia està molt present, en particular en la fórmula palatina associada a dos palaus, un per l'audiència pública i un altre per a l'audiència privada. Aquesta influència és també visible en els motius de palmetes o de rosasses florals que decoren relleus i palau, o en els merlets dentats que recorden la forma dels ziggurats, i que adornen les escales dels palaus. Els relleus esmaltats i policroms són d'inspiració babilònia. Els ortòstats adornats amb baixos relleus de l'Apadana, els homes-toros alats de les portes són d'estil assíria.
Present en el Mig orient abans dels perses, el principi dels espais interns creats per als suports i sostres de fusta, la sala hipòstila arriba a ser l'element central del palau. L'aportació de tècniques gregues permet a l'arquitectura persa portar a bon terme diferents construccions on l'espai té funcions diferents: el rebuig de vasts espais per mitjà d'altes i fines columnes constitueix una revolució arquitectònica pròpia de Pèrsia. Les sales hipòstiles estan destinades a les multituds i no només als sacerdots com a Grècia o a Egipte.

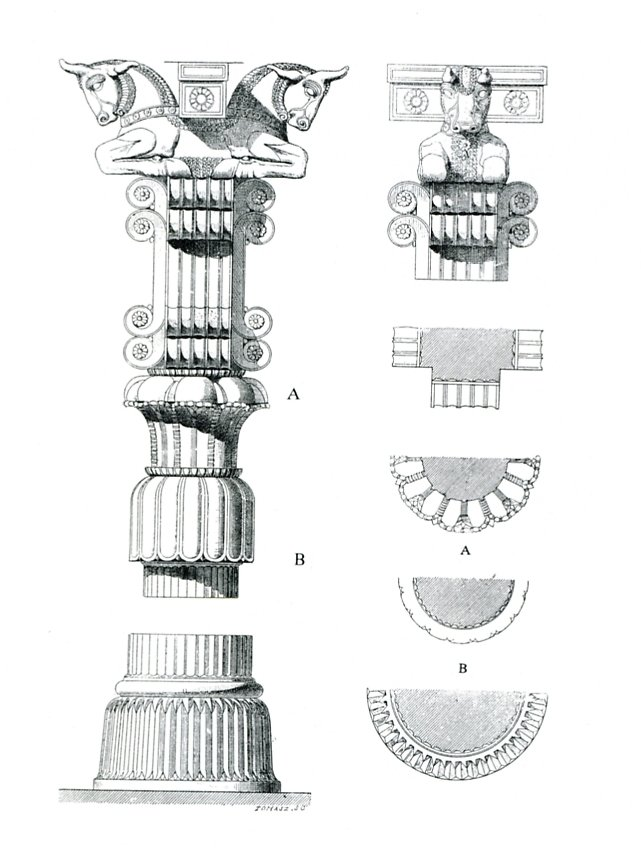
Columna de l'Apadana, prr Eugène Flandin, 1840

La majoria de les columnes eren de fusta, i reposaven eventualment sobre una base de pedra; totes han desaparegut. Només quan l'altura era massa important era utilitzada la pedra: en l'Apadana, en la Porta de les Nacions. Les columnes de pedra que han subsistit són molt heterogènies i mostren una influència de les diferents civilitzacions de l'imperi, el qual no és casual: la base campaniforme és una creació aquemènida, però sens dubte d'inspiració hitita; el fust acanalat és joni; el capitell, d'una altura desmesurada que pot anar fins a un terç de la columna, comença per un capitell d'estil egipci seguit d'un pilar quadrat de doble voluta, una creació iraniana inspirada en motius assiris; el conjunt és coronat amb una imposta teriomorfa, un altre motiu importat, de Mesopotàmia, però la funció de sosteniment de bigues és inèdita. Es pot veure-hi un resum de la diversitat de l'imperi.
Com tots els palaus aquemènides, els de Persèpolis tenien sistemàticament els murs de tova, el que pot semblar sorprenent en una regió on la pedra de construcció està disponible en quantitat. És, de fet, una característica comuna a tots els pobles d'Orient, que han reservat els murs de pedra als temples i a les muralles. Cap mur de Persèpolis ha sobreviscut doncs, els elements encara en peu són els marcs de les portes i les columnes de pedra.
Encara s'hi ha construït durant dos segles, Persèpolis mostra una notable unitat d'estil que caracteritza l'art aquemènida: iniciat en Pasargada, acabat baix Darios a Persèpolis, no es noten evolucions notables tant en l'arquitectura com en les decoracions o en les tècniques. Només les últimes tombes reials han perdut la distinció respecte a les de Naqsh-i Rostam, sens dubte per falta de lloc, però els seus baixos relleus són estrictament idèntics el de Darios.

### Escultura
La forma més coneguda i més estesa de l'escultura aquemènida és el baix relleu, expressat particularment a Persèpolis. Decoren sistemàticament les escales, els costats de les plataformes dels palaus i l'interior de les obertures. Se suposa igualment que eren utilitzats en la decoració de les sales hipòstiles. Es poden veure les inspiracions egípcies i assíries, fins i tot grega per la finesa de l'execució. Es troba la majoria dels estereotips de les representacions orientals antigues: tots els personatges són representats de perfil. Si la perspectiva està present de tant en tant, els diferents plans són reflectits generalment un sota l'altre. Les proporcions entre els personatges, els animals i els arbres no són respectats. A més, el principi d'isocefàlia és aplicat estrictament, fins i tot en diferents esglaons de les escales. Els temes representats es componen de les desfilades de representants dels pobles de l'imperi, de nobles perses, de guàrdies, d'escenes d'audiència, de representacions reals i de figures de combats que oposen un heroi real a animals reals o imaginaris. Aquests baixos relleus són notables per la qualitat d'execució, cada detall és reflectit amb una gran finesa.

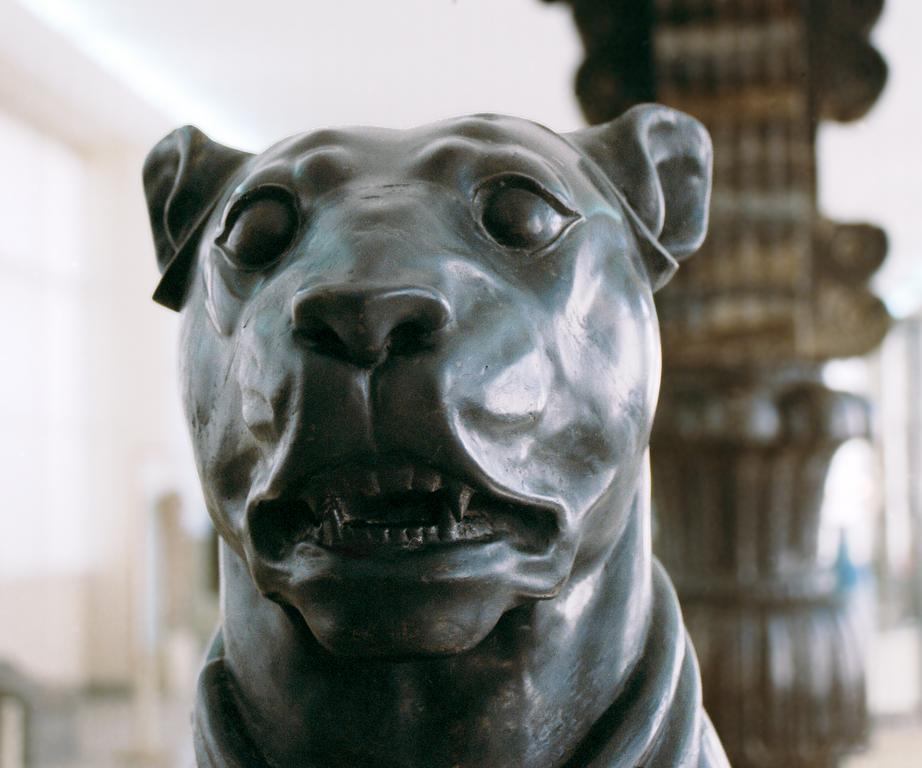
Estàtua d'un gos, provinent de la torre sud-est de l'Apadana, Museu Nacional de Teheran.

Es coneix molt poc de les escultures aquemènides de ple volum, la d'en Darios, trobada en Susa, és la més coneguda, però no es tracta però d'un exemple únic. Heròdot i Plutarc fan referència, respectivament, a una estàtua d'or de Artistone (esposa real de Darios I) i a una gran estàtua de Xerxes I a Persèpolis.
No obstant això, nombrosos elements de la decoració poden ser considerats com alts relleus. És utilitzat, sobretot, per a representacions d'animals reals o mitològics, sovint fins i tot com a elements arquitectònics en les portes i els capitells. Són essencialment toros, que són representats com a guardians de les portes, així com en el pòrtic de la sala de les Cent Columnes. Els capitells de les columnes acaben en impostes de pròtoms d'animals: bous, lleó, aixetes ... Els animals estan molt estilitzats, sense cap variació. Algunes estàtues en alt relleu han estat trobades, com la que representa un gos, que decorava una torre angular de l'Apadana.

## Complex principal

### Terrassa

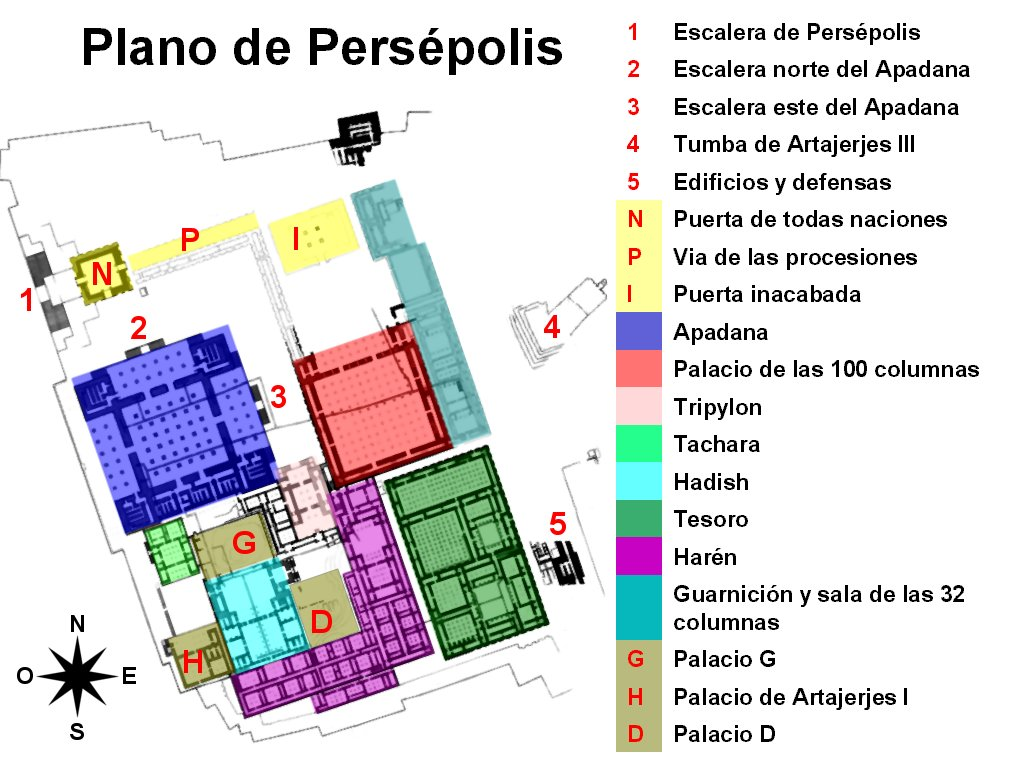
Plànol de Persèpolis

El complex palatí de Persèpolis descansa sobre una terrassa de 450 m per 300, i 14 m d'alt, que presenta quatre nivells de 2 m. L'entrada desemboca al nivell reservat a les delegacions. Els barris dels nobles estan en un nivell superior. Els barris reservats al servei i a l'administració estan situats en el nivell més baix. Els barris reals estan en nivell més alt, visibles per tots. La pedra més utilitzada per a la construcció és la calcària gris. L'organització de les construccions segueix un pla rigorosament ortogonal o hipodàmic.
El costat est de la terrassa està format pel Kuh-e Rahmat, en la paret rocosa estan excavades les sepultures reals que dominen el lloc. Els altres tres costats estan formats per un mur de contenció amb una altura que varia de 5 a 14 metres. El mur està compost per enormes pedres tallades, ajustades sense morter i fixades per mitjà de clavilles metàl·liques. La façana oest constitueix l'entrada del complex i presenta l'accés principal a la terrassa sota la forma d'una escala monumental.
L'anivellament de terra rocós està assegurat per les depressions amb terra i pedres. L'aterrassament final està realitzat per mitjà de pesades pedres unides entre elles per clavilles metàl·liques. En el curs d'aquesta primera fase preparatòria, la xarxa de drenatge i d'abducció d'aigua és posada en marxa, de vegades tallada a la mateixa roca. Els blocs han estat tallats i formatats amb l'ajuda de burins i amb eines mineres, permetent la fragmentació de les pedres en superfícies planes. L'aixecament i posicionament de les pedres han estat assegurats per mitjà de fustes.
A la façana sud, han estat trobades inscripcions cuneïformes trilingües. El text, redactat en elamita, és comparat amb una inscripció del palau de Susa. Aquestes inscripcions podrien correspondre a l'emplaçament de l'entrada inicial del complex, abans de la construcció de l'escala monumental i l'addició de la porta de totes les nacions.
La configuració de la terrassa suggereix que s'ha concebut, tenint en compte imperatius de defensa el lloc en cas d'atac. Un mur i les torres constituïen el perímetre, reforçat a l'est per un terraplè i per torres. L'angle dels murs permet als defensors cobrir un màxim de camp visual de l'exterior. La terrassa suporta un nombre impressionant de construccions colossals, realitzades en calcària grisa procedent de la muntanya adjacent. Aquestes construccions es distingeixen per la gran utilització de columnates i de pilars, de les quals un bon nombre ha quedat en peu. Els espais hipòstils són constants, sigui quina sigui la dimensió. Associen les sales que compten amb 99, 100, 32, o 16 columnes, seguides d'arranjaments variables (20x5 per a una sala del Tresor, 10x10 per al Palau de les cent columnes). Algunes d'aquestes construccions no han estat acabades. Els materials i restes utilitzats pels obrers també han estat trobats. Fragments de recipients que van servir per emmagatzemar pintura han estat trets a la llum per casualitat el 2005 prop d'Apadana. Confirmen els indicis ja coneguts que testifiquen la utilització de pintures per a la decoració dels palaus.

### Escala principal (o escala de Persèpolis)

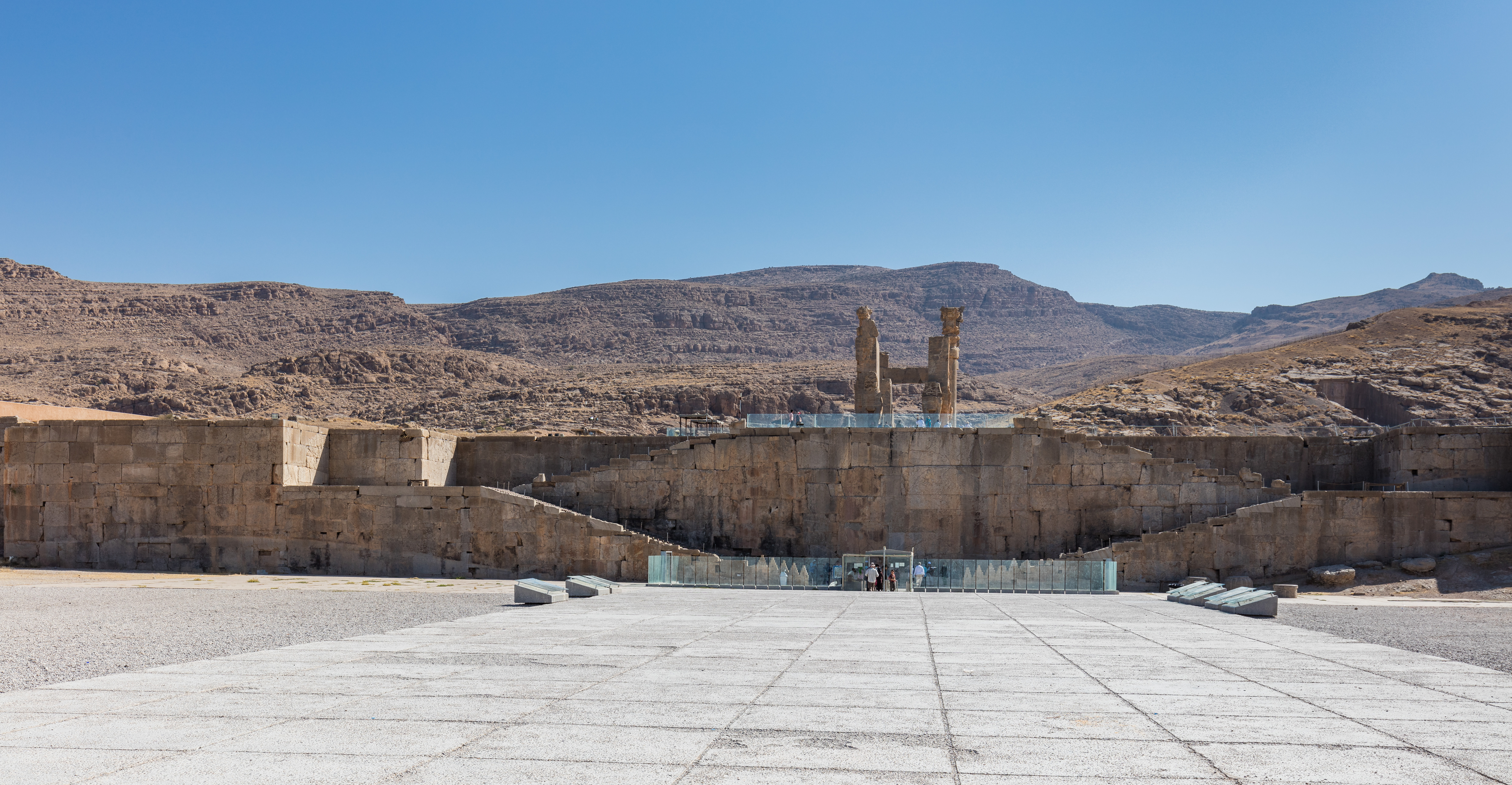
Escala principal

L'accés a la terrassa es fa per la façana occidental, mitjançant d'una escala monumental, simètrica i de dos trams divergents que després convergeixen. Aquest accés, afegit per Xerxes, reemplaça l'accés original del sud de la terrassa. L'escala es converteix llavors en l'única entrada important. Uns accessos secundaris van poder existir en el tram est, l'altura era menor a causa de la inclinació del terra. Està construïda amb blocs de pedra tallada units per clavilles. El costat baix permet l'accés als genets i cavalls. Algunes pedres van permetre la talla de cinc graons. L'escala estava tancada a la part alta per portes de fusta les xarneres pivotaven en alvèols tallats a terra. Desembocava en un petit pati que s'obria sobre la porta de totes les nacions.

### Porta de totes les nacions
La Porta de totes les nacions, o Porta de Xerxes, va ser construïda per Xerxes I, fill de Darios. La suposada data de construcció és 475 aC.
L'entrada occidental, guardada per dos bous colossals que componen els muntants, mesura 5,5 m d'alt i és d'inspiració assíria. Dona sobre un vestíbul central de 24,7 m². Voregen els murs bancs de marbre. La teulada era suportada per quatre columnes de 18,3 m d'alt, simbolitzant palmeres, i les cúspides esculpides representaven fulles de palma estilitzades. A l'entrada occidental se sumen dues sortides: un cap al sud, que s'obre sobre el pati de l'Apadana, i una altra cap a l'est, que s'obre sobre la via de les processons. Aquesta última és guardada per un parell d'estàtues colossals que representen homes-toro alats, o lammasus. Aquestes figures protectores estan també presents en els capitells de les columnes del Tripylon. S'observen restes de peus a la base dels muntants de la porta inacabada. Cada entrada de la porta de totes les nacions era tancada per una porta de fusta de dues batents, les xarneres pivotaven en els alvèols tallats a terra. Les portes estaven adornades amb metalls preciosos.

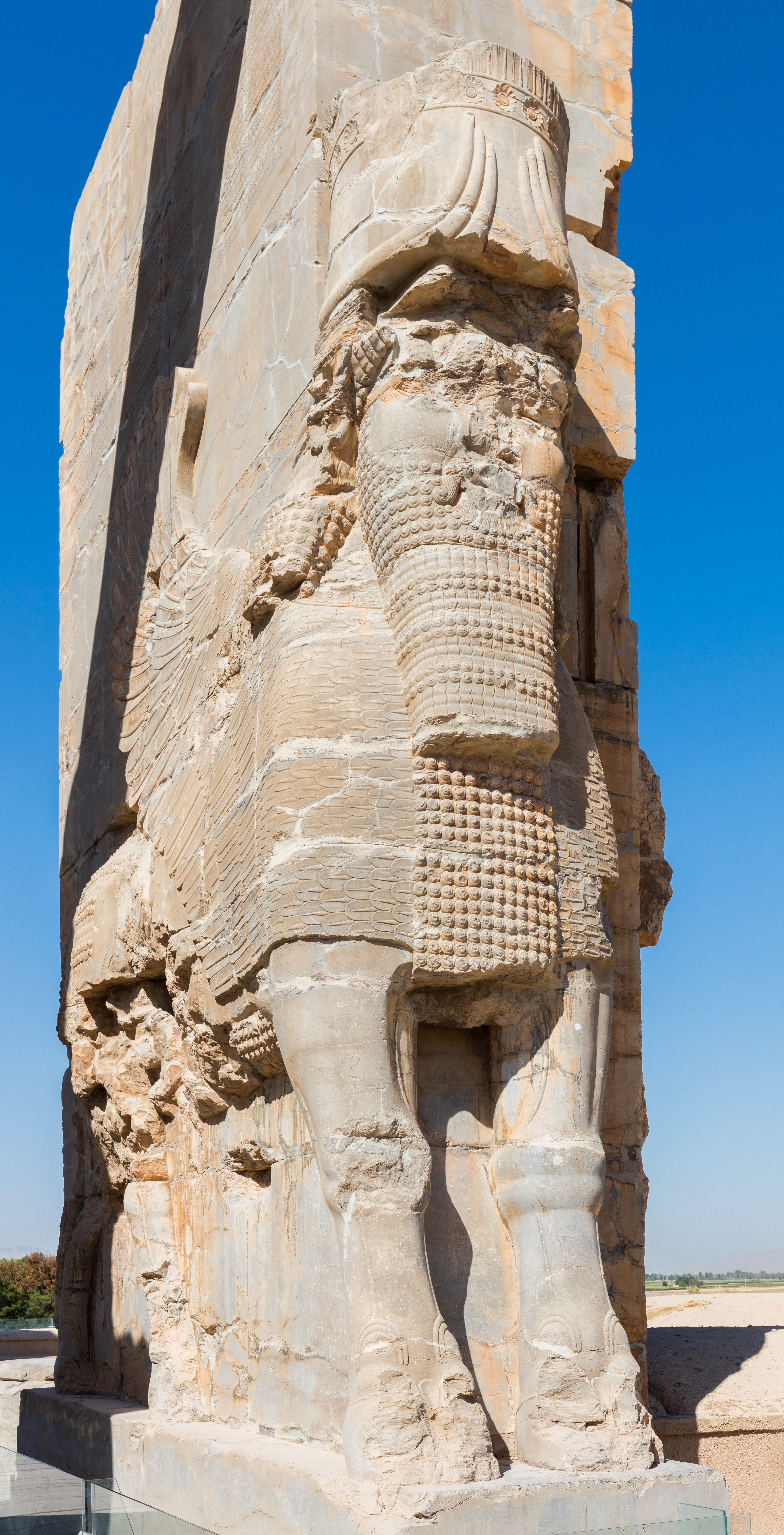
Toros de la Porta de les nacions (accés oest)
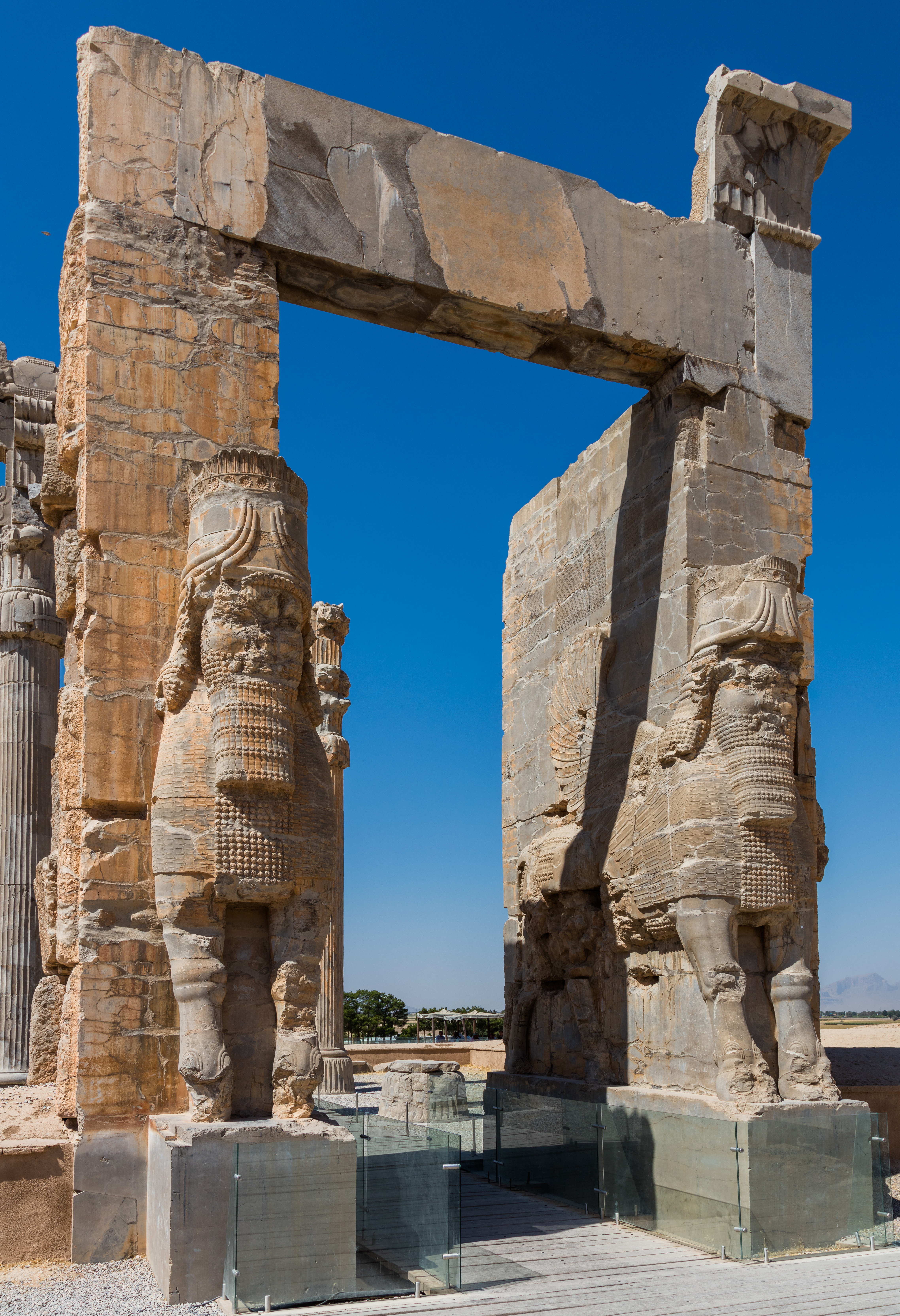
Porta de les nacions (vista oest)
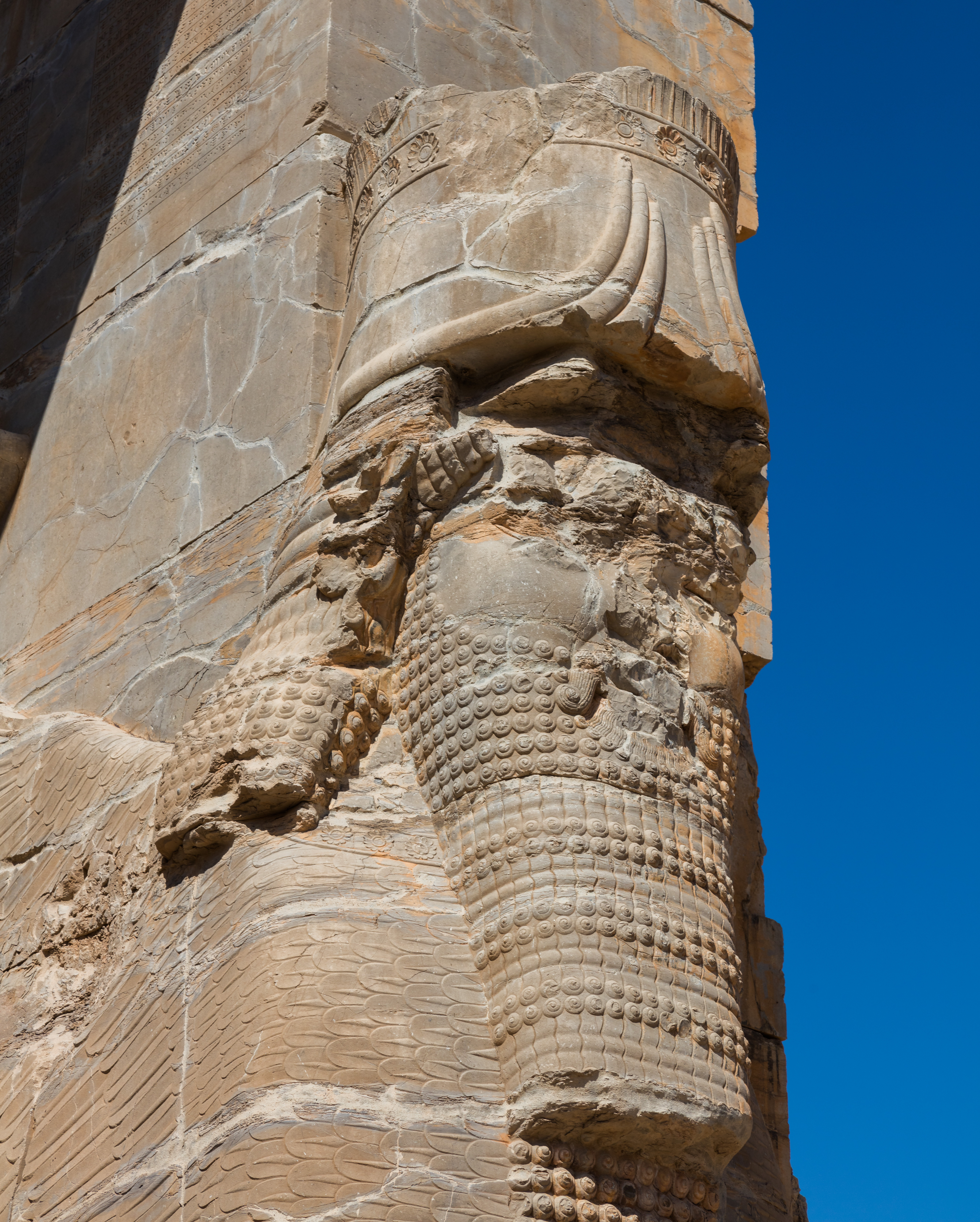
Detall d'un dels toros
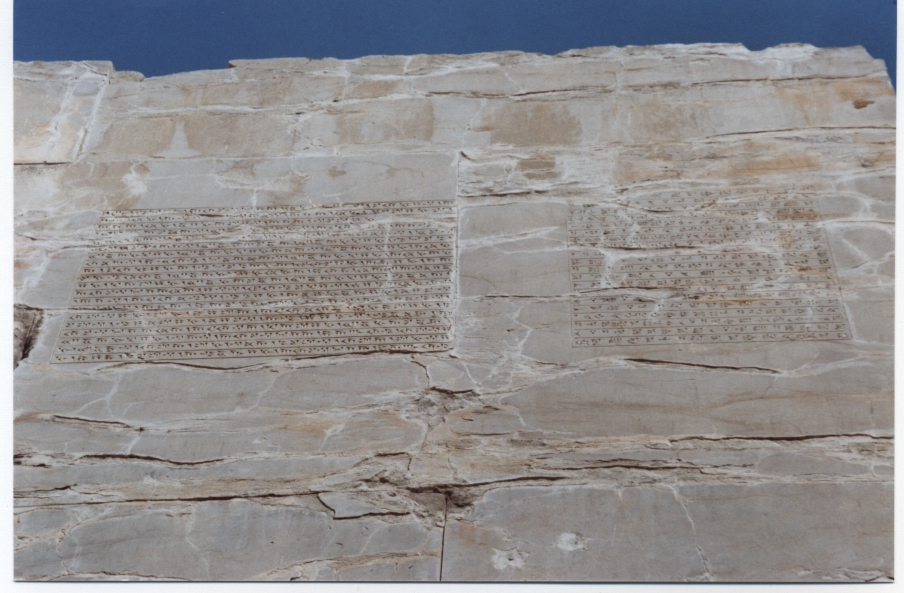
Porta de les nacions: Inscripció cuneiforme de Xerxes
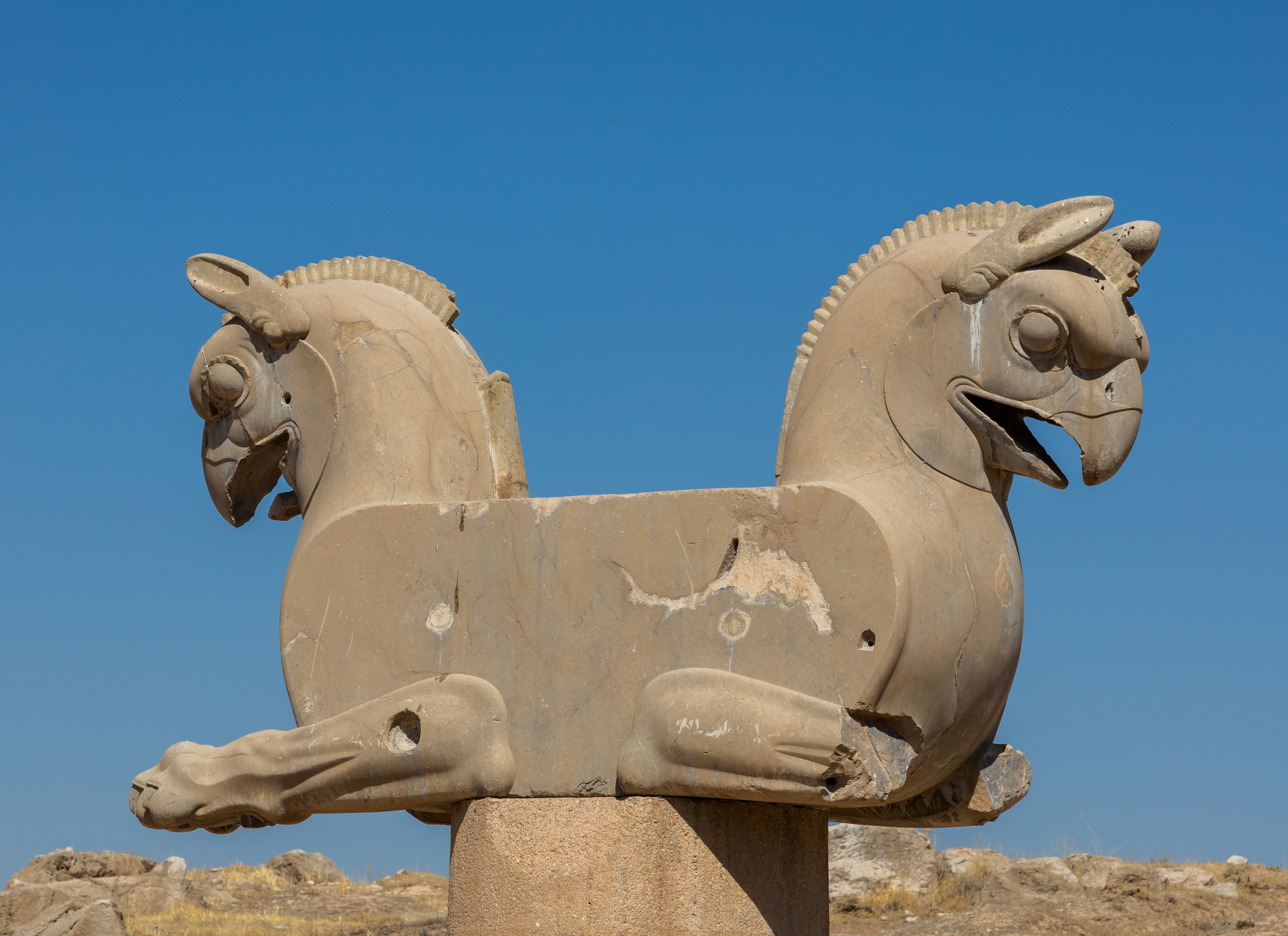
Capitel de columna amb pròtoms de grifs (vía procesional)

Una inscripció cuneïforme està gravada sobre dels bous de la façana occidental, en les tres llengües principals de l'imperi (persa antic, babiloni, i elamita):
| « | Ahura Mazda és un gran déu que va crear aquesta terra, que va crear el cel, que va crear a l'home, que va crear la felicitat de l'home, que va fer a Xerxes rei, rei de molts, senyor de molts. «Jo sóc Xerxes, el gran rei, rei de reis, el rei dels pobles amb nombrosos orígens, el rei d'aquesta gran terra, el fill del rei Darios, l'aquemènida. El rei Xerxes declara: «Gràcies a Ahura Mazda, jo he fet aquest Pòrtic de tots els pobles; hi ha moltes coses bones que han estat fetes a Pèrsia, que jo he fet i que el meu pare ha fet. Tot el que ha estat fet més enllà, que sembla bo, tot això ho hem fet gràcies a Ahura Mazda. El rei Xerxes declara: «Que Ahura Mazda em protegeix, així com al meu regne, i el que jo he fet, i el que el meu pare ha fet, que Ahura Mazda el protegeixi també. | » |

Aquesta inscripció permet pensar que la Porta de totes les nacions va ser anomenada així per Xerxes en referència als múltiples pobles i regnes que formaven l'Imperi aquemènida. Aquesta inscripció es troba també sobre dels lammasus.

### Via de les processions i Porta inacabada

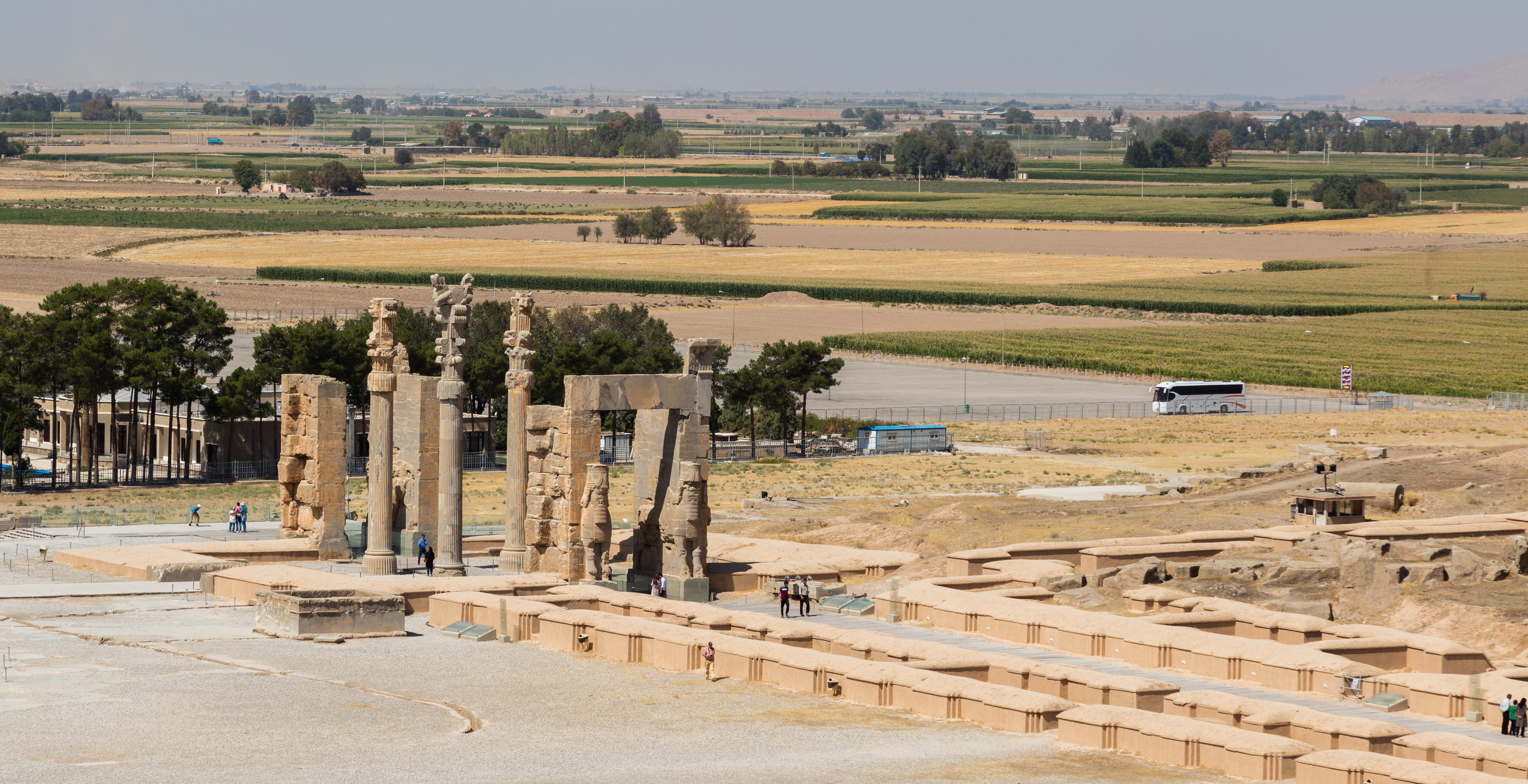
Via de les processions

Vorejant d'oest a est la part nord de la terrassa, la via de les processons porta de la porta de totes les nacions a una construcció similar: la Porta inacabada, també anomenada el Palau inacabat, anomenada així perquè no estava acabada quan va tenir lloc la destrucció de la ciutat per part d'Alexandre. Aquesta porta es troba al nord-est de la terrassa, i té quatre columnes. Desemboca en un pati que s'obre sobre el Palau de les 100 columnes. L'envoltava un doble mur pels seus dos costats, protegint l'Apadana i els palaus particulars de les mirades. Avui només queda la part baixa d'aquests murs, però alguns pensen que aconseguien l'altura de les estàtues de lammasus. Es pot observar, en una estada a un costat de la via, dos caps d'aixetes parcialment restaurats que semblen no haver estat sobre les columnes, potser destinats a una construcció posterior.

### Apadana (o Sala d'audiències de Darios)
L'Apadana va ser construïda per Darios el Gran. Les obres van començar devers el 515 aC, segons dos tauletes d'or i de plata trobades en els cofres de pedra inserits en els fonaments. Darios havia fet gravar el seu nom i el detall del seu imperi. La construcció va durar molt de temps i hauria estat acabada per Xerxes I. L'Apadana és, amb el Palau de les 100 columnes, la més gran i més complexa de les construccions monumentals de Persèpolis. Es troba al centre de la part occidental de la terrassa. Situada en un nivell alt, accessible a partir de la terrassa, per dues escales monumentals de doble rampes simètriques i paral·leles, que flanquegen el basament dels costats nord i est.

#### Palau
El palau té una planta quadrada de 60,5 m de costat. Consta de 36 columnes de les quals tretze estan encara en peu. Les columnes, de prop de 20 m d'alt, van ser erigides probablement per mitjà de rampes de terra que permetien portar-les després de col·locar les pedres a l'altura requerida. Les rampes havien de ser elevades alhora que l'avanç de les columnes, després la terra era evacuada. Testimonien la influència jònia: les columnes de l'Apadana presenten el mateix diàmetre i una alçada similar a les del temple d'Hera a Samos, a més, presenten estries similars.

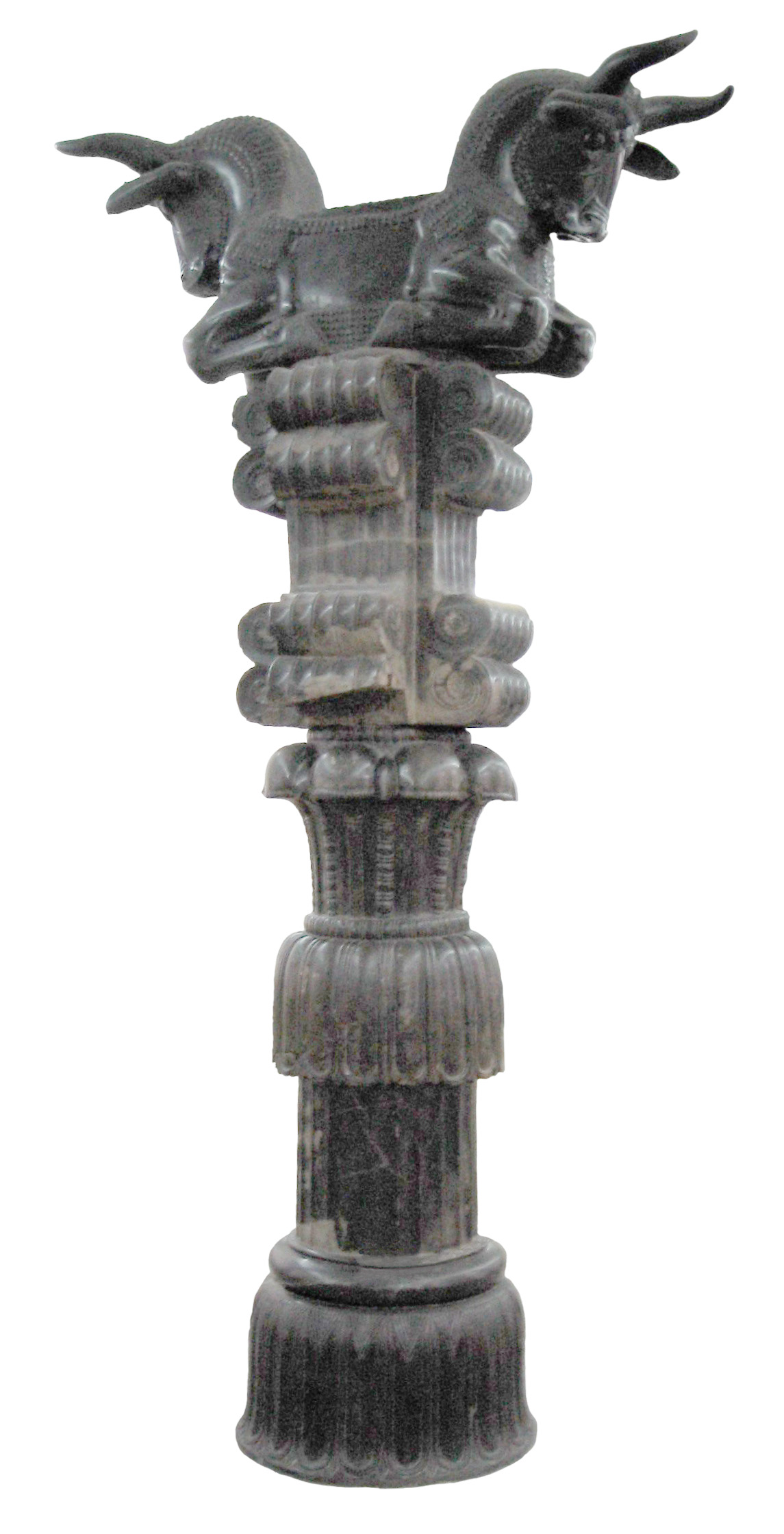
Elements de marbre gris, a sobre d'una columna de l'Apadana. Museu Nacional de l'Iran, Teheran

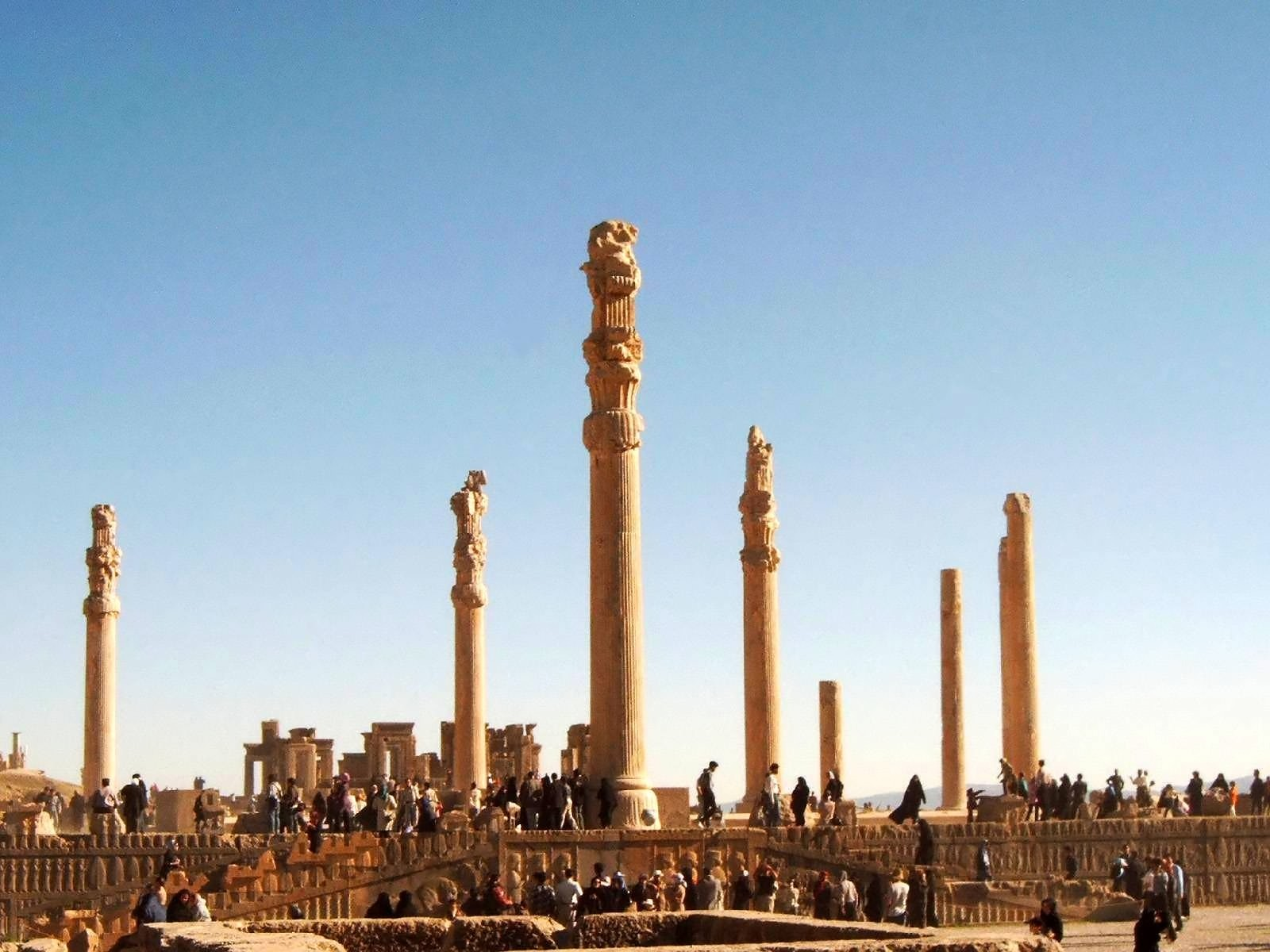
Columnes i elements de columnes (Apadana)
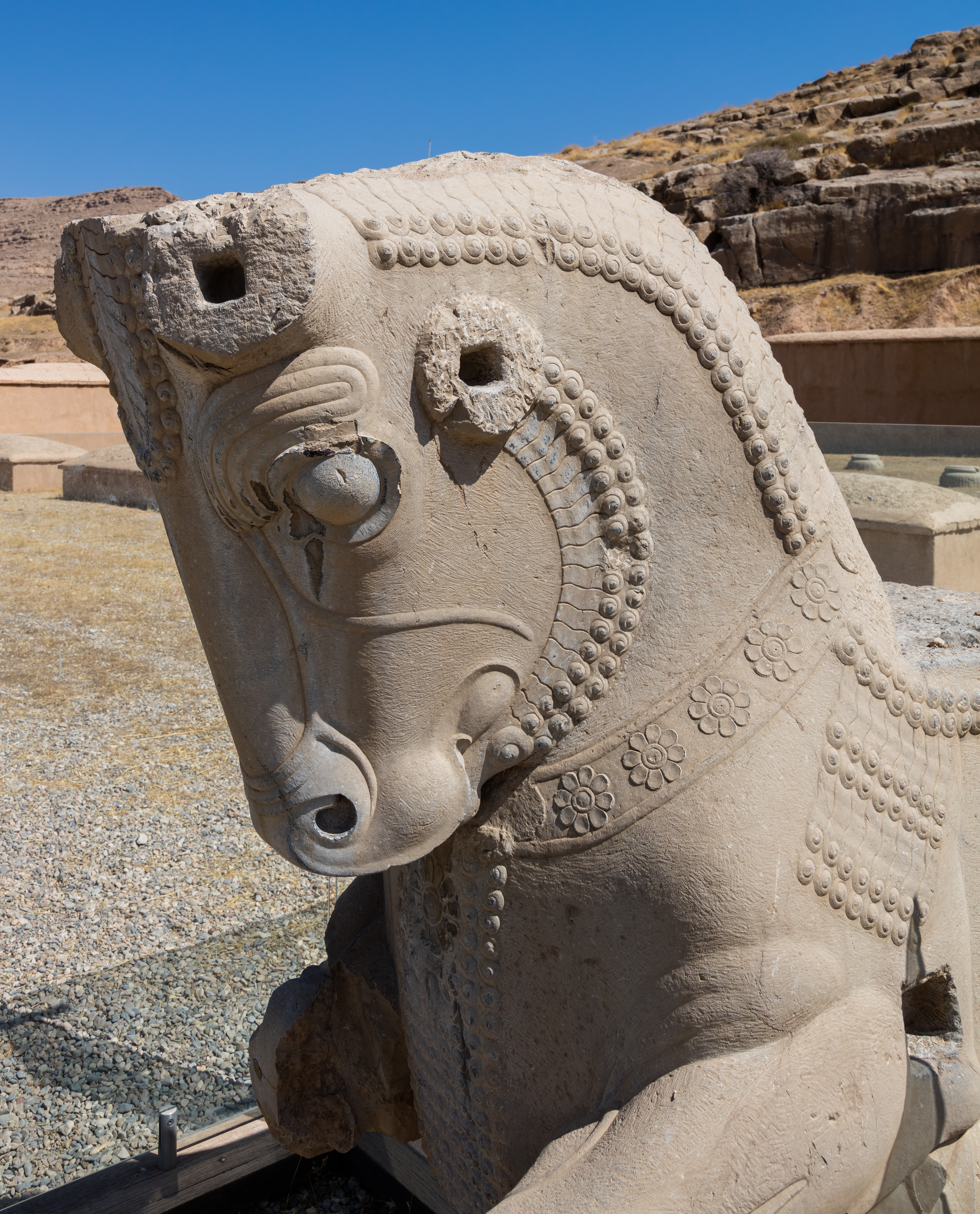
Capitel de columna amb pròtom de toro (Apadana)

Els plànols inicials del palau eren més simples: havent estat construïdes després de l'escala de Persèpolis i la porta de totes les nacions, va arribar a ser necessari un accés al palau pel nord. Això explica l'afegit d'una escala al costat nord del basament. La part central, una gran sala hipòstila de forma quadrada, constava de 36 columnes ordenades en sis files. Estava envoltada a l'oest, a nord i a l'est, per tres pòrtics rectangulars amb dotze columnes cadascun, disposades en dues files. La part sud consistia en una sèrie de petites sales, i s'obria sobre el palau de Darios, el Tachara. Les cantonades estaven ocupades per quatre torres.
El sostre era sostingut per bigues que descansaven sobre pròtoms de toros i de lleons. Oposats, els pròtoms formaven un banc sobre el qual havia estat posada una biga principal. Els dos caps formaven així una protrusió, lateralment, al voltant d'un metre. Uns bigues transversals havien estat posades directament sobre els caps, estabilitzades per les orelles o les banyes de l'animal esculpit. Aquests elements d'animals van ser fixats amb plom. Les bigues transversals unien les columnes de les files veïnes. Els restants espais estaven coberts per bigues secundàries. El conjunt va ser calafatejat i cobert per una capa de morter de fang sec. Les bigues eren d'alzina, de banús, i de cedre del Líban. La utilització de teulades lleugeres de cedre al costat de les tècniques de les columnates jònies, permetia l'alliberament d'un espai important: la separació de les files de columnes de l'Apadana és de 8,9 m, per a una relació entre diàmetre de les columnes i distància entre els fustes de només 1 per 3,6. En comparació, la de la sala hipòstila del temple de Karnak és d'1 per 1,2.
El conjunt estava àmpliament pintat com ho testifiquen els múltiples rastres de pigments trobats sobre les bases d'algunes columnes, els murs i els baixos relleus de les escales. L'interior de la gola d'un lleó esculpit encara posseeix diferent restes de color vermell. Coberts d'una capa d'estuc on s'han trobat fragments, els murs eren adornats amb domassos brodats d'or, enllosats de ceràmiques, i decorats amb pintures que representen a lleons, bous, flors i plantes. Les portes de fusta i les bigues portaven plaques d'or, incrustacions d'ivori i de metalls preciosos. Els adorns dels capitells de les columnes difereixen segons la posició: bous per a les columnes de vestíbul central i del pòrtic nord, i altres figures d'animals per als pòrtics aquest i oest.,

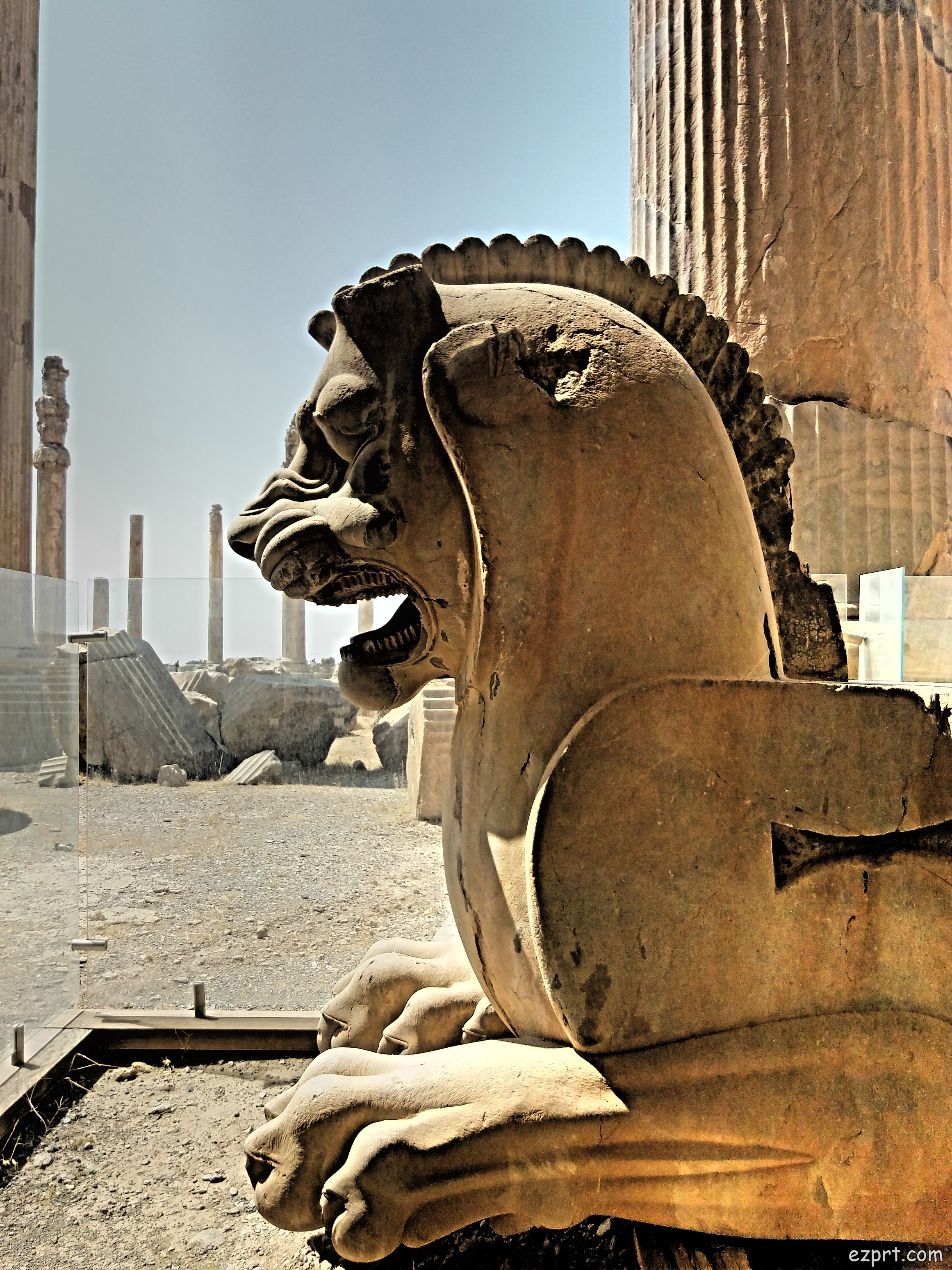
Capitel de columna amb pròtom de lleó (Apadana)
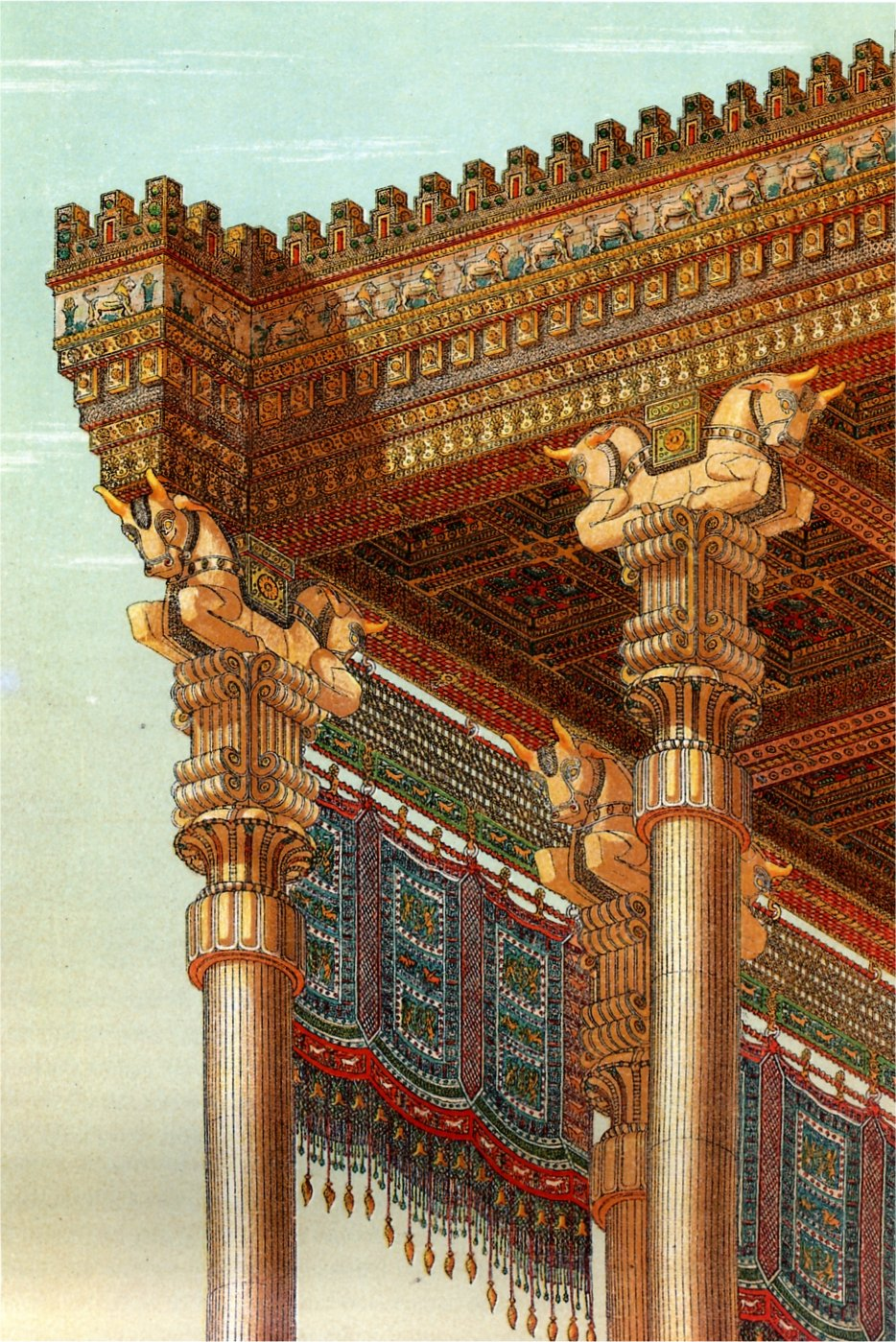
Teulat de l'Apadana, per Charles Chipiez (1884)
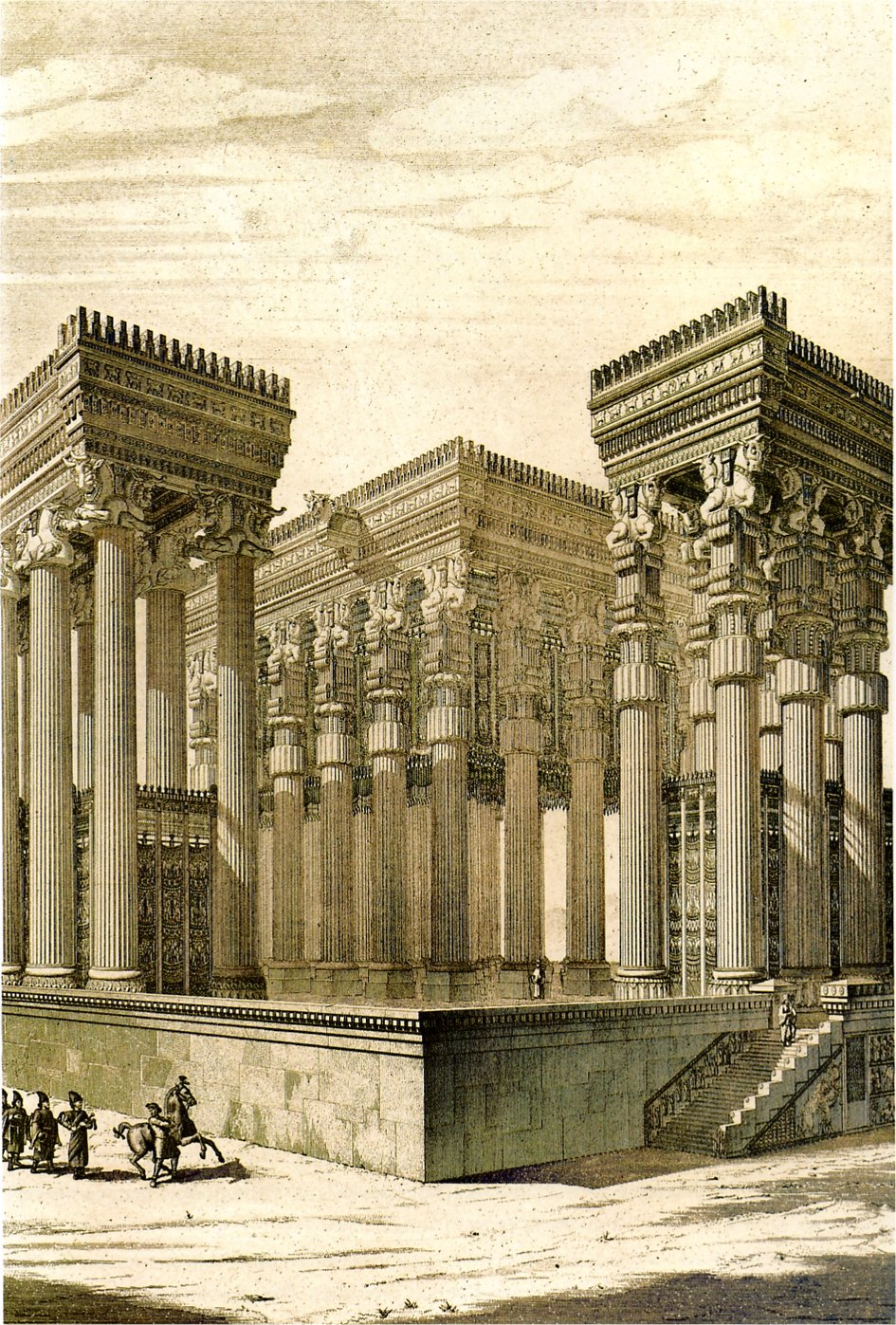
Reconstrucció de l'Apadana, per Charles Chipiez (1884)
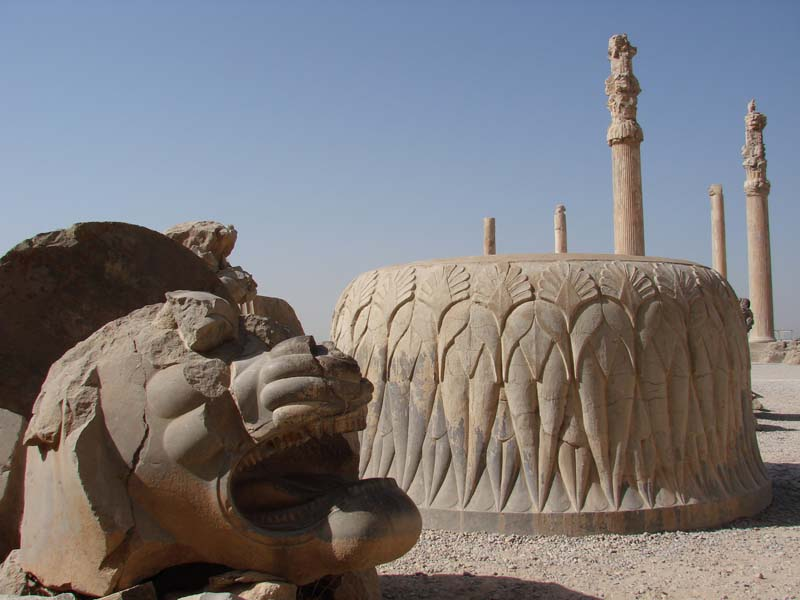
Cap de lleó i base campaniforme d'una columna (Apadana)
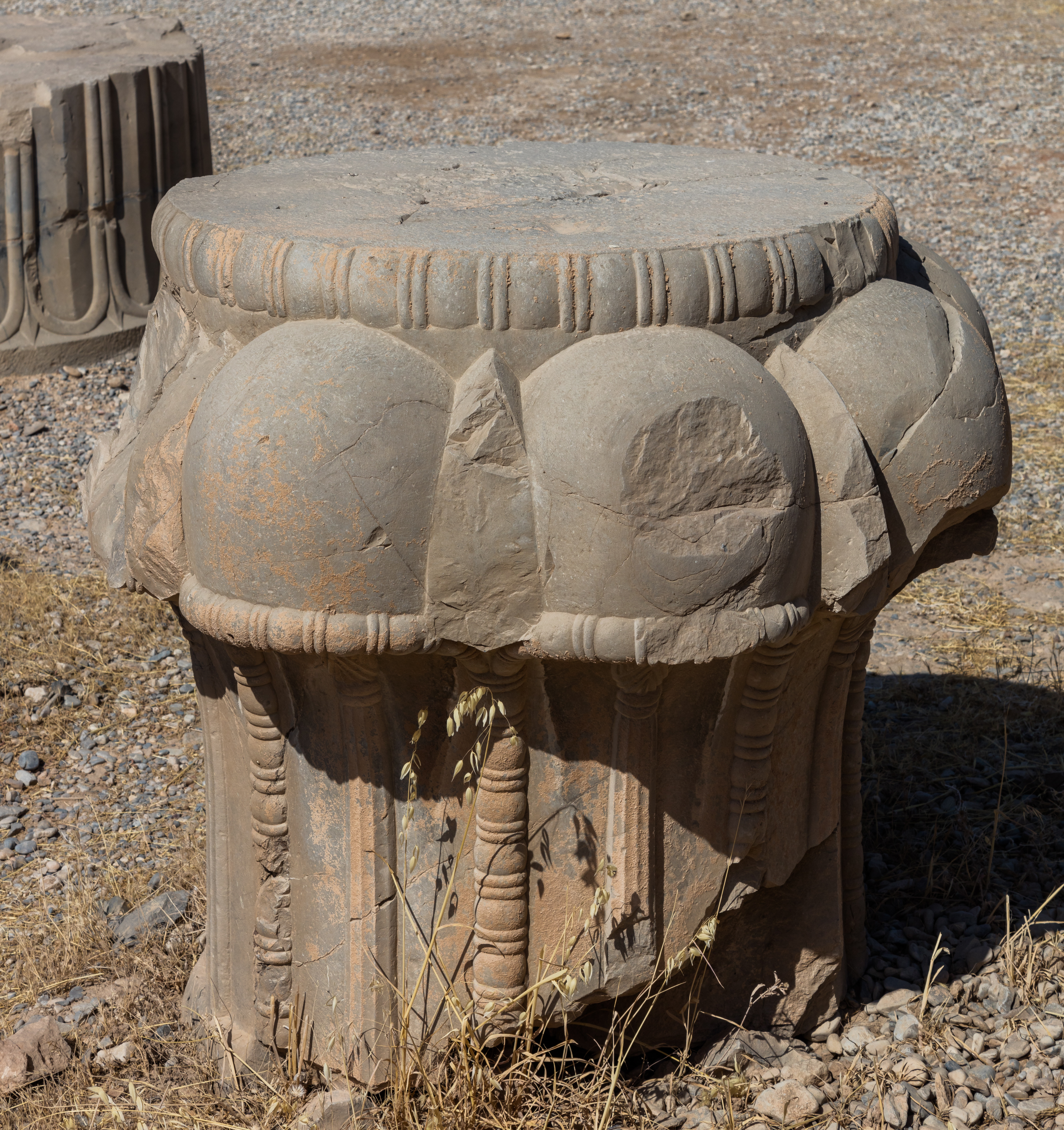
Detall d'una columna

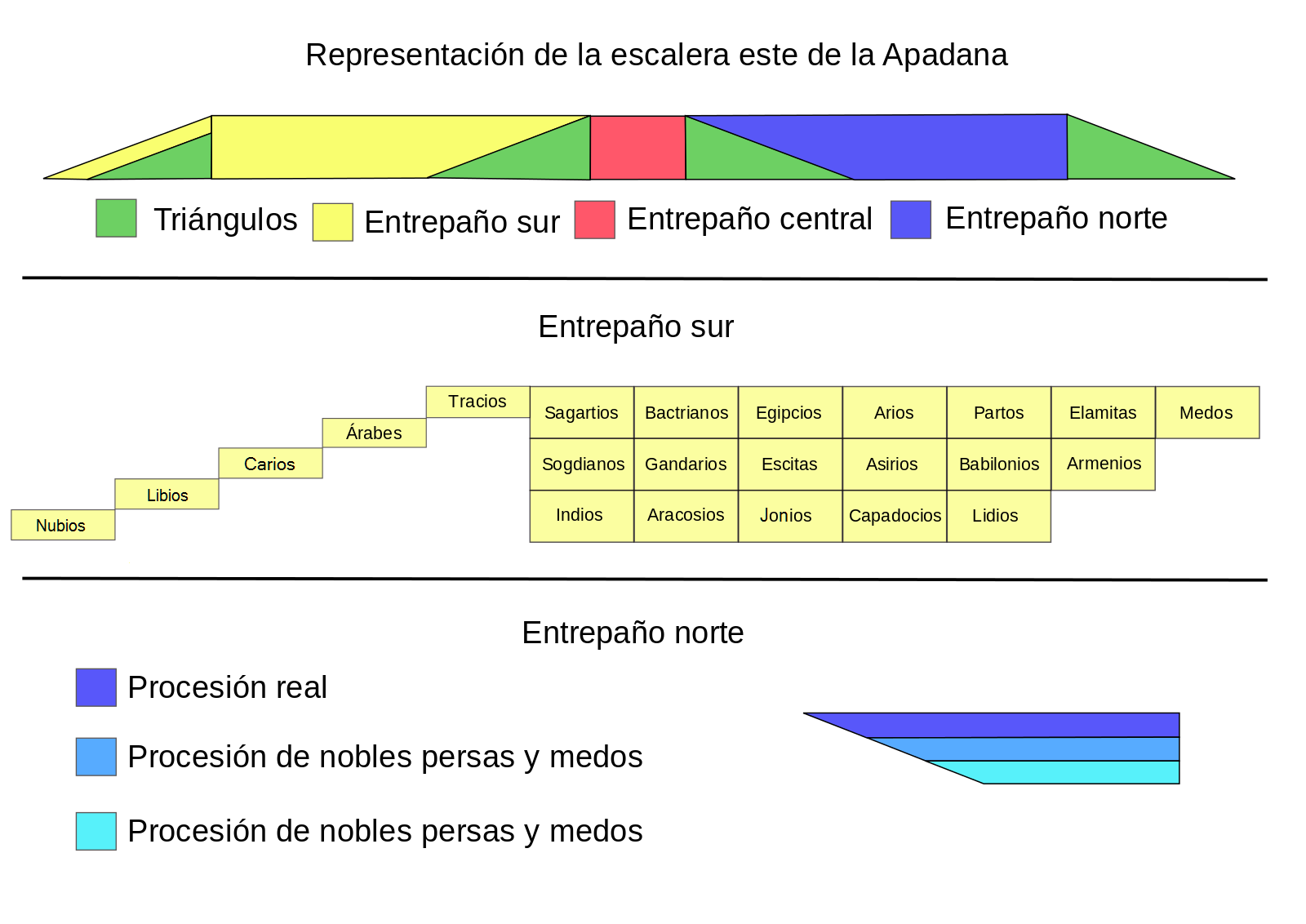
Esquema de l'escala est de l'Apadana

Segons l'arqueòleg David Stronach, la configuració d'un palau com l'Apadana respon a dues funcions principals. Té una capacitat d'uns deu mil persones, el que facilitava l'audiència del rei. D'altra banda, l'altura donava al rei la possibilitat d'observar les cerimònies i desfilades que tenien lloc a la plana. Les excavacions realitzades a Susa, en un altre palau de Darios I, han tret a la llum una llosa de l'Apadana, situada en l'eix del palau davant del mur sud. Tots dos palaus tenen semblants concepcions. És probable l'existència d'un tron fixat a terra de l'Apadana. A més, dos passos propers permetien el rei retirar-se als adjacents apartaments i barris reals.
Quan Alexandre el Gran va incendiar Persèpolis, la teulada de l'Apadana es va esfondrar cap a l'est, protegint els relleus d'aquesta part del desgast prop de 2.100 anys. En un clot es va trobar un cap massissa de lleó, prop del mur que separa l'Apadana del Palau de les 100 columnes. Hauria probablement servit per a sostenir una biga principal de la teulada. No se sap com ha arribat en un clot situat sota el nivell de terra. Es troba una rèplica del pòrtic de l'Apadana al museu del lloc i dona una idea de la magnificència del palau.

#### Escala est
Coberta per les restes de la teulada incendiat de l'Apadana, l'escala est està molt ben preservada. Es divideix en tres panys (nord, central, i sud) i en triangles sota els graons. El clavenda nord mostra la recepció de perses i medes. El clavenda sud mostra la recepció de personatges que procedeixen de les nacions sotmeses. L'escala consta de múltiples símbols de fertilitat: flors de magrana, files separades per flors de dotze pètals, o arbres i llavors que decoren els triangles. Els arbres, pins i palmetes, simbolitzen els jardins del palau. Els panys tenen inscripcions que indiquen que Darios va construir el palau, que Xerxes el va completar i va demanar a Ahuramazda que protegís al país de la carestia, la traïció, i els terratrèmols. Els personatges dels relleus ostenten un port altiu. Els caràcters ètnics són reflectits meticulosament, i els detalls estan treballats amb finesa: pells, barbes, pèl estan representats en petits retocs, vestits i animals estan treballats amb minúcia.
L'examen d'escenes inacabades defensa una organització de la feina, recorrent a una especialització de l'obrer (rostres, pentinats, guarniments). Els artistes i obrers que van participar en la construcció no disposaven de cap llibertat de creació: havien de seguir de manera rigorosa les orientacions proporcionades pels consellers del rei. La realització de les obres seguia un programa que no deixava lloc a la improvisació. Els frisos, inicialment policroms, responien als imperatius del sobirà: valoració de l'ordre i de rigor. La estaticitat de les representacions recorden als ortostats dels palaus assiris. La distribució per registres en files definides, i la rigidesa dels assumptes evoca la influència de l'estil jònic sever.
Triangles i posella central. Els triangles estan ocupats per relleus que simbolitzen l'any nou: un lleó que devora un toro. L'equinocci de primavera mostrava un cel on la constel·lació del lleó era al zenit, mentre que la del taure desapareixia en l'horitzó sud. El Noruz marca el començament de l'activitat agrícola després de l'hivern. El significat de la posella central és religiós. Mostra a Ahuramazda guardat per dues aixetes amb caps humans, dominant a quatre guàrdies perses i medes. Els perses tenen a la mà esquerra un típic escut rodó, i les atzagaies a la mà dreta. Com en els altres relleus del lloc, els guàrdies perses estan abillats amb un llarg vestit drapejat, i porten tocats acanalats. Els medes porten abrics curts i pantalons, i estan tocats amb barrets rodons o prisats, i de vegades amb cueta.

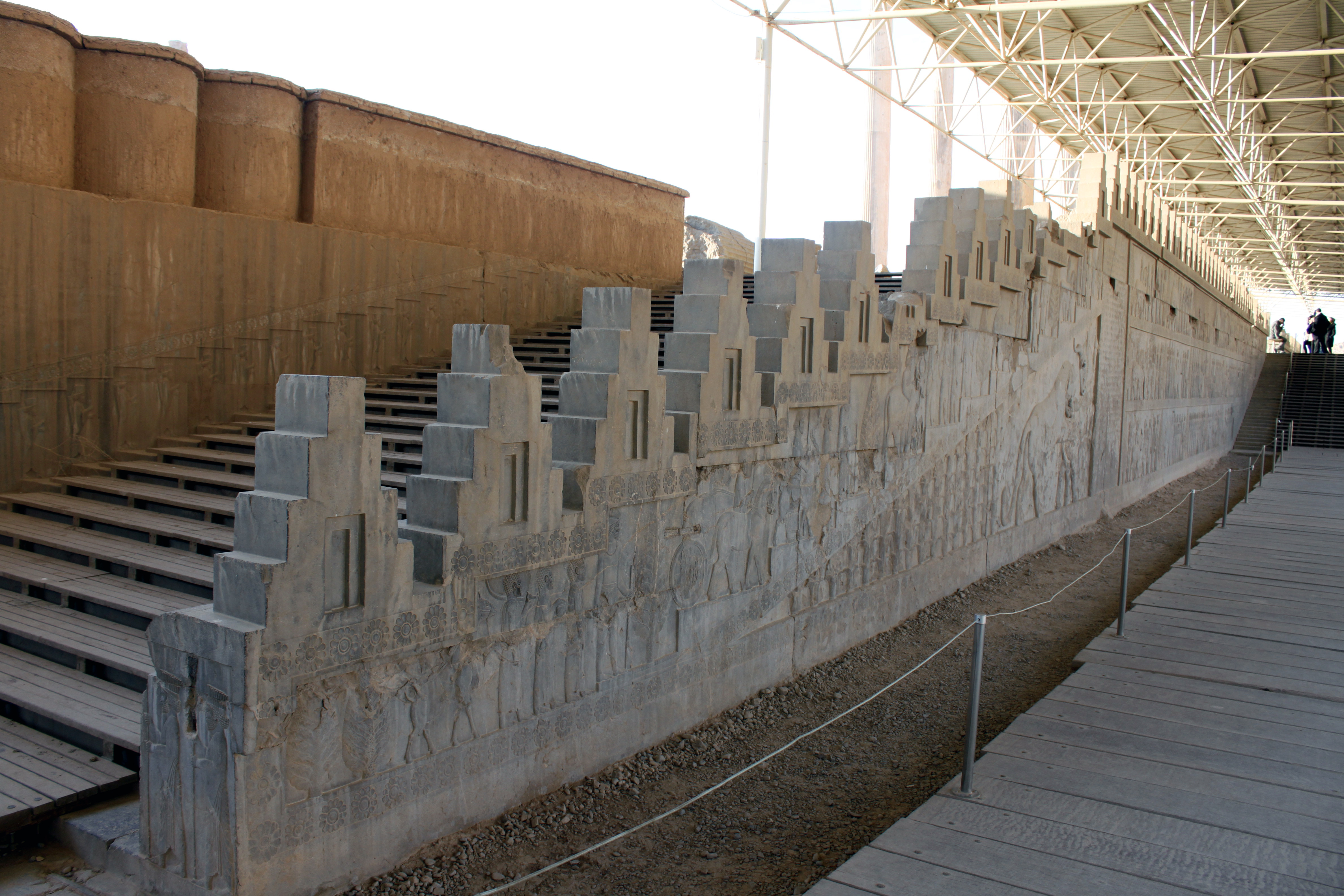
Zona triangular (Apadana, escala est)
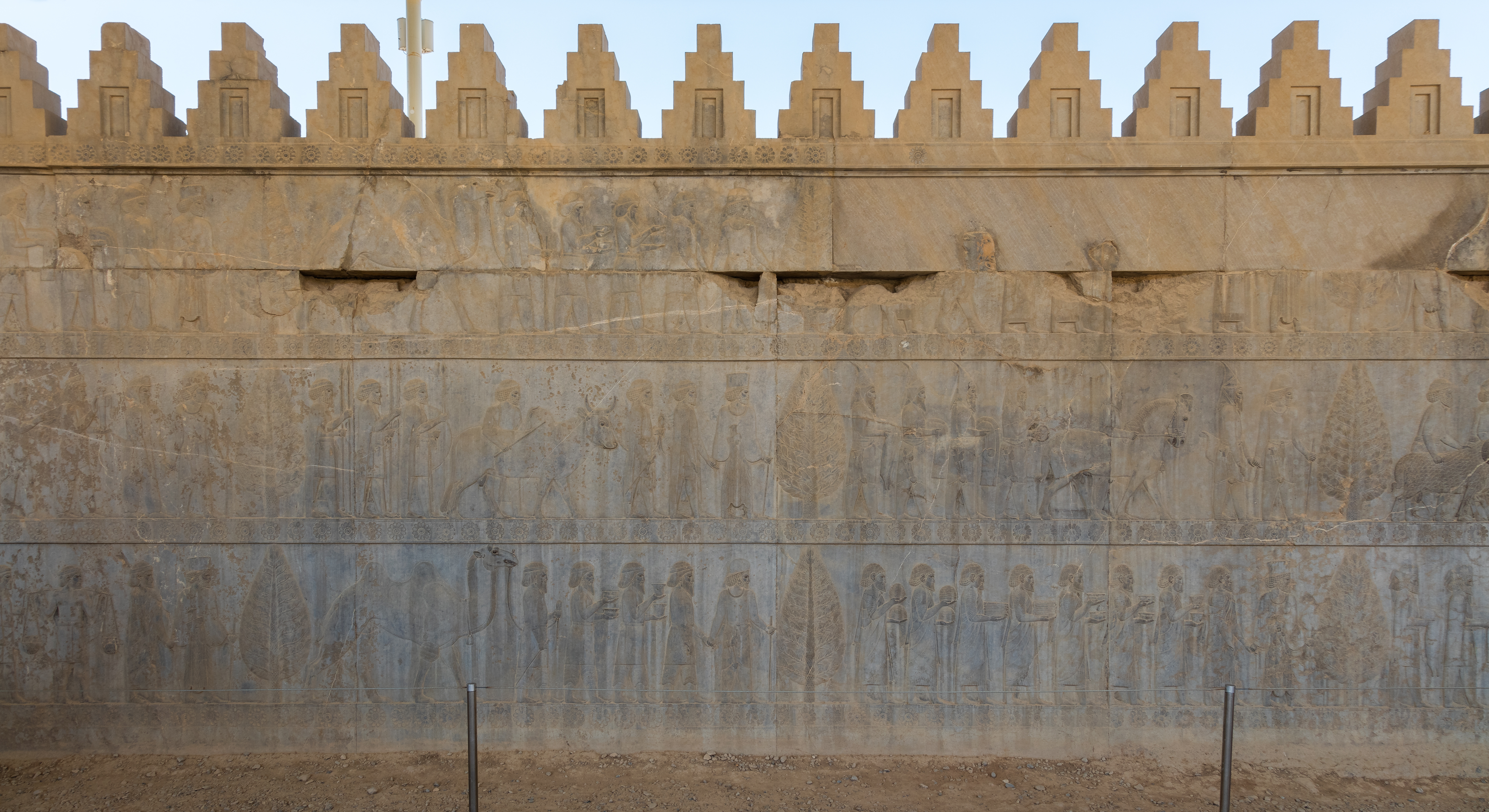
Cresta ornada de merlets emmerletats (Apadana, escala est)
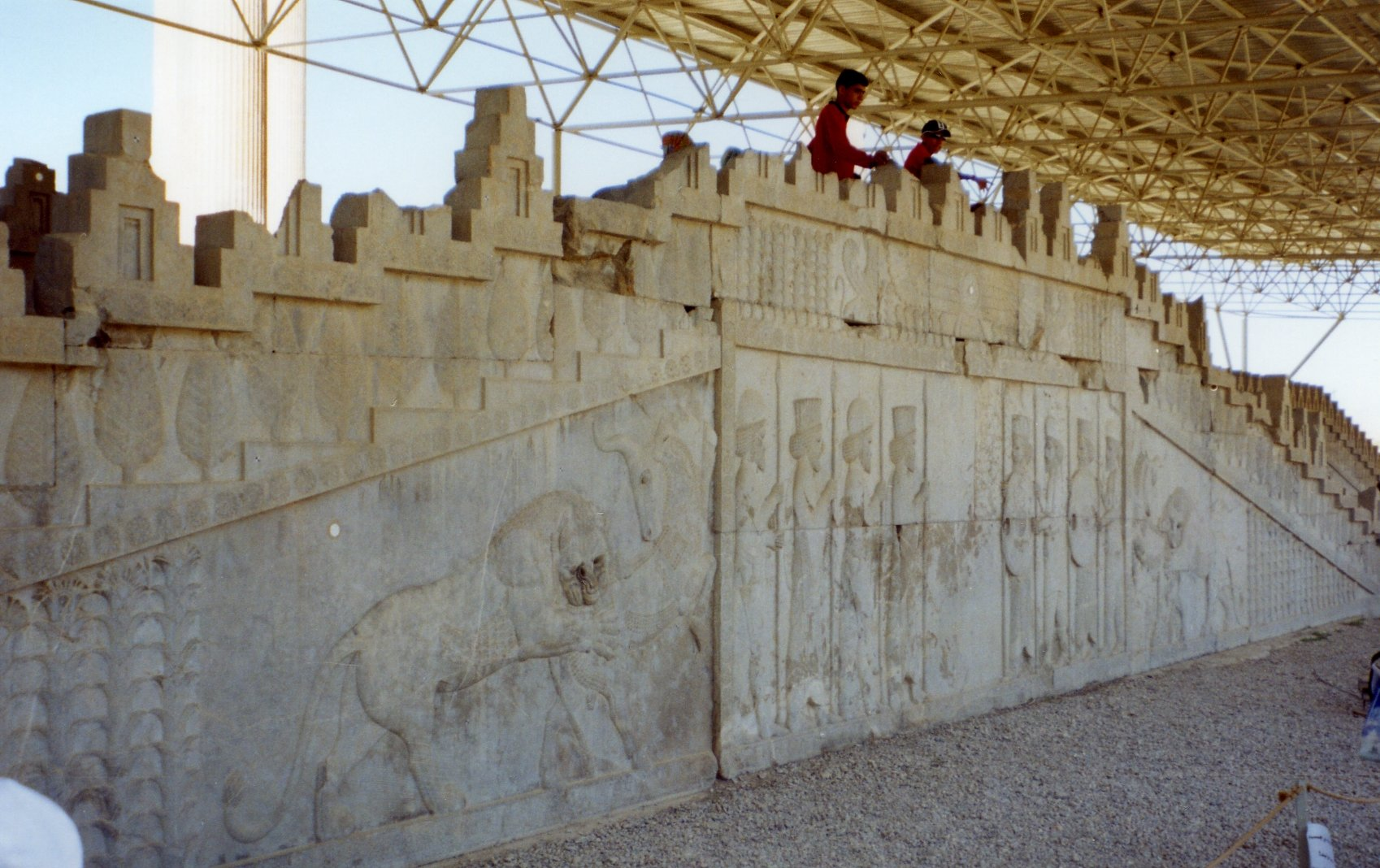
Posella central i els seus triangles (Apadana, escala est)

Posella nord. La posella nord està dividida en tres registres i mostra la recepció de l'any nou en forma de desfilada. De centre cap a l'extremitat nord, el registre superior mostra als immortals seguits per una processó real. Els immortals porten un capell, i estan equipats de llances i d'aljabes llastades per poms que descansen en els seus peus. La processó real es compon d'un oficial mede que precedeix als portadors del tron real. El tron real és port per mitjà de corretges aparellades a l'espatlla, que sostenen dos bambús allotjats a través del tron. E tron estava compost d'un marc de fusta esculpida, els peus tenien forma de potes d'animals. Un servent porta l'escambell utilitzat pel rei, qui no havia de tocar la terra. Les seves cames espatllades tenen rastres d'una reparació. La processó segueix amb el responsable mede de les quadres reals, al capdavant dels cavalls del rei, cadascun dirigit per un patge. Els cavalls estan finament treballats deixant veure el detall dels mossos. El seguici és tancat per dos carros conduïts per un elamita. Els cavalls de tir són més petits i més fins que els precedents, d'una altra raça. Tiren de dos carros les rodes tenen dotze seccions (simbolitzant els dotze mesos de l'any) i els eixos estan esculpits. El primer carro difereix de l'altre: uns lleons esculpits sobre la caixa semblen indicar que es tracta d'un tir de caça o de guerra. Els panys inferior i mig mostren als immortals seguits per nobles perses (tocats emmerletats o amb plomes) i medes (tocat arrodonit amb una petita cua) alternats. Alguns porten equipatges, altres i flors de magraners. Les subtils diferències en els vestits i joies suggereixen funcions o estatus diferents. Els nobles estan representats discutint, i somrients. Tenen una actitud distesa i gens cerimoniosa. S'agafen de la mà de tant en tant, es tornen un cap a l'altre, o posen la mà sobre l'espatlla del precedent en actituds que simbolitzen la seva unitat. Els immortals de la posella inferior són perses; armats de llança, arcs i aljabes, cadascun està en un esglaó de l'escala, representant l'ascensió. Els de la posella mitjana porten capell i estan armats només amb llances.
Posella sud. És una posella notable perquè representa l'arribada de les delegacions que procedeixen de vint-i-tres nacions sotmeses, conduïdes alternativament per guies perses i medes. Cada delegació està separada per pins, el guia porta al delegat al capdavant, de la mà. La qualitat de l'acabat difereix per a cada obra: tots els relleus no han estat polits, i el seu detall és variable. Aquesta desfilada presenta prop de 250 personatges, quaranta animals, i carros. D'una altura de 90 cm, els registres tenen una longitud total de 145 m.,. Per Dutz, els símbols de Persèpolis estan carregats de sentit, i tenen una organització que no és fruit de l'atzar. La disposició de les representacions podria correspondre a un ordre protocolar, sense que pugui saber-se si tal ordre segueix una seqüència determinada per les files horitzontals o verticals (veure esquema). En tot cas, semblaria clarament que els medes eren els primers, i els etíops els últims. A més, cap segueix la llista seqüencial de les satrapies en fa la inscripció del rei. La disposició de les delegacions no sembla seguir tampoc l'ordre d'incorporació dels diferents satrapies a l'imperi. En canvi, podria estar en funció del temps de viatge que les separa de Persèpolis. Aquest raonament es recolza en els textos d'Heròdot: «de totes les nacions, els perses honren primer a les que tenen més a prop, en segon lloc a les que estan més distants, i tenen menys estima a les més llunyanes». Se sap per les tauletes del tresor que les ofrenes portades per les delegacions no corresponen a un impost. Corresponen a regals destinats a rei o a un ús cerimonial. En absència d'inscripció, la identificació de les delegacions suposa sempre un problema, ja que se centra sobretot en els vestits, i les ofrenes. Tot i la similitud amb altres representacions, subsisteixen nombroses incerteses. La presència o l'absència, l'ordre de citació o de presentació, fins i tot la denominació de cada poble de l'imperi varia molt, tant en les escultures com en les inscripcions reals. Aquestes últimes no constitueixen un inventari administratiu realitzat per a la posteritat, sinó que corresponen més aviat a la visió ideal de l'imperi el rei desitja vol deixar emprenta.

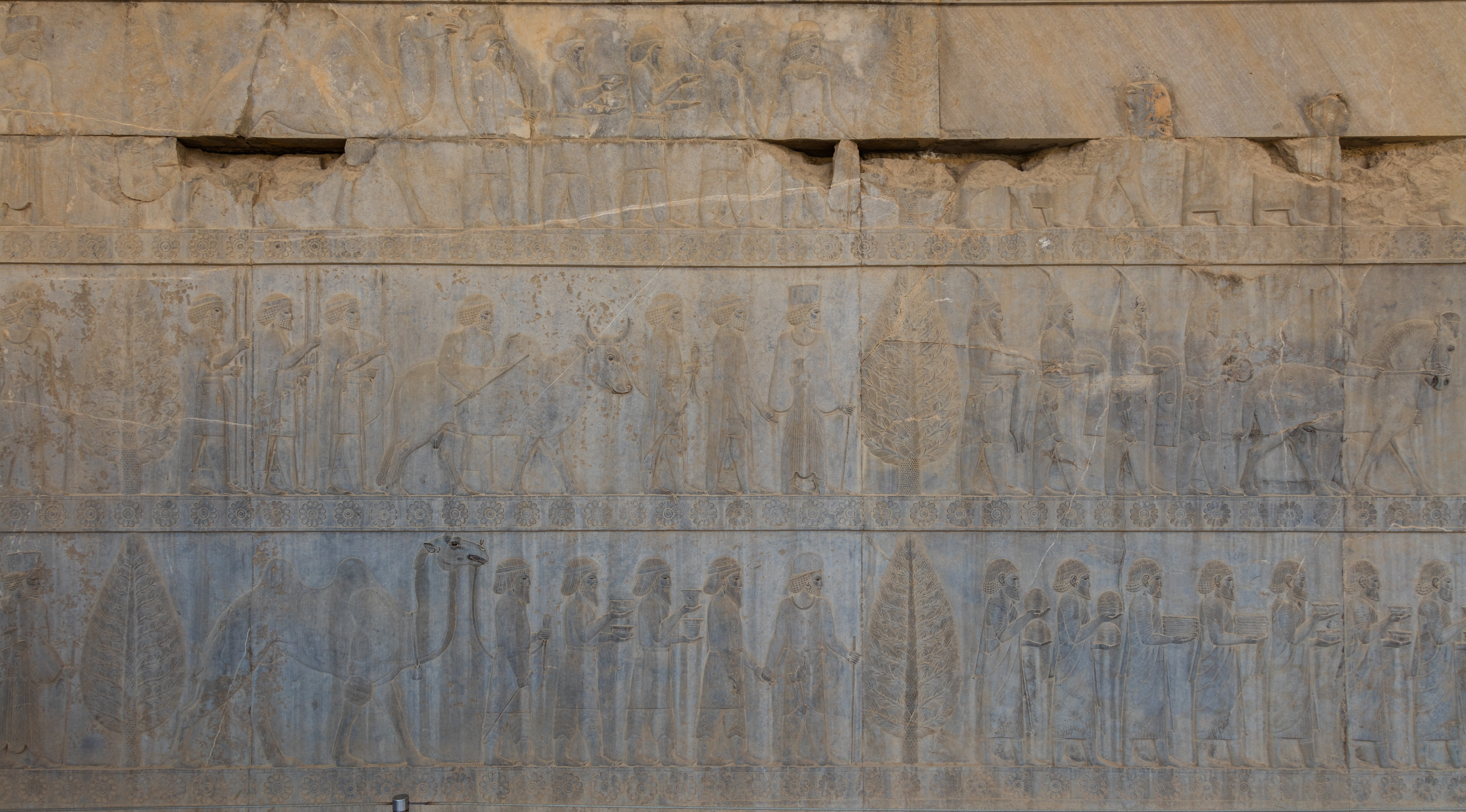
Delegacions de les nacions sotmeses (Apadana, escala est)

Reconstrucció de les delegacions segons Dutz, Stierlin y Briant:
- 1 Medes: conduïts per un persa, aquesta delegació és la més important. Els subjectes porten vestits, polseres o braçalets, una espasa, copes i un got. Es tracta probablement d'altres tribus medes que les que serveix a l'imperi des de la fundació, el que explicaria l'estatut de sotmesos. Al principi de l'imperi, com tribus van romandre fidels a Astíages, havent reunit Cir a les altres.
- 2 Elamites: Elam és persa des de la fundació de l'imperi per Cir el Gran. La delegació conduïda per un mede ofereix una lleona i dues cries, així com espases i arcs.
- 3 Armenis: aquesta delegació porta un got amb dues nanses, finament treballat, i un cavall.
- 4 Aracosis: Els pantalons encara són portats al Balutxistan. Un dels subjectes està vestit amb una pell de felí. Les ofrenes consisteixen en un camell i gerres.
- 5 Babilonis: aquesta delegació ofereix un toro, bols, i una colgadura idèntica a les de les representacions del palau de les 100 columnes, el Tresor o el Tripylon.
- 6 Assiris i fenicis: aquest relleu està molt detallat. Les ofrenes consisteixen en gots i copes llaurades (gots de bronze o de plata), amb nanses dobles que representen toros alats, joies (braçalets amb fermall adornats amb aixetes alats), i un carro enganxat amb cavalls de petita talla. Els vestits i pentinats dels subjectes estan molt treballats, es distingeixen fins i tot papillotes portats per jueus ortodoxos. La identitat de la roba manté una controvèrsia sobre els orígens d'aquestes delegacions.
- 7 Aris: els subjectes d'aquest satrapia corresponen a les regions de Herat i de Mashad. Són pràcticament indiferenciables dels aracosis. Les ofrenes consisteixen en un camell i gots.
- 8 Cilicis o assiris: que procedeixen del sud de l'Àsia Menor, aquesta delegació ofereix dos moltons, pells, un vestit, copes i gots. Aquesta representació està treballada minuciosament, i apareix el detall dels vestits (cordons, cinturons, còfies…).
- 9 Capadocis: caracteritzats per la lligam de la seva capa a la part superior de l'espatlla; pertanyen al mateix grup que els armenis, medes, i sagartis. Ofereixen presents d'un cavall i vestits.
- 10 Egipcis: l'alt relleu que representa aquesta delegació ha estat perjudicat severament per la destrucció de l'Apadana. Les parts inferiors són suficients per identificar l'origen dels subjectes, gràcies a les característiques del seu vestit.
- 11 Escites: aquesta satrapia s'estenia des d'Ucraïna a les estepes de nord de Caucas, fins al nord de Sogdiana. Els subjectes estan tocats amb un típic capell escita. Porten un cavall, vestits, i el que podrien ser braçalets amb fermalls.

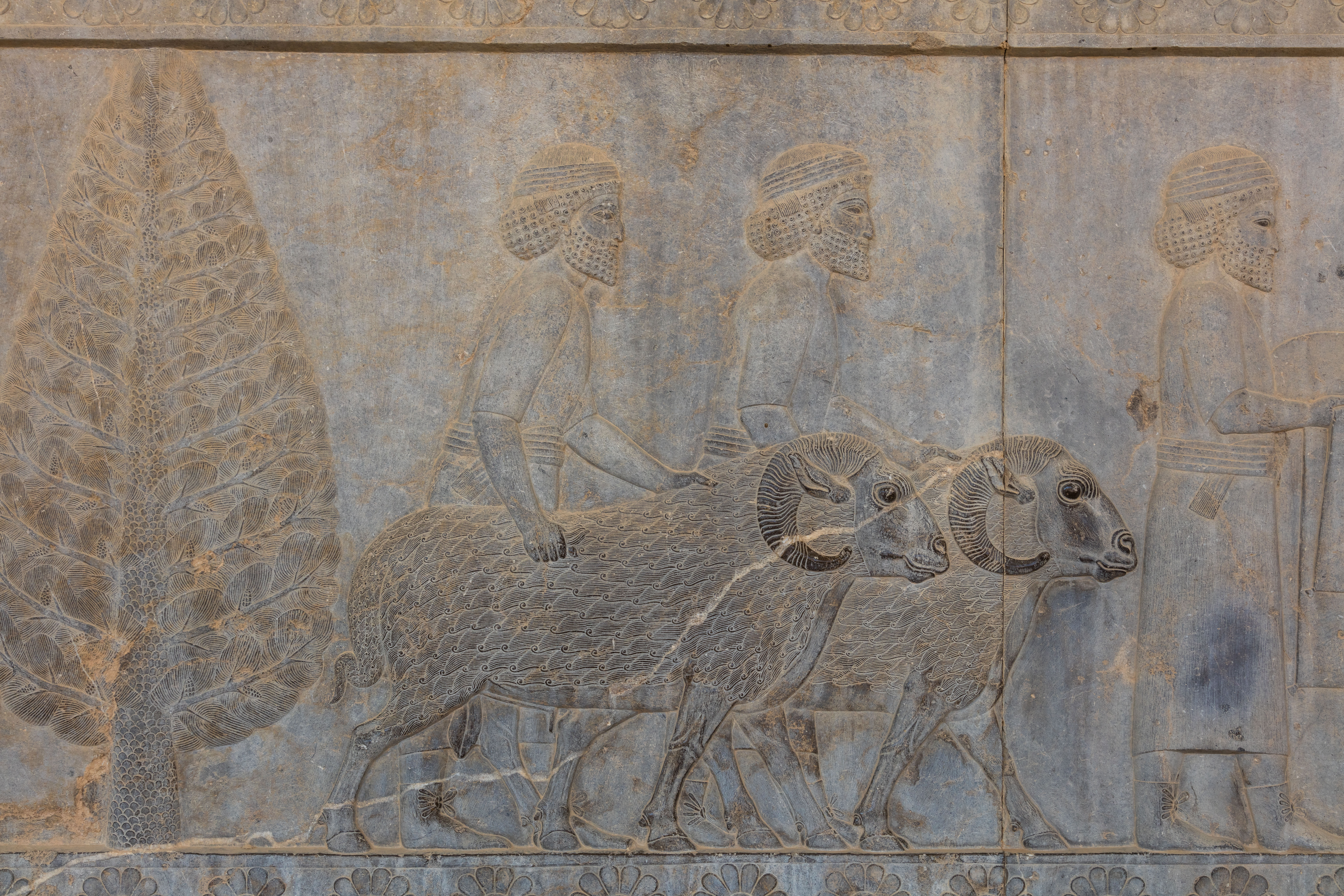
Detall de la delegació asiria (Apadana)

- 12 Lidis o jonis: aquestes satrapies gregues estaven fusionades i eren administrades des de Sardes. Els subjectes estan vestits de la mateixa manera. Porten teixits, pilotes de fil i copes que contenen potser tintures.
- 13 Parts: sota els aquemènides, els parts estaven sotmesos, i és només després del període grec selèucida quan dominaran Pèrsia. Pàrtia correspon a l'actual Turkmenistan. La delegació porta gots i un camell. Els subjectes estan tocats amb un turbant al voltant de coll.
- 14 Gandhariensos: aquesta satrapia es troba riu amunt de l'Indo, entre Kabul i Lahore, a l'oest de l'actual Panjab. Els subjectes ofereixen llances i un búfal asiàtic.
- 15 Bactrians: la delegació porta un camell i gots. Naturals de Bactriana a nord de l'Afganistan, els subjectes estan tocats amb una cinta.
- 16 sagartins: els seus vestits i presents (vestits i cavall), són semblants als dels medes, capadocis i armenis, el que suggereix la pertinença a un mateix grup. La seva terra d'origen no és ben coneguda: veïna de Tracia a Àsia Menor, o prop de la mar Negra i del Caucas, fins i tot situada a les estepes de l'Àsia central prop de Bactriana.

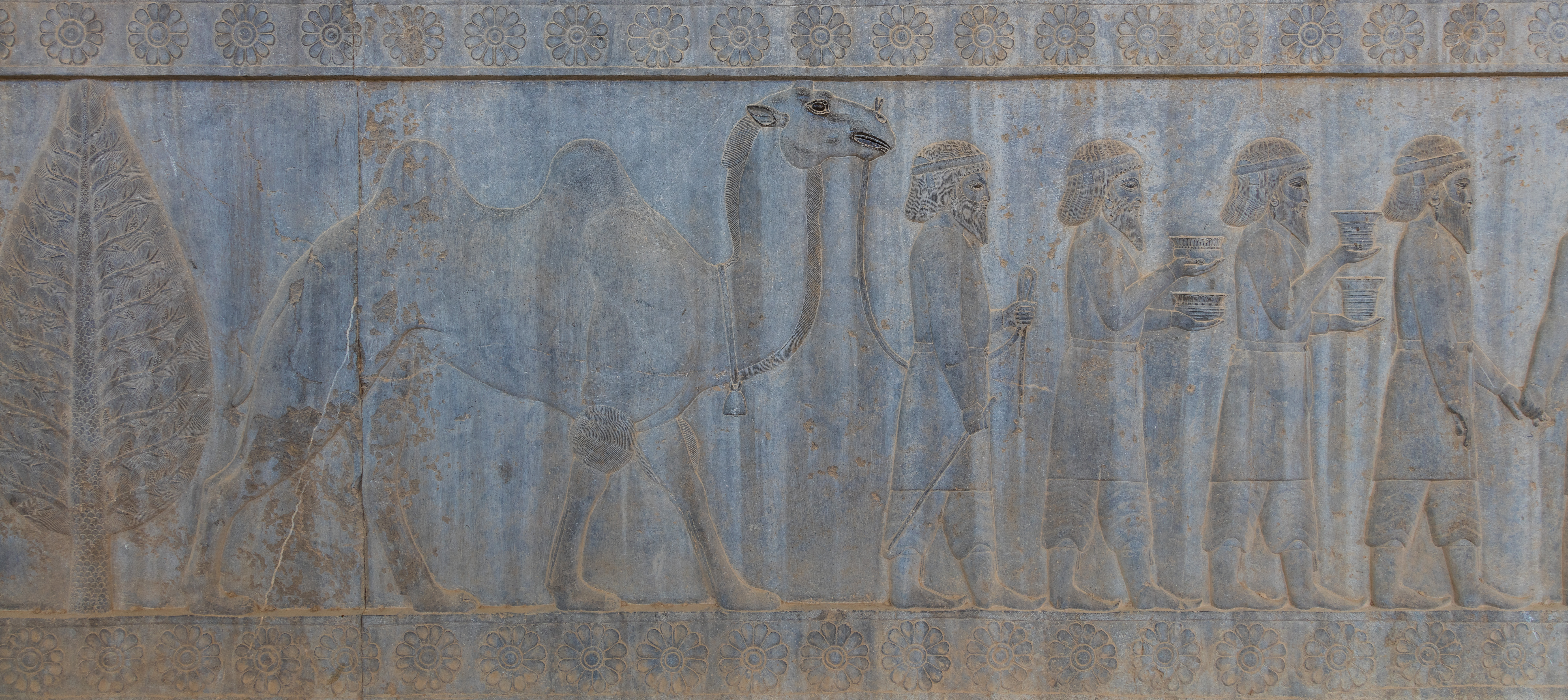
Delegació bactriana (Apadana).

- 17 Sogdians: tenien per origen Sogdiana, actual Pakistan. Aquesta ètnia pertanyia al grup dels escites, dels quals portaven la gorra. Porten un cavall, destrals, objectes que poden ser braçalets, i una espasa.
- 18 Indis: aquests subjectes, que venien de Sind, la vall baixa de l'Indo, estan vestits amb un tapaculs, i calçats de sandàlies. Porten un ruc, destrals, i cistelles amb provisions portades sobre l'esquena per mitjà d'una balança.
- 19 Tracis: Tràcia estava situada entre el mar Egeu i la mar Negra, en un territori avui compartit per Grècia, Turquia, i Bulgària. Els subjectes porten un cavall. Porten un capell punxegut de llargues potes, semblant als capells escites.
- 20 Àrabs: aquests subjectes vénen de Fenícia-Assíria. Estan calçats amb sandàlies, i vestits amb túniques amb rivets brodats. Porten un dromedari.
- 21 Drangianians: no hi ha acord entre els autors referent a l'origen d'aquesta delegació. Per a uns, es tracta d'individus que vénen de Merv en Bactriana, estats actuals de l'Afganistan, de l'Uzbekistan i de Tadjikistan). Per un altre, els subjectes vénen de la regió de Kerman, a l'est de l'Iran. A més, el seu estil de pentinat sostindria un origen prop de Kandahar, així com el seu escut, llança, i el tipus de bou que porten.
- 22 somalis: l'origen d'aquesta delegació és controvertit. Acompanyats per un carro, els subjectes porten un kudú o íbice, estan vestits amb pells, però no són negroides. El tipus morfològic dels individus, el mateix que la presència d'un carro, indicarien un origen libi, mentre que l'antílop i els amaniments de pells sostindria un origen situat més a sud.
- 23 Nubians (o etíops o abissinis): es tracta de subjectes negroides, que porten un okapi o una girafa, defenses d'elefant i un got.

#### Escala nord

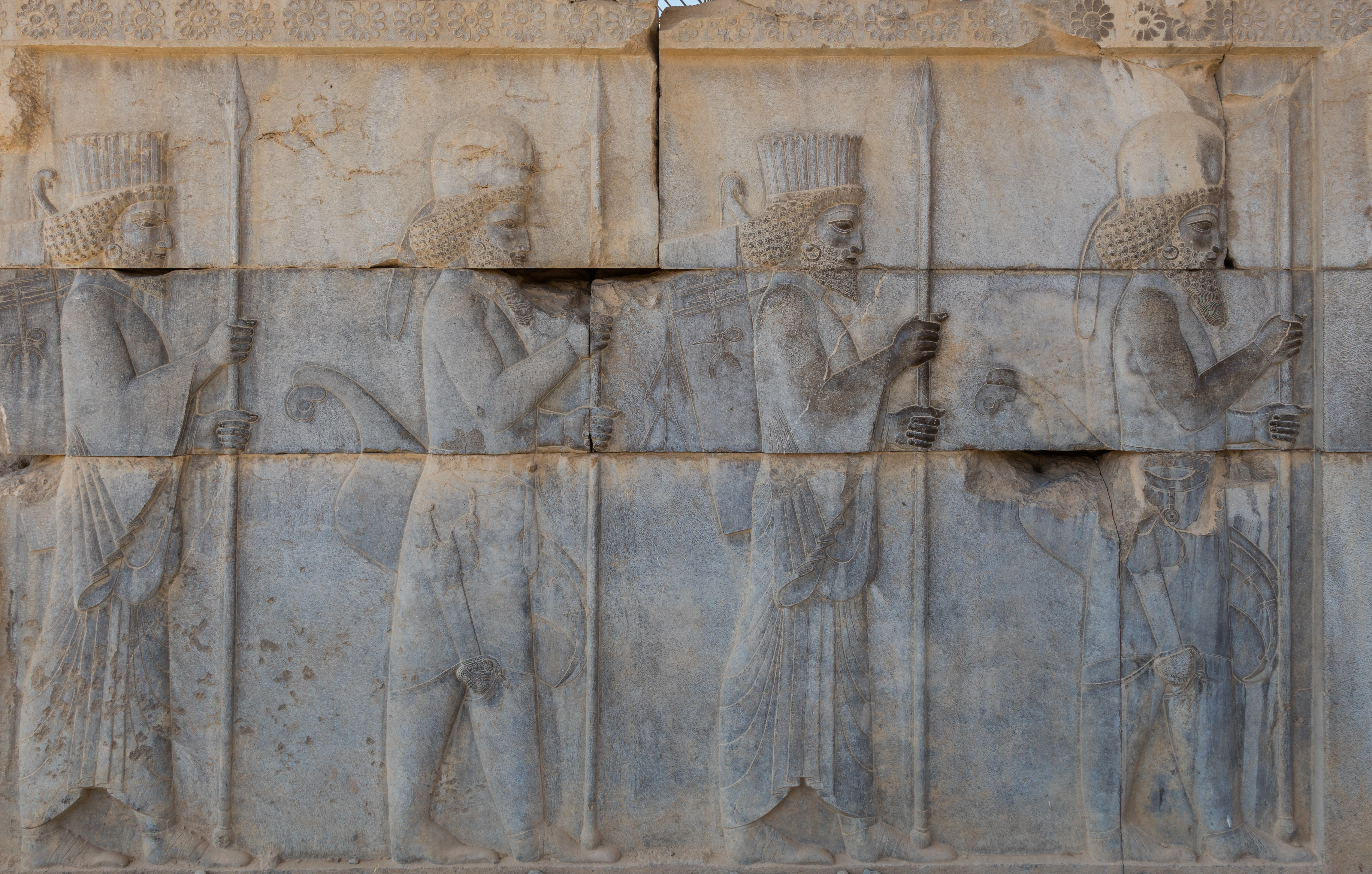
Detall dels guàrdies medes (segon i quart) i perses (primer i tercer).

L'escala nord va ser afegida per XerXes I, per facilitar l'accés a l'Apadana des de la porta de totes les Nacions. Els relleus d'aquesta escala presenten els mateixos temes que els de l'escala est, però estan més degradats.
El clavenda central mostrava inicialment a Xerxes I, Darios el Gran i un funcionari. Aquest últim podria ser un ganzabara (governador del Tresor), o un quiliarca (oficial comandant de la guàrdia). Una inscripció cuneïforme trilingüe a l'escala ha recollit en gran part el text de la de la porta de totes les Nacions, sense precisar el nom de l'edifici.

### Tachara
Així nomenat per una inscripció situada en un muntant de la porta sud, la Tachara, o palau de Darios, és a sud de l'Apadana. És l'únic dels palaus que té un accés sud per mitjà d'un pòrtic. L'entrada del palau es feia inicialment per aquest costat, per una doble escala. Construït per Darios I, el palau és completat després per Xerxes I qui ho va ampliar, després per Artaxerxes III, que va afegir una segona escala a l'oest. Aquesta nova entrada crea una asimetria inèdita. Els vestits dels personatges medos, silicis i sogdians representats són diferents dels de les altres escales anteriors, el que suggereix un canvi de moda, i reforcen la idea d'una construcció ulterior.

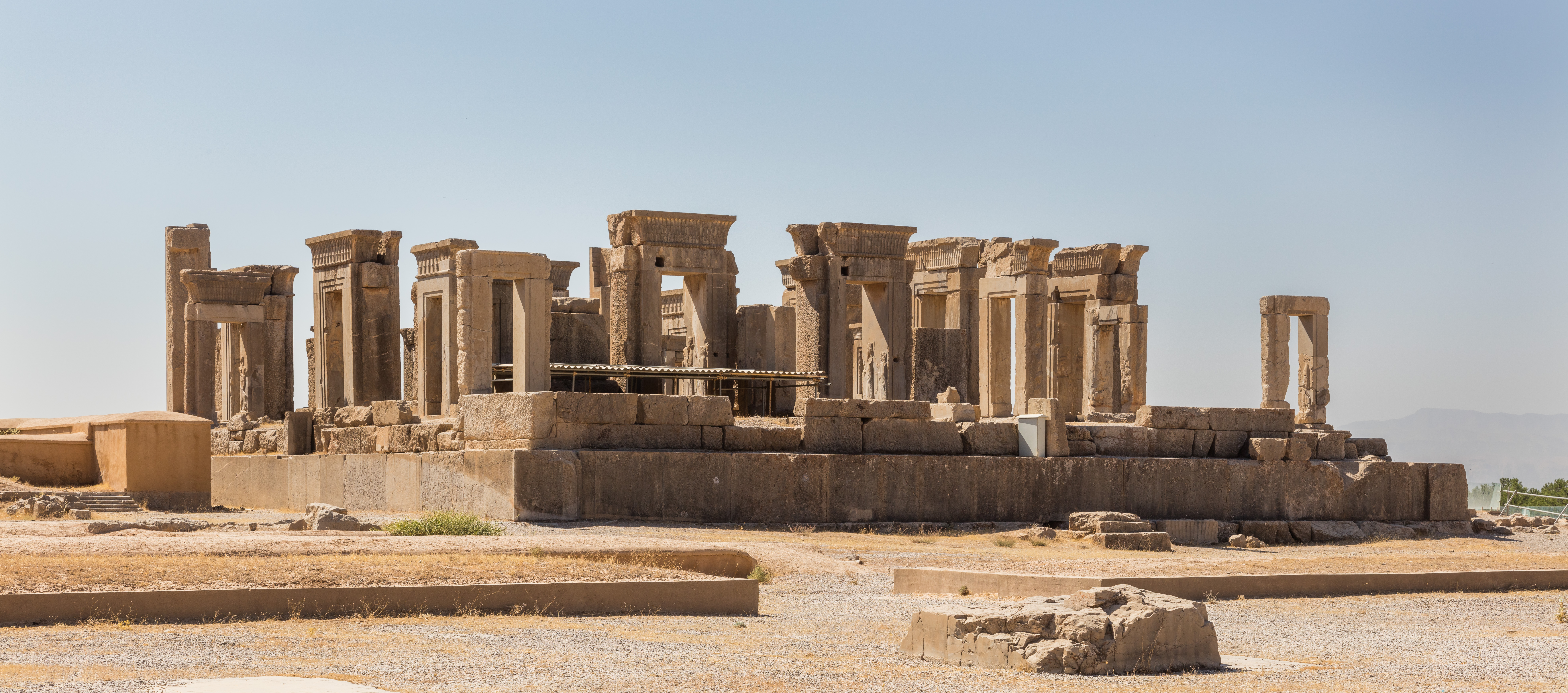
Vista general
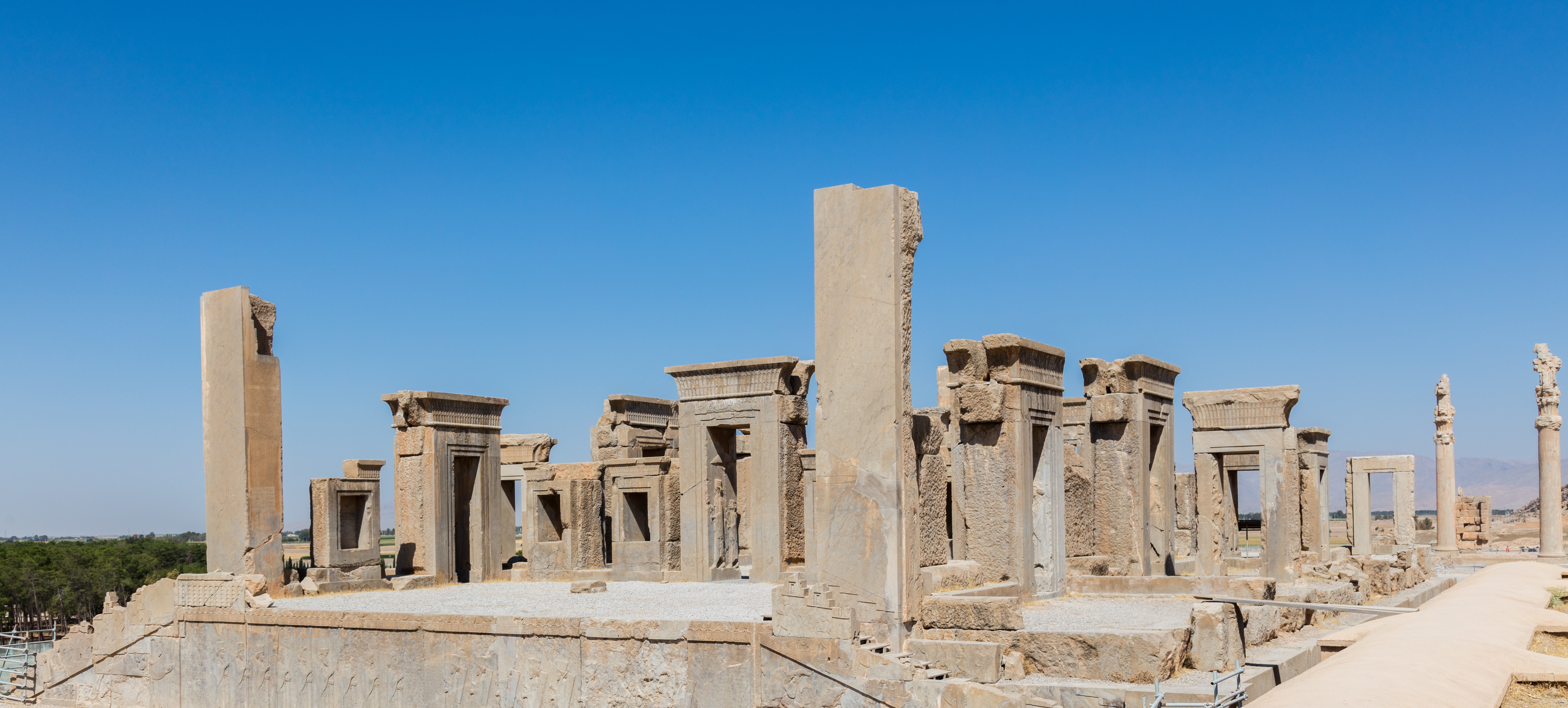
Escala sud de la Tachara (Apadana en últim pla)
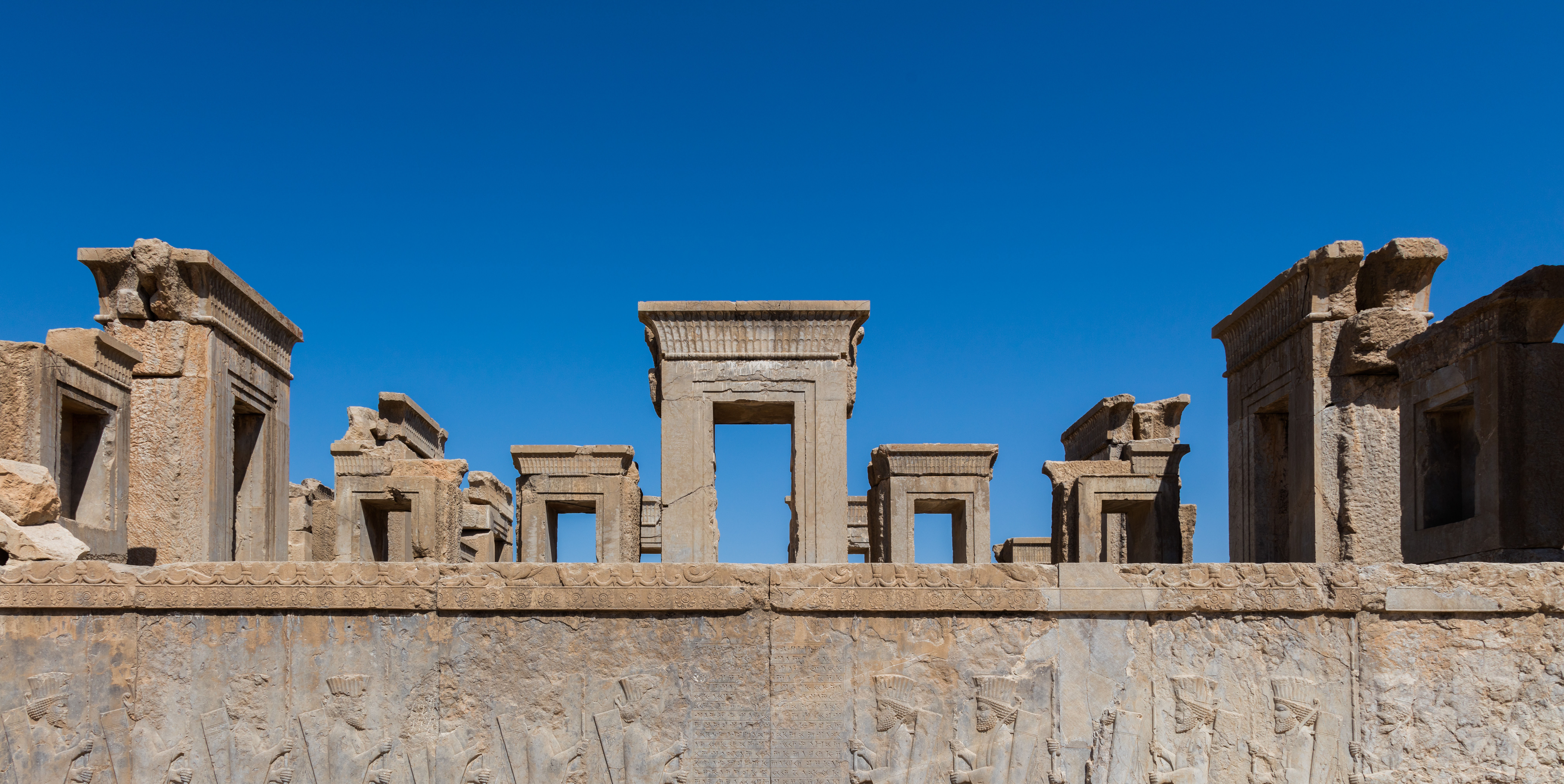
Tachara
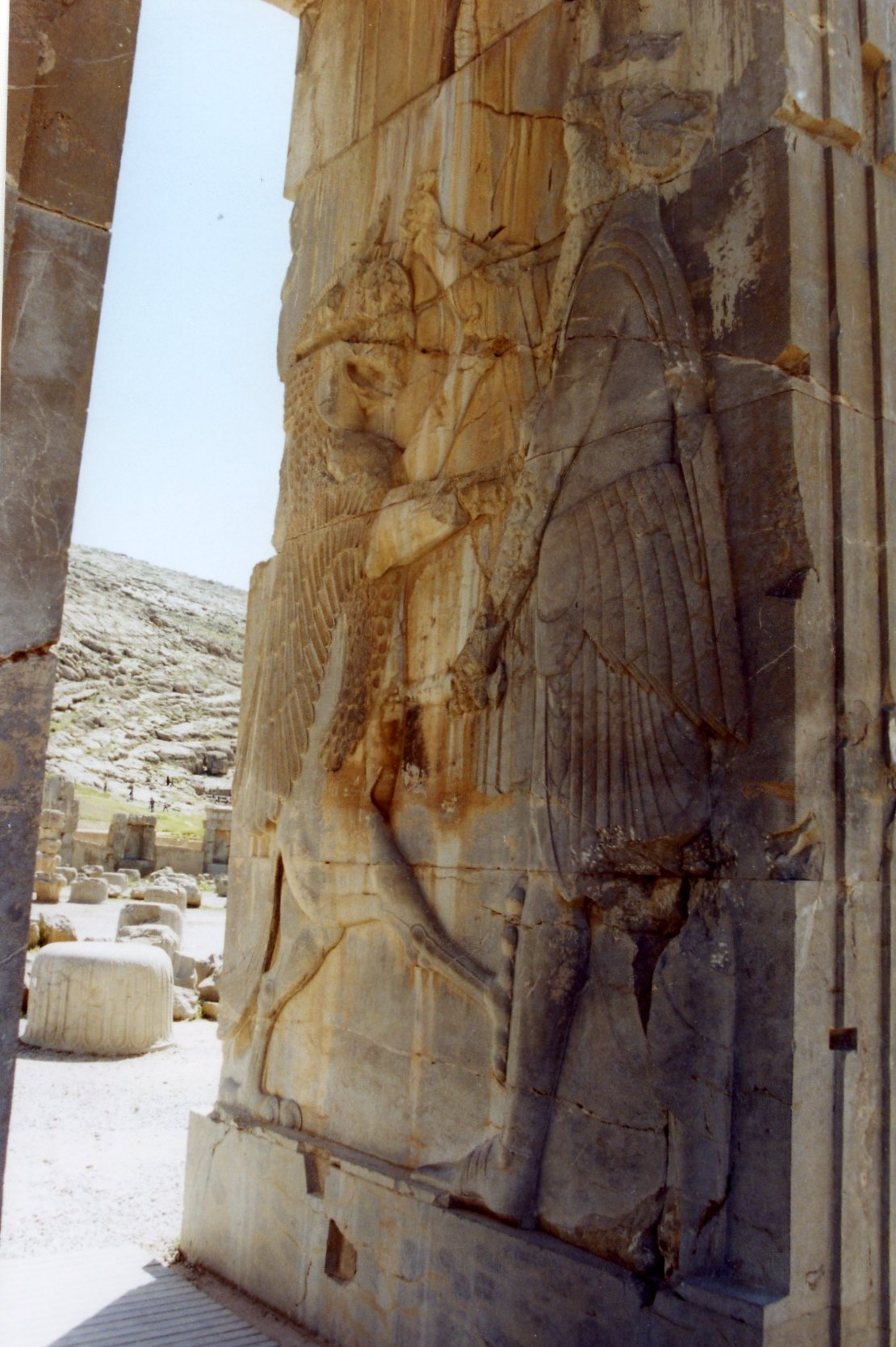
Rei combatent el mal (Tachara)
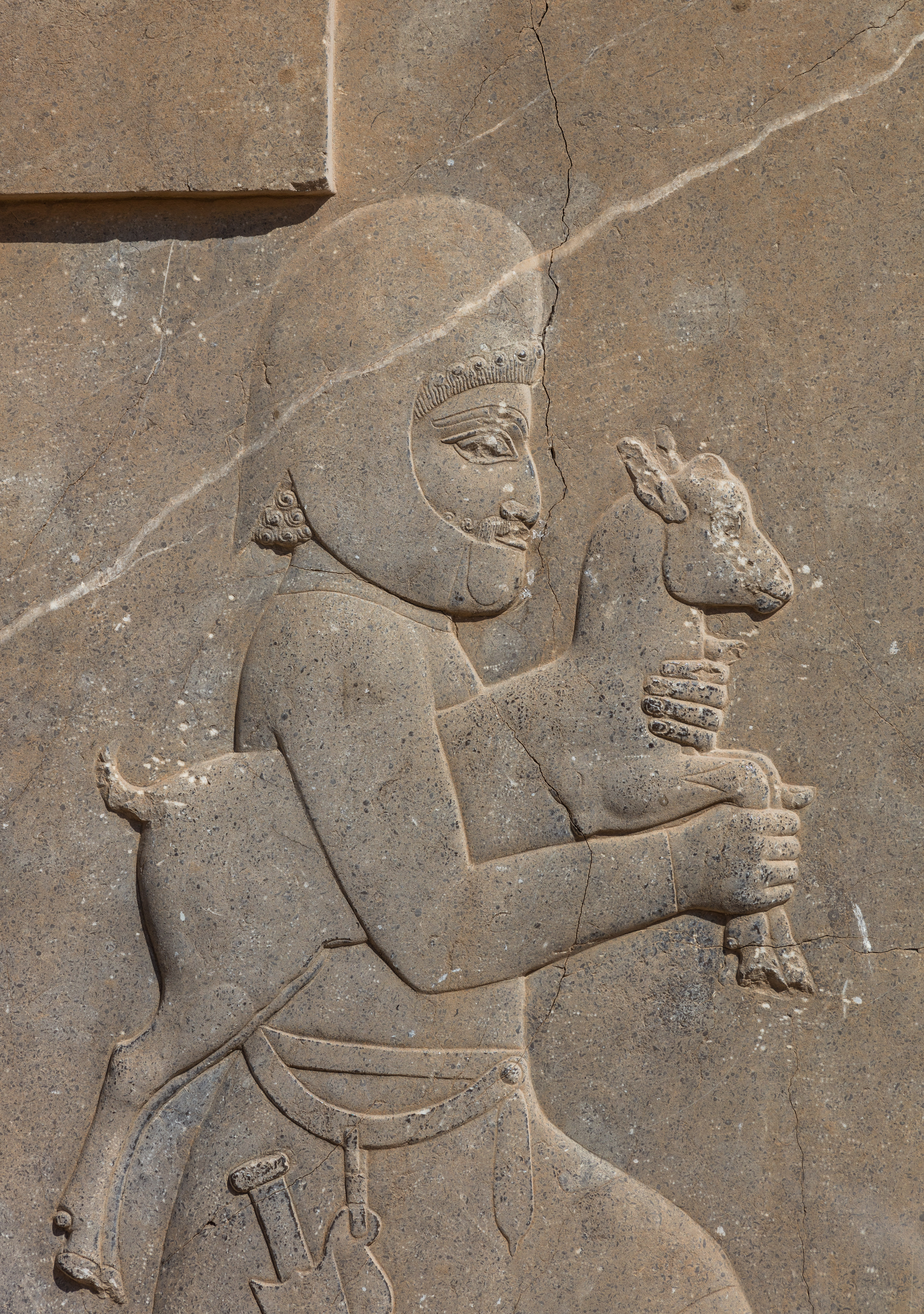
Detall d'un baix relleu en la Tachara

Els queixals de l'escala sud presenten símbols de Noruz: lleó que devora un toro. Les parts ascendents representen a medes i aracosis que porten animals, gerres i altres coses. Es tracta probablement de sacerdots que vénen de llocs sants zoroàstrics com ara el llac Urmia a Media i el llac Helmand a Aracosia, i que porten el necessari per a les ceremonies. El clavenda central mostra dos grups de guàrdies nous i tres panells que porten una inscripció trilingüe de Xerxes II, que indica que aquest palau ha estat construït pel seu pare; està coronada pel disc alat, símbol o bé d'Ahuramazda o de la glòria real, enquadrat per dos esfinxs.

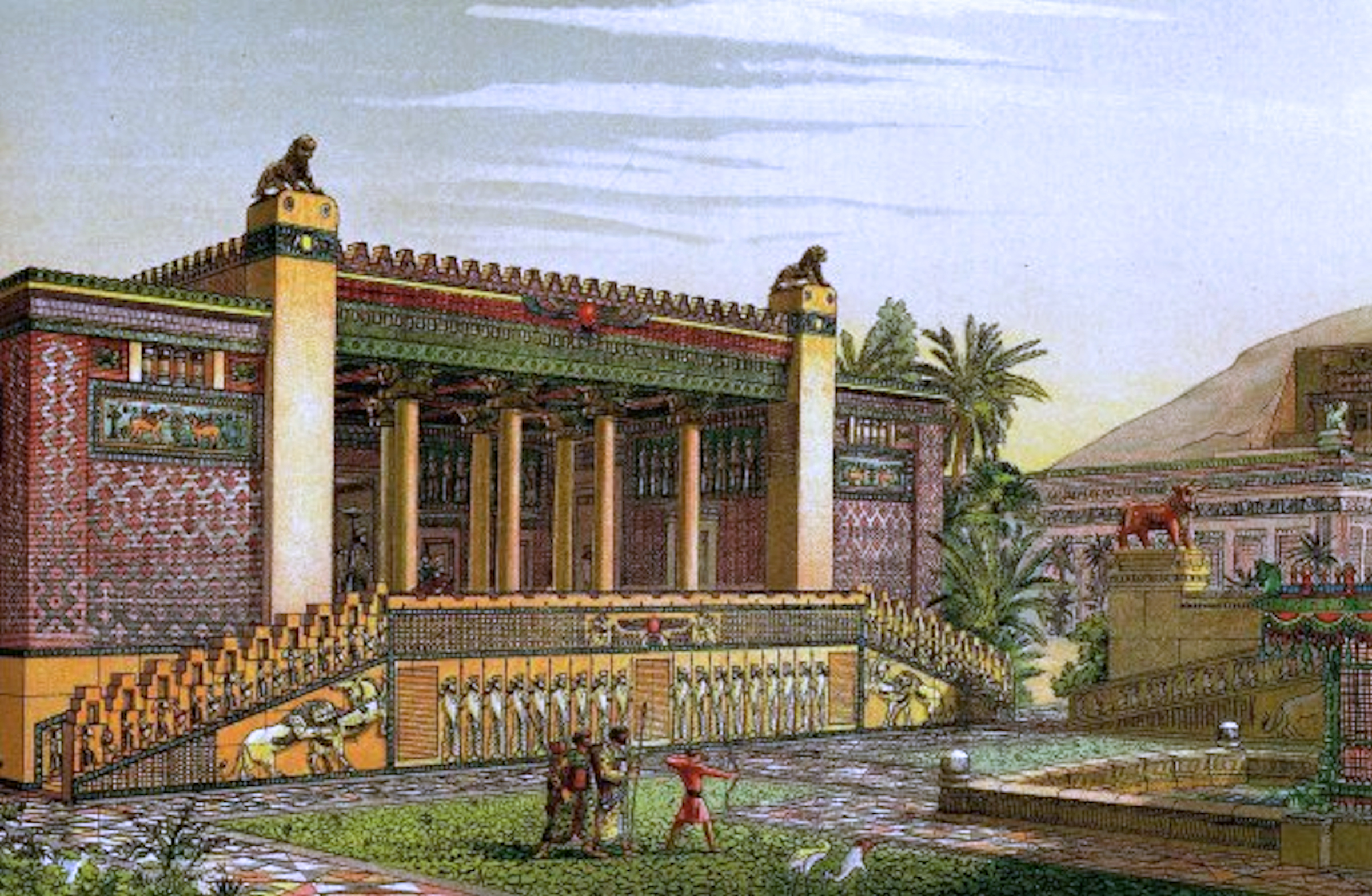
Reconstrucció de la Tachara, per Charles Chipiez (1884)
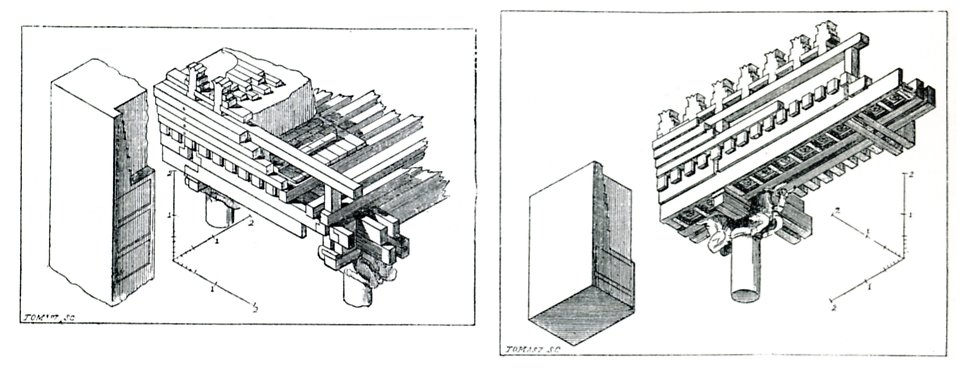
Estudi de la teulada de la Tachara, per Charles Chipiez (1884)
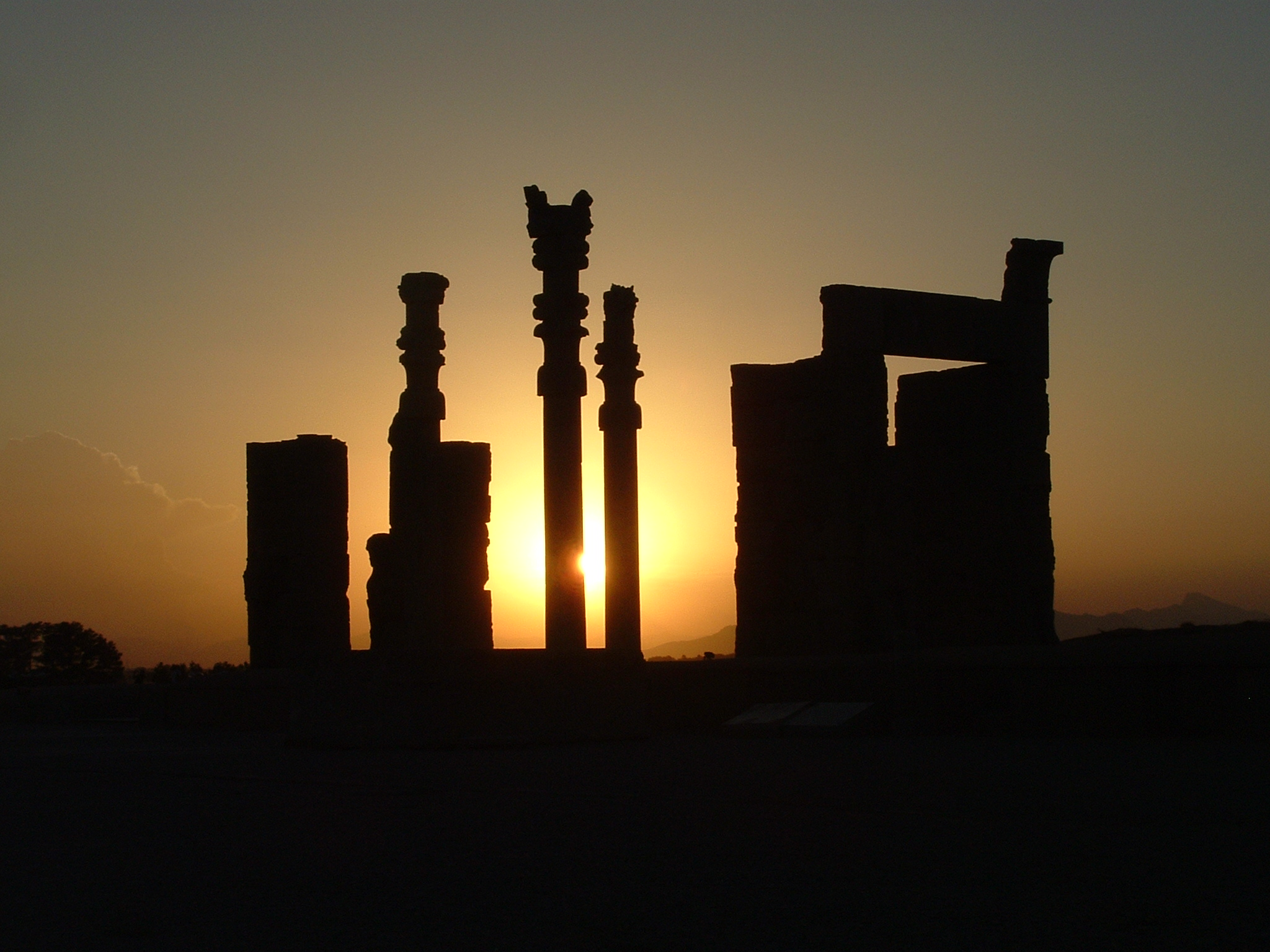

L'entrada del palau es fa per una sala, mitjançant una porta, on un relleu representa als guàrdies. Aquesta sala és seguida per una altra porta que s'obre a vestíbul principal, sobre la qual es troba un relleu que representa el rei que combat al mal amb forma d'un animal. Aquest tema està en altres portes del palau, al Palau de les 100 columnes, i en el harem. La figura malèfica és simbolitzada per un lleó, un toro, o un animal quimèric. El tipus de figura podria tenir una relació amb la funció de l'obra, o amb temes astrològics.
En la cambra de bany real s'obre una porta. Està adornada amb un relleu que mostra a un rei preparat per a una cerimònia i seguit de dos servidors que tenen un para-sol i un espantamosques. El rei està coronat, vestit amb un ric guarniment adornat amb pedres precioses. Porta polseres, i les joies pengen de la seva barba trenada.83 Un altre relleu mostra probablement a un eunuc, única representació imberbe del lloc. Porta una ampolla d'ungüent i un tovalló. La circulació d'aigua estava assegurada per un canal cobert a terra que passava per mitjà de l'estada. Poden observar-se restes del ciment vermell que encatifava el terra de la sala.
El palau consta de dues petites sales situades en els seus costats. El pòrtic sud s'obre a un pati envoltat pels altres palaus. Sobre cada llinda de les portes i finestres està gravada una curiosa inscripció:
| « | finestra de pedra feta a la casa de Darios. | » |

El nom de Tachara procedeix d'una inscripció cuneïforme trilingüe sobre cada muntant del pòrtic sud:
| « | Darios el gran rei, el rei de reis, el rei dels pobles, el fill de Vistaspa, l'aquemènida, que ha fet aquesta Tachara. | » |

No obstant això, és dubtosa aquesta paraula, el significat exacte és desconegut, designi a l'edifici en si mateix: s'ha trobat en les bases de columnes d'altres llocs de Persèpolis, que porten inscripcions de Xerxes i que esmenten aquesta paraula:
| « | Sóc Xerxes, el gran rei, el rei de reis, el rei dels pobles, el rei d'aquesta terra, el fill del rei Darios, l'aquemènida ». El rei Xerxes declara: «He fet aquesta tachara. | » |

### Tripylon

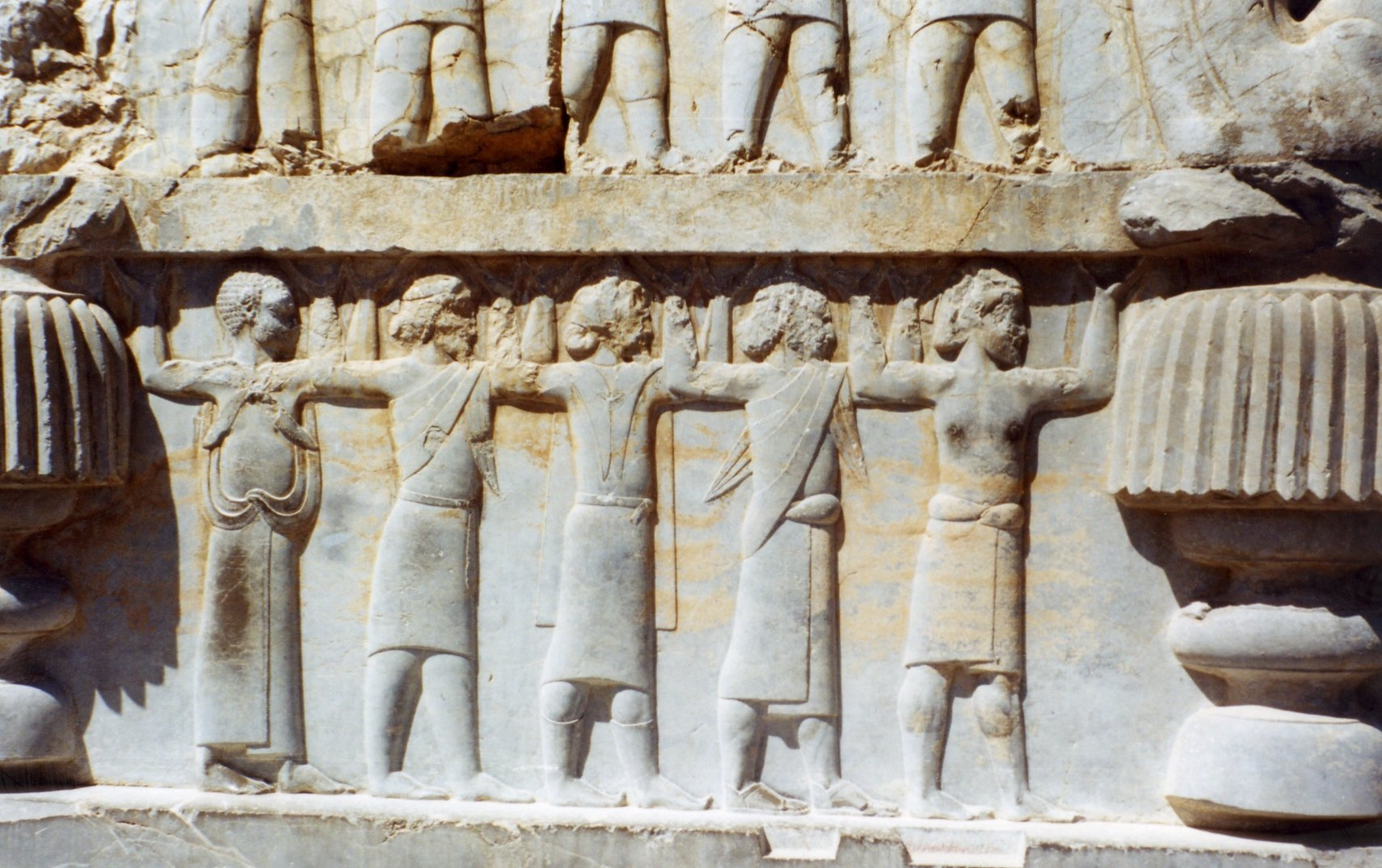
Detall d'un relleu del Tripylon

Obté el seu nom de les seves tres entrades. El Tripylon, o vestíbul d'audiència de Xerxes, o Palau central, o Sala el Consell, és un palauet situat al centre de Persèpolis. S'accedeix pel nord per una escala esculpida, els relleus mostren principalment a guàrdies medes i perses. Altres relleus representen a nobles i a corredors per a un banquet. L'escala sud del Tripylon es troba al Museu Nacional de l'Iran a Teheran. Un passadís s'obre a l'est, a una porta adornada amb un relleu que mostra:
- A dalt, Darios en el seu tro davant de Xerxes com príncep coronat, protegits sota una marquesina adornada amb símbols divins, toros, lleons i glans; rei i príncep tenen a la mà fulles de palma, símbol de fertilitat
- A baix, subjectes provinents de vint nacions els porten.

Aquest relleu designa clarament a tots la voluntat de Darios de nomenar a Xerxes successor legítim al tron.

### Hadish

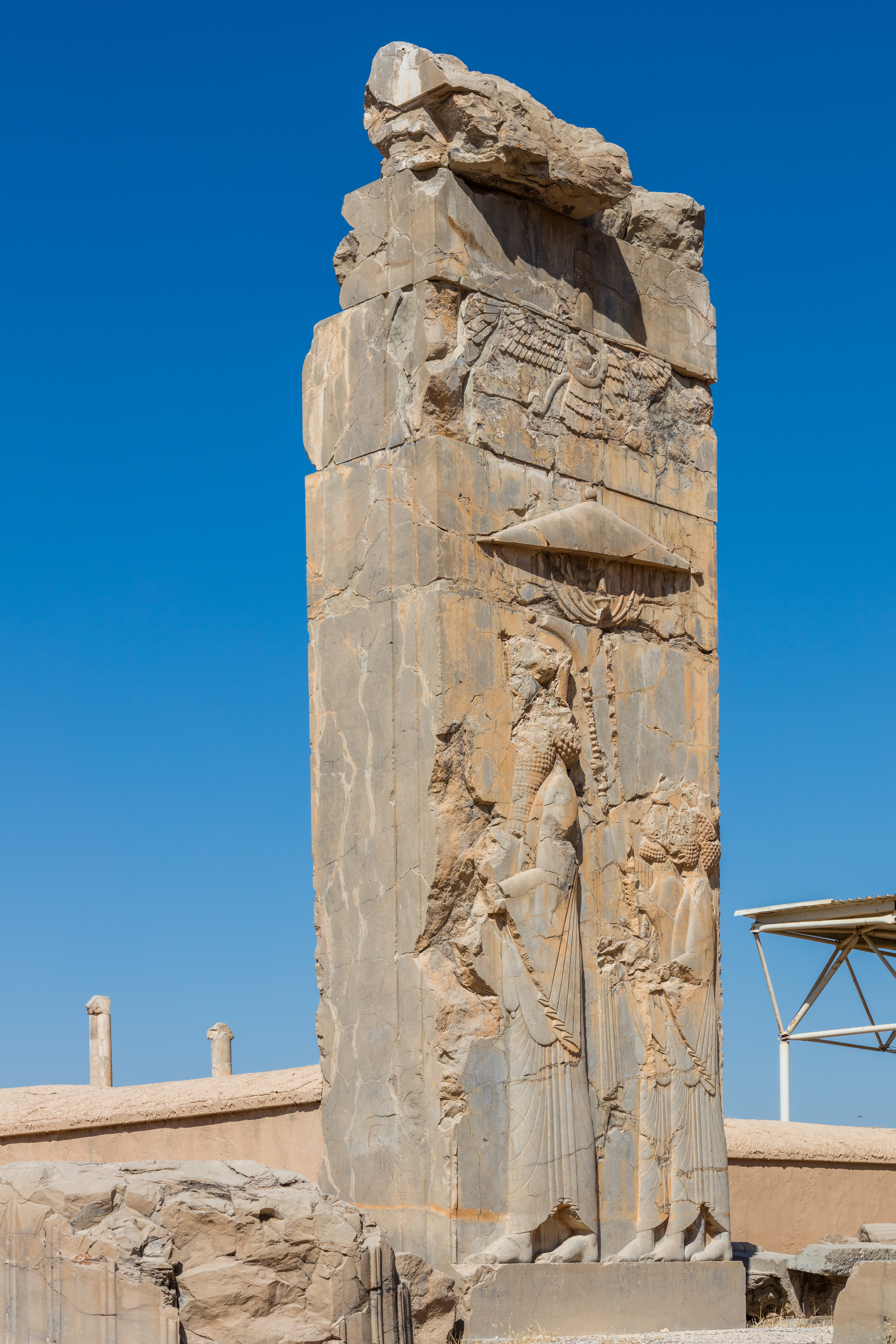
Processió real (Hadish)

El Hadish, o palau de Xerxes, es troba a sud del Tripylon; està construït sobre un pla semblant a la Tachara, però dues vegades més grans. El seu vestíbul central constava de trenta-sis columnes de pedra i de fusta. Es tractava de troncs d'arbres de grans proporcions i grans diàmetres dels quals no queda res. Està envoltat per l'est i l'oest per petites habitacions i passadissos, les portes presenten relleus esculpits. Es troben allà processons reals que representen a Xerxes I acompanyat de servidors que li posen a cobert sota un para-sol. La part sud del palau està composta d'apartaments la funció és controvertida: en un temps descrits com de la reina, són considerats com a magatzems o annexos del Tesor. L'accés a la terrassa del Hadish es feia per una escala monumental a l'est, de doble tram, primer divergents i després convergents, i una escala més petita de trams convergents a l'oest; les dues presenten la mateixa decoració que l'escala sud de la Tachara: toros i lleons, guàrdies perses, disc alat i esfinx.
Hadish és una paraula en antic persa que figura en una inscripció trilingüe en quatre exemplars, sobre el pòrtic i l'escala: significa «palau». Són els arqueòlegs els que anomenen a aquest palau Hadish, no sent conegut el nom original. L'atribució a Xerxes és segura, doncs aquest, a més d'aquestes quatre inscripcions, va fer gravar el seu nom i els seus títols al menys catorze vegades.

### Palau de les 100 columnes
També anomenat sala del Tron, té forma de quadrat de 70 m de costat: és el més gran dels palaus de Persèpolis. Quan es va excavar parcialment, estava cobert per una capa de terra i de cendres de cedre de més de tres metres de gruix. Molt perjudicat per l'incendi, només han quedat les bases de les columnes i els muntants de les portes.
Dos bous colossals constitueixen les bases de les columnes principals, de 18 m, que sostenien la teulada del pòrtic de l'entrada, a nord del palau. L'entrada era per una porta ricament decorada amb relleus. Entre les representacions, una descriu l'ordre de les coses, mostrant de dalt a baix: a Ahuramazda, el rei sobre el seu tron, després moltes files de soldats sostenint-ho. El rei exerceix doncs el seu poder d'Ahuramazda, que el protegeix, i mana a l'exèrcit que porta el seu poder.

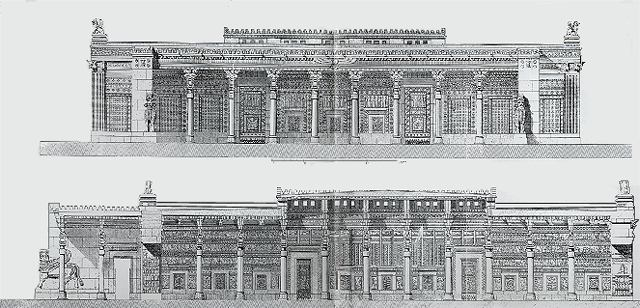
El palau de les 100 columnes reconstruït per Charles Chipiez (1884)
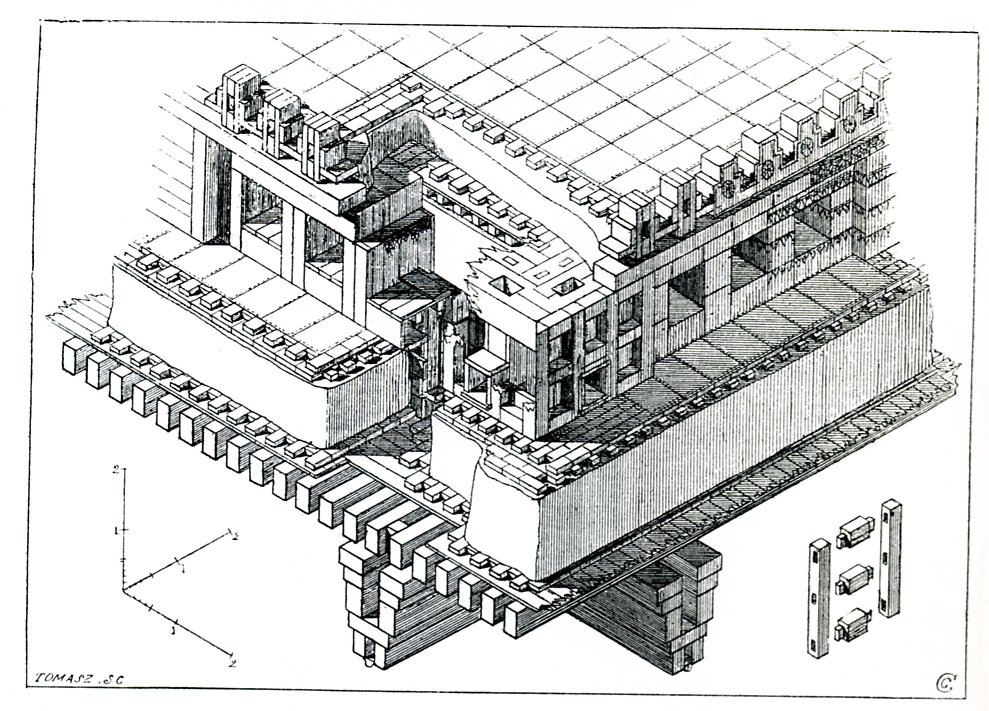
Estudi de la teulada del palau de les 100 columnes, per Charles Chipiez (1884)
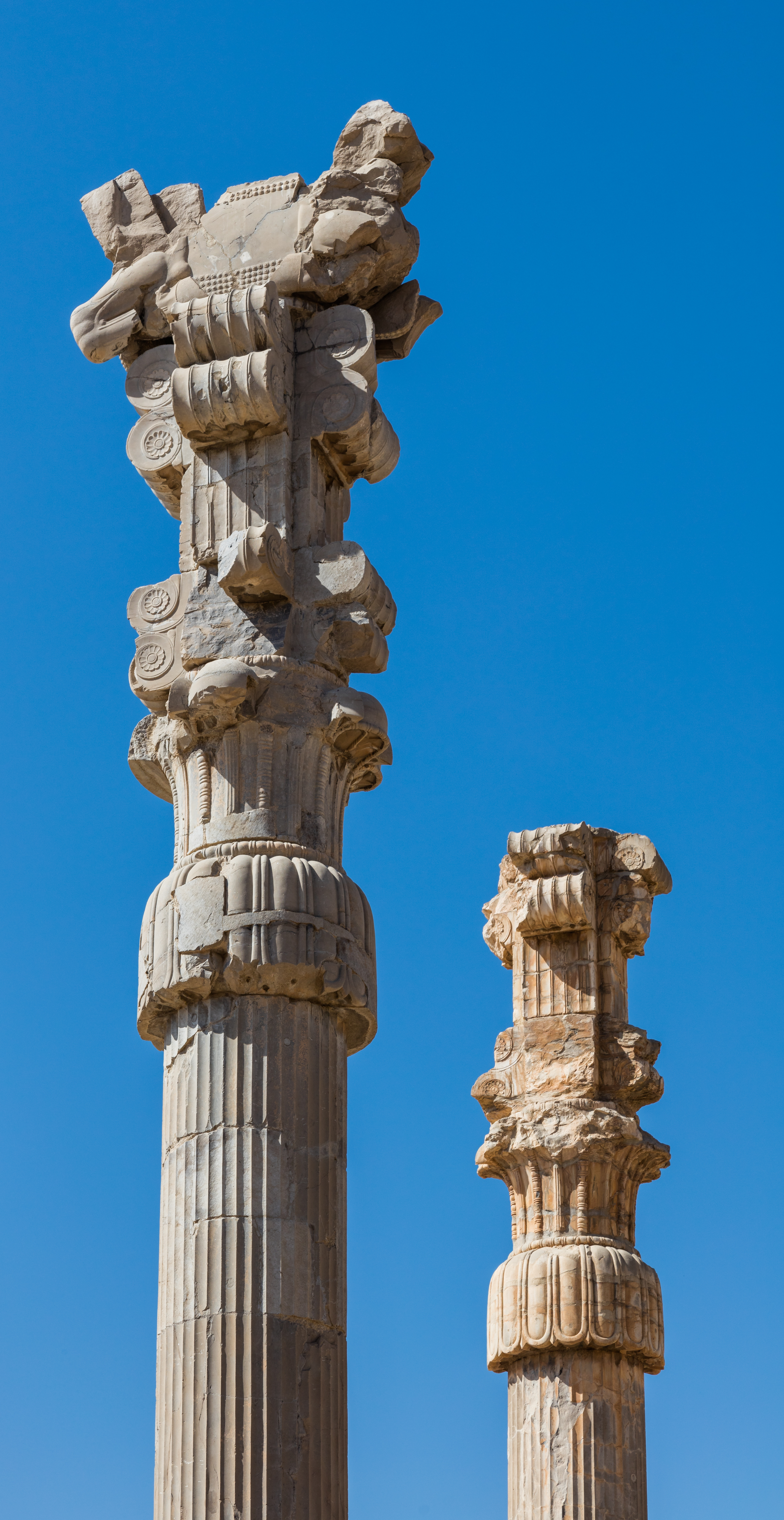
Detall de dues columnes.
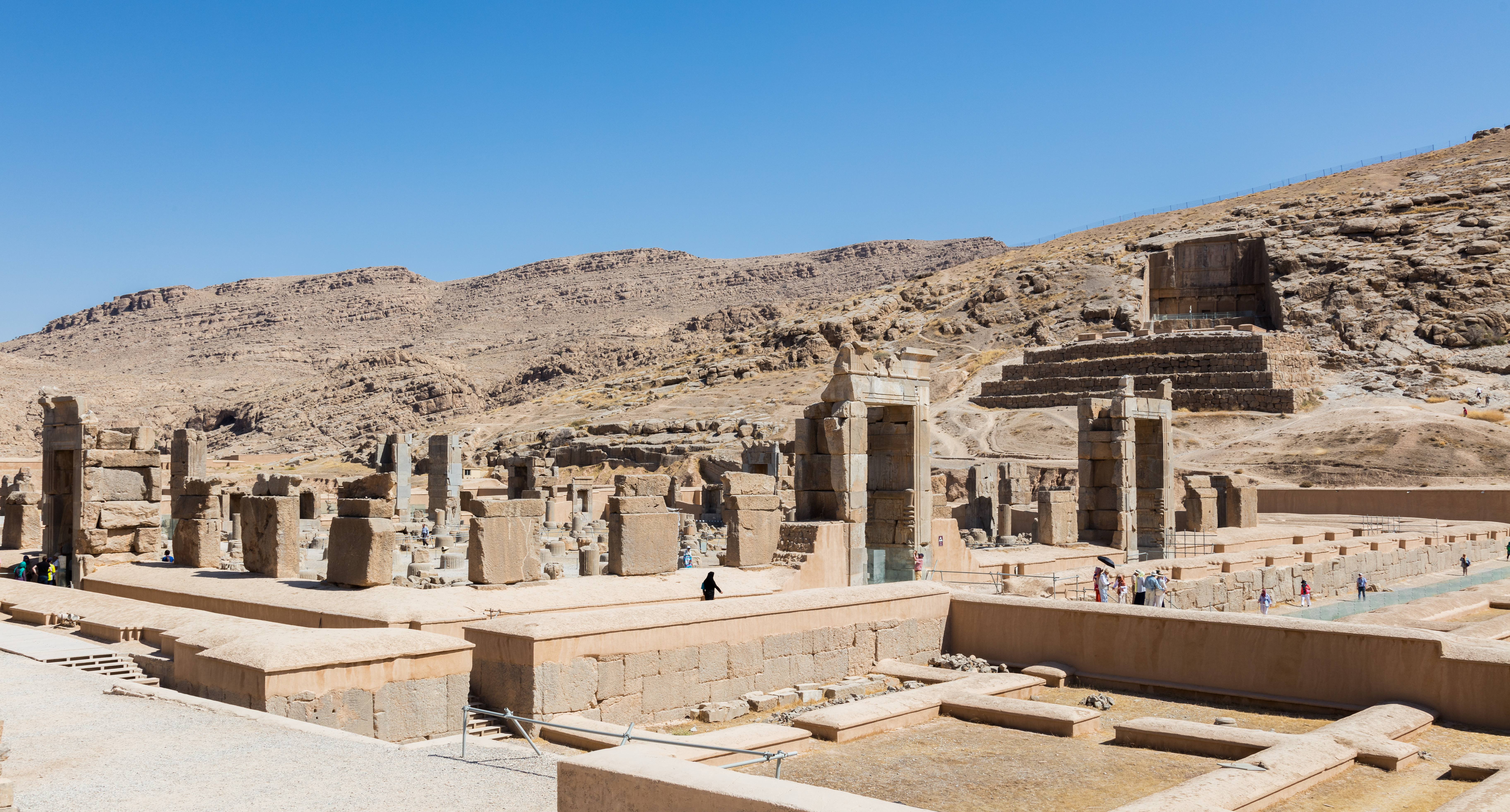
Vista general
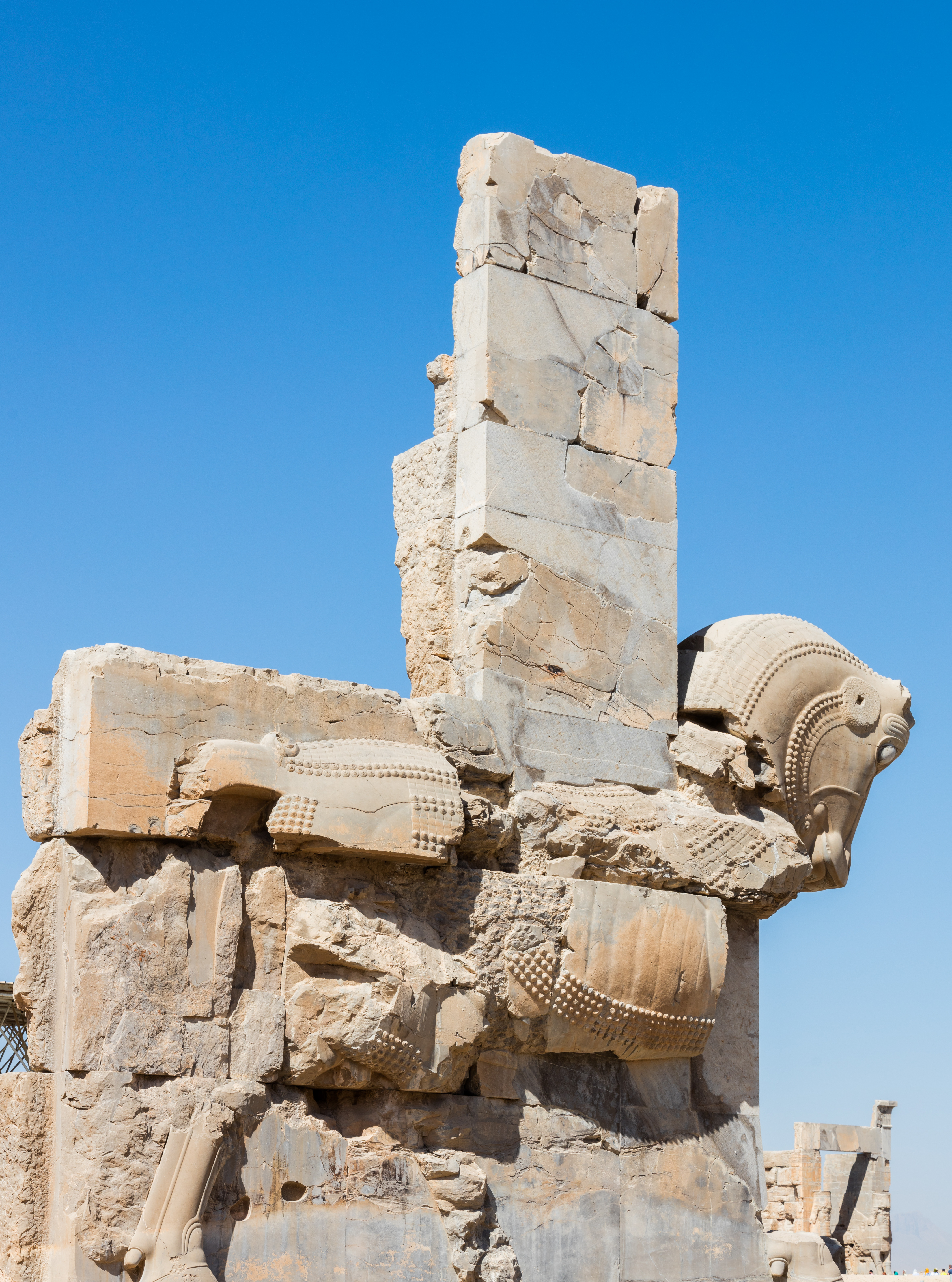
Columna amb un toro
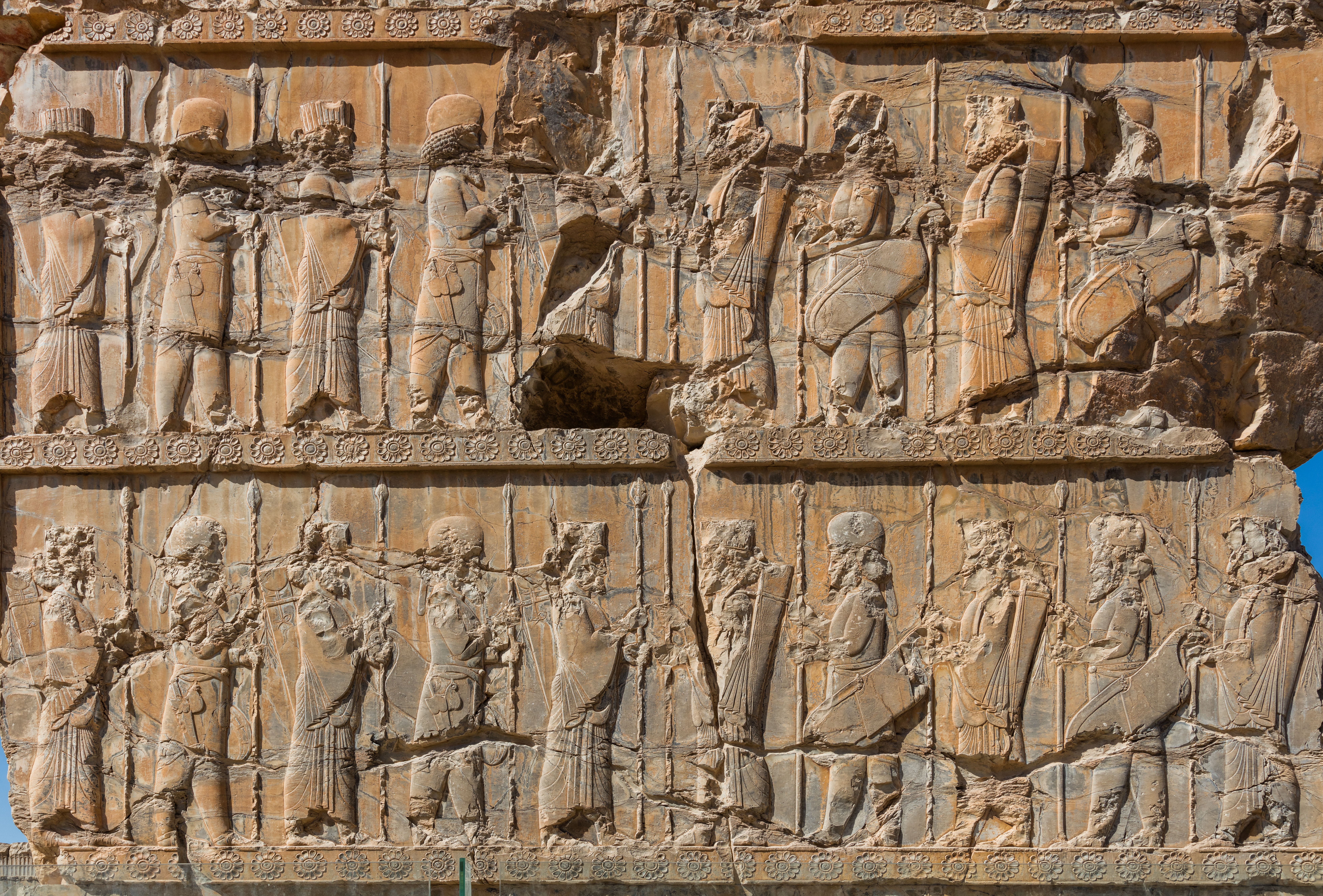
Detall inferior del relleu sud (Guardia dels Inmortals)
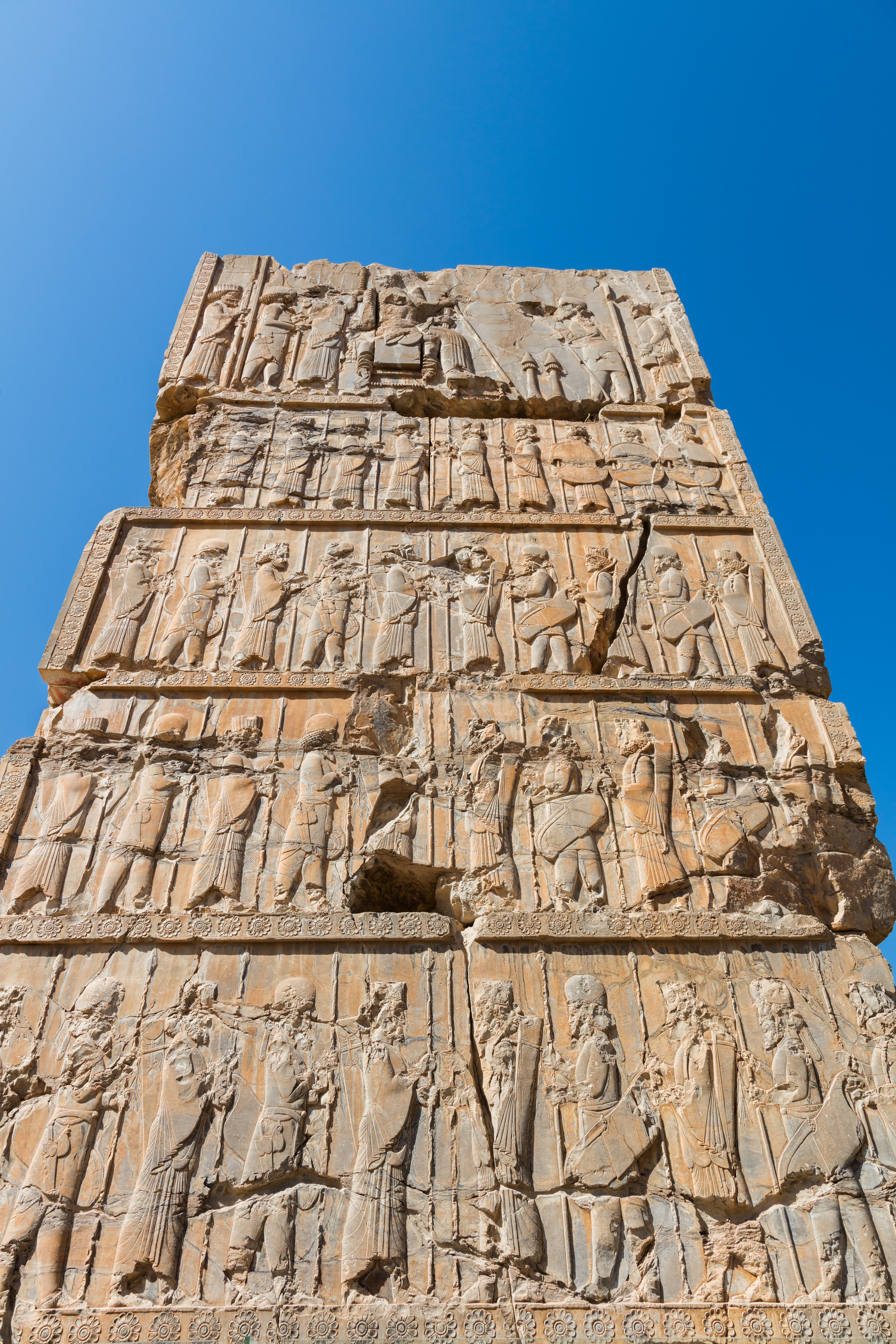
Detall superior del relleu sud
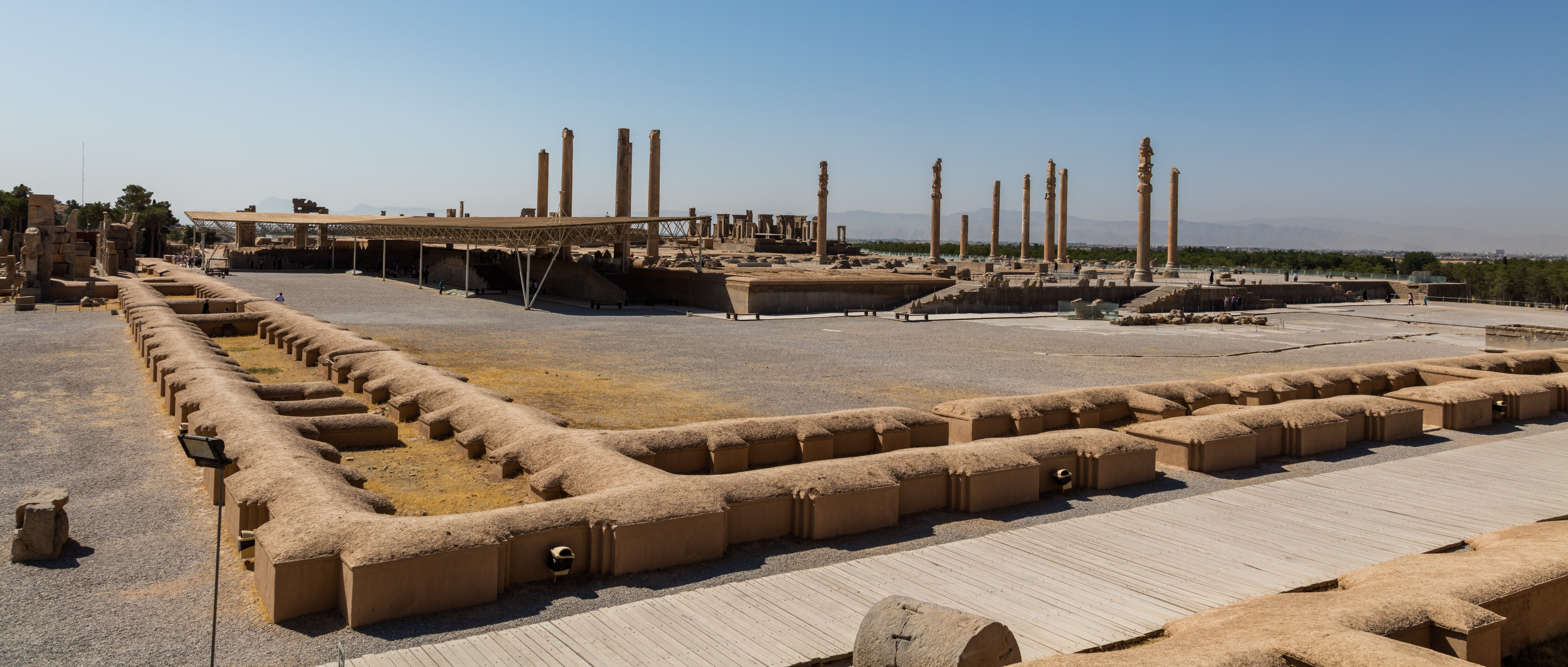
Palau de les 100 columnes (vista nort)

El palau està decorat amb nombrosos relleus en notable estat de conservació, que representen toros, lleons, flors i glans.
La porta sud del palau presenta un relleu completament diferent. Simbolitza la sustentació aportat al rei per les diferents nacions que componen l'imperi. Els soldats que componen les cinc files inferiors pertanyen a moltes nacions, recognoscibles pels seus tocats i armaments. Tornat cap al Tresor, aquest missatge es dirigeix més aviat als servidors i els recorda que les riqueses que transiten per aquesta porta es deuen a la cohesió de l'imperi. Unes tauletes cuneïformes detallen els arxius dels tributs, donant així una estimació de les riqueses que transitaven per aquestes portes.
Si els relleus de les entrades nord i sud del palau concerneixen essencialment a l'afirmació de la monarquia, els de les parts est i oest presenten, com en altres palaus, escenes heroiques de rei combatent el mal.